# Historia Żydów w Polsce

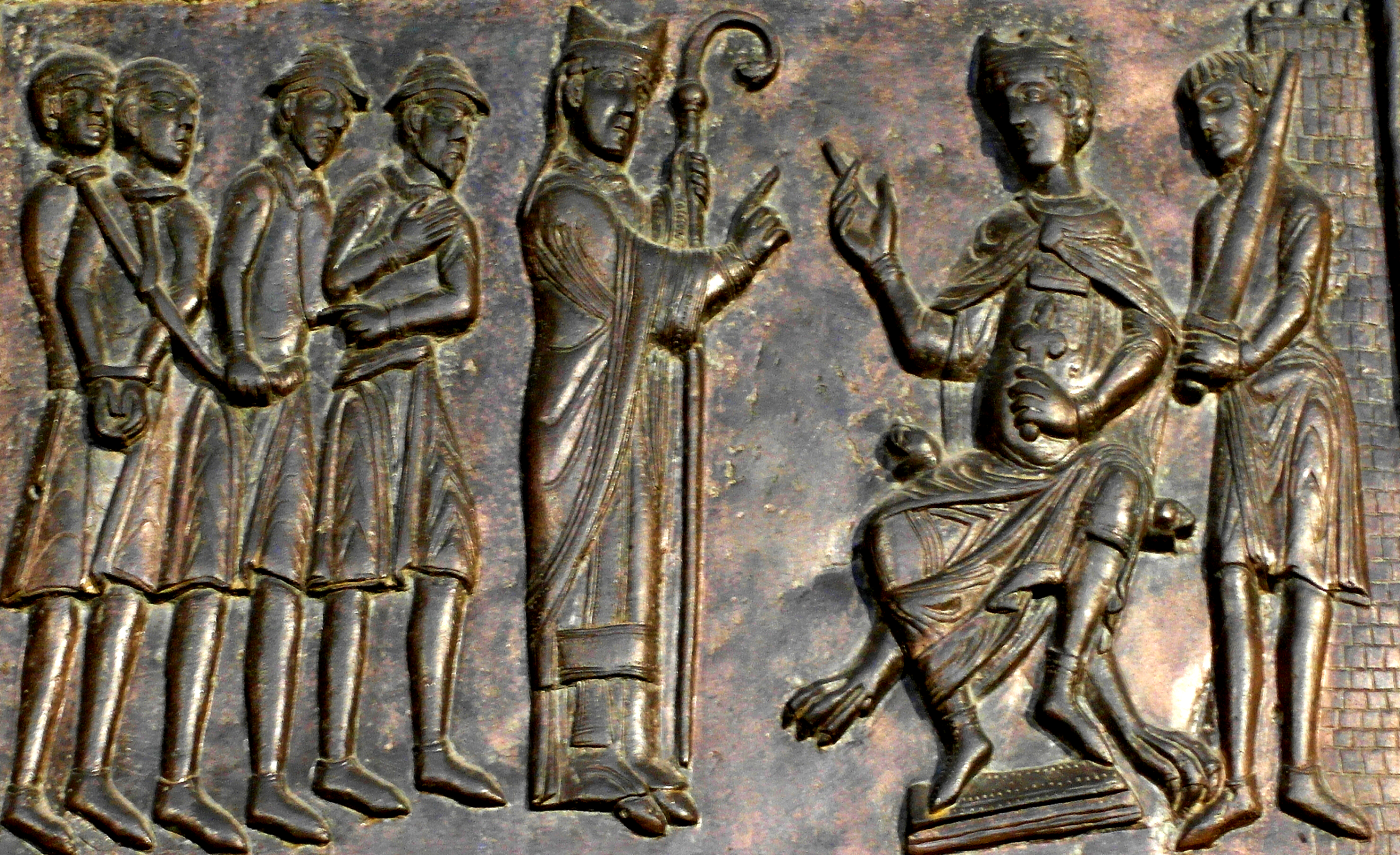
Święty Wojciech napomina księcia czeskiego Bolesława II Pobożnego by zakazał kupcom żydowskim handlu niewolnikami chrześcijańskimi, fragment Drzwi Gnieźnieńskich około 1170 roku

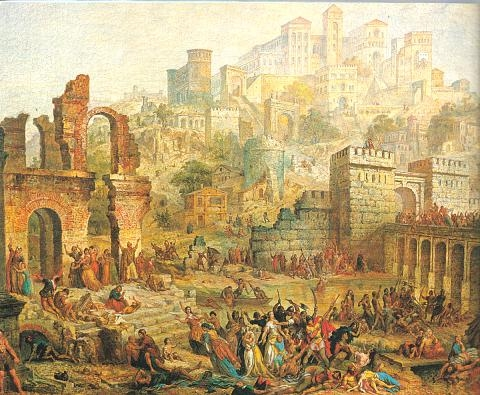
Pogromy dokonywane w czasie I krucjaty, spowodowały napływ uchodźców żydowskich na ziemie polskie, Masakra Żydów z Metzu w 1095 roku, obraz pędzla Auguste Migette

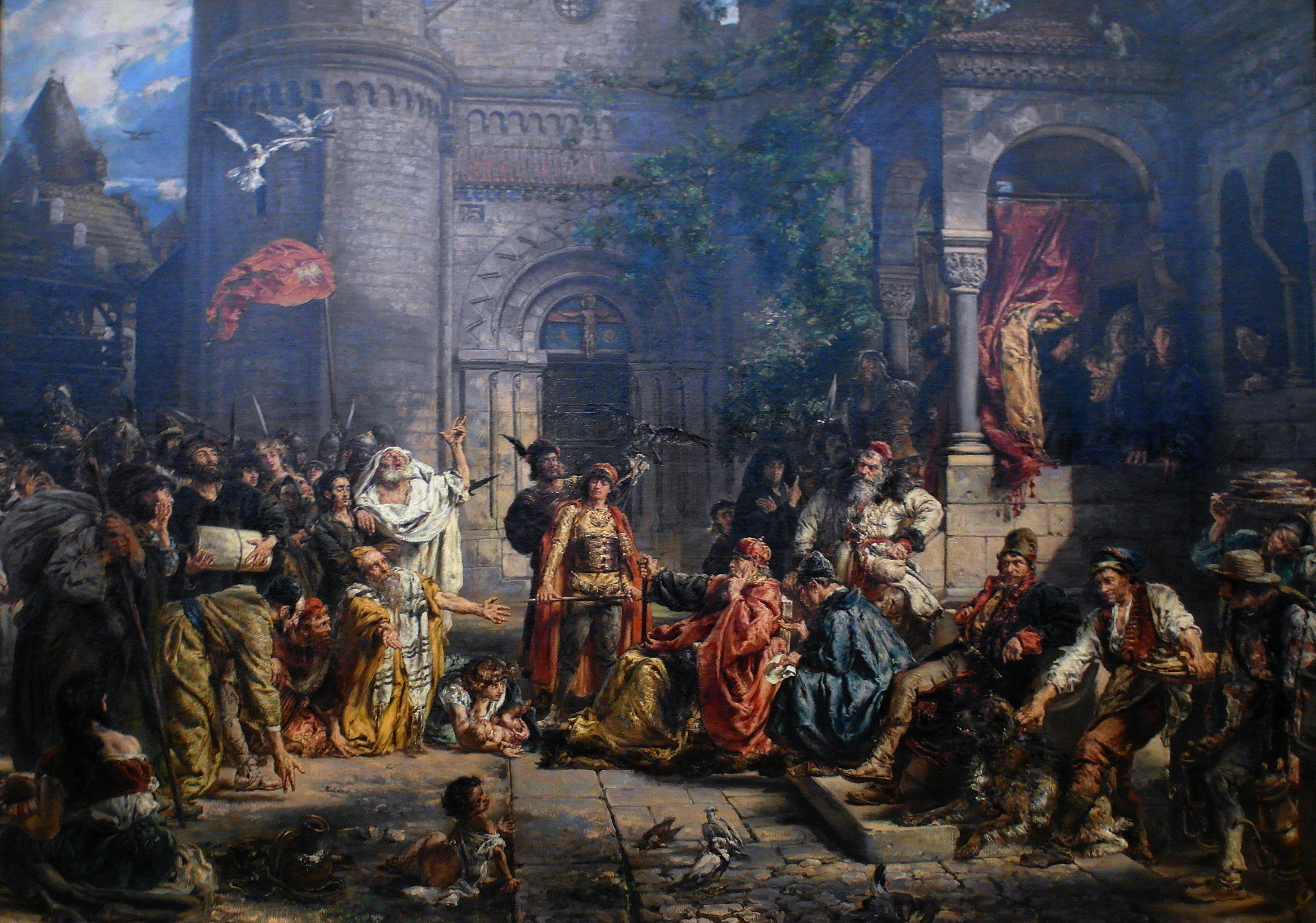
Przyjęcie Żydów w Polsce, obraz Jana Matejki z 1889 roku

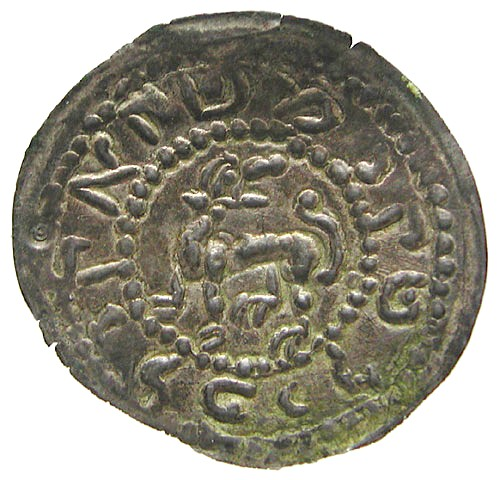
Brakteat Mieszka III Starego z napisem w jęz. polskim/knaan w piśmie hebrajskim. Można na nim odczytać משקא קרל – Mieszko król

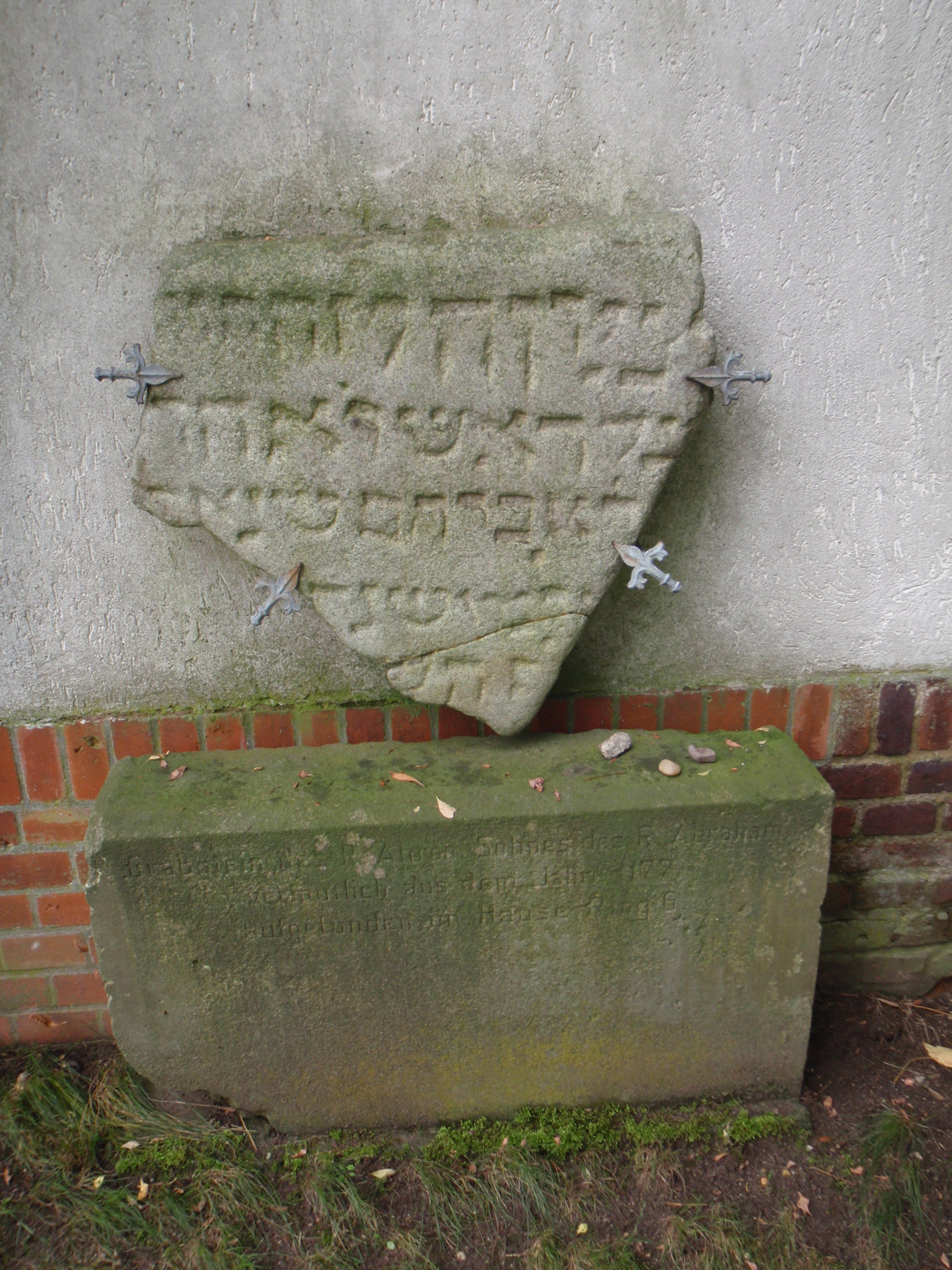
Fragment macewy rabbiego Aarona z 1174 roku na Starym Cmentarzu Żydowskim we Wrocławiu

Historia Żydów w Polsce rozpoczęła się około 1000 lat temu, od kupców poszukujących na tych terenach głównie niewolników, sprzedawanych później w krajach muzułmańskich. Pierwsze, niewielkie, wspólnoty żydowskie istniały w Polsce w XIII wieku, później powiększyły się, przyjmując wypędzonych Żydów z całej Europy, w tym z Niemiec (1346), Węgier (1349–1526 i 1686–1740), Francji (1394), Austrii (1420), Hiszpanii (1492), Portugalii (1497), Kijowa (1886), Moskwy (1891). Król Kazimierz III Wielki jest uznawany za protektora Żydów w Polsce. W 1334 Kazimierz Wielki wyłączył Żydów spod jurysdykcji prawa niemieckiego, od tego czasu gminy żydowskie zaczęły bezpośrednio podlegać sądom królewskim. Po decyzji Kazimierza Wielkiego chroniącej bezpieczeństwo i interesy Żydów Królestwo Polskie stało się bezpieczną przystanią dla Żydów wypędzanych z innych państw w Europie. Od czasów powstania Królestwa Polskiego, poprzez utworzoną w 1569 roku Rzeczpospolitą Obojga Narodów, aż do okresu klęsk wojennych powstania Chmielnickiego i potopu szwedzkiego, w XVII w. Polska była jednym z najbardziej tolerancyjnych państw Europy i stała się domem dla dużej społeczności żydowskiej. Nazywano (Samuel Adalberg) ówczesną Polskę rajem dla Żydów (łac. paradisus Iudaeorum), a szesnastowieczny rabin krakowski Mojżesz ben Israel Isserles podkreślał, że jeśliby Bóg nie dał Żydom Polski jako schronienia, los Izraela byłby rzeczywiście nie do zniesienia. Jednakże kiedy unia polsko-litewska zaczęła słabnąć z powodu wojen oraz konfliktów religijnych (pomiędzy protestantami a katolicką kontrreformacją i między prawosławiem a unią brzeską), zanikała również tradycja polskiej tolerancji. W konsekwencji od 2. połowy XVII wieku pogorszyła się sytuacja Żydów polskich.
Po III rozbiorze Polski w 1795 roku Żydzi ją zamieszkujący, podobnie jak ludność chrześcijańska, stali się poddanymi państw zaborczych. Warunki życia społeczności żydowskich różniły się w zależności od zaboru. Sytuacja Żydów była jednak szczególnie trudna w Imperium Rosyjskim, w którym wzmagał się antysemityzm, a ludności żydowskiej wyznaczono ograniczoną strefę osiedlenia. W XIX wieku nastąpiły duże zmiany – nasilała się migracja Żydów do dużych miast, gdzie powstawał żydowski proletariat, oraz emigracja poza Europę. Pojawiły się zorganizowane tendencje asymilacji i reformy religijnej judaizmu, w latach 1812 (w Prusach) i 1822 (w Rosji) przyznano Żydom prawa obywatelskie. Powstawały żydowskie ugrupowania polityczne – konserwatywne, socjalistyczne i syjonistyczne, część żydowskiego proletariatu wspierała komunizm. Po odzyskaniu przez Polskę niepodległości zamieszkiwały ją ponad 3 miliony Żydów, co stanowiło jedną z największych diaspor na świecie. Poważny problem stanowił umacniający się antysemityzm.
Wkrótce po inwazji nazistowskich Niemiec na Polskę Niemcy rozpoczęli zorganizowaną akcję eksterminacji ludności żydowskiej Europy i Polski, znaną jako Holokaust. W wyniku tego ludobójstwa zginęło ponad 90% polskich Żydów. Wielu Żydów walczyło i zginęło jako oficerowie i żołnierze Wojska Polskiego w kampanii 1939 roku i w innych bitwach (np. o Monte Cassino) czy jako ofiary zbrodni katyńskiej. Zostali pochowani na wspólnych cmentarzach z polskimi chrześcijanami i muzułmanami.
Po wojnie wielu z ok. 180–240 tys. ocalonych zdecydowało się na emigrację z rządzonej przez komunistów Polski do nowo powstałego państwa Izrael, USA lub Ameryki Południowej. Większość tych, którzy pozostali, zmuszono do emigracji w późnych latach 60., w wyniku inspirowanej przez PZPR antysemickiej kampanii (czerwiec 1967, marzec 1968). Po upadku komunizmu w Polsce w 1989 roku sytuacja Żydów uległa normalizacji, a ci, którzy byli polskimi obywatelami przed II wojną światową lub utracili obywatelstwo w latach komunizmu, uzyskali możliwość jego odzyskania. Ocenia się, że polska społeczność żydowska liczy obecnie od 8 do 12 tys. członków, choć liczba osób mających żydowskie korzenie, ale niezwiązanych z judaizmem czy kulturą żydowską, może być wielokrotnie większa.

## Od pierwszych lat doZłotego wieku

### 966–1385

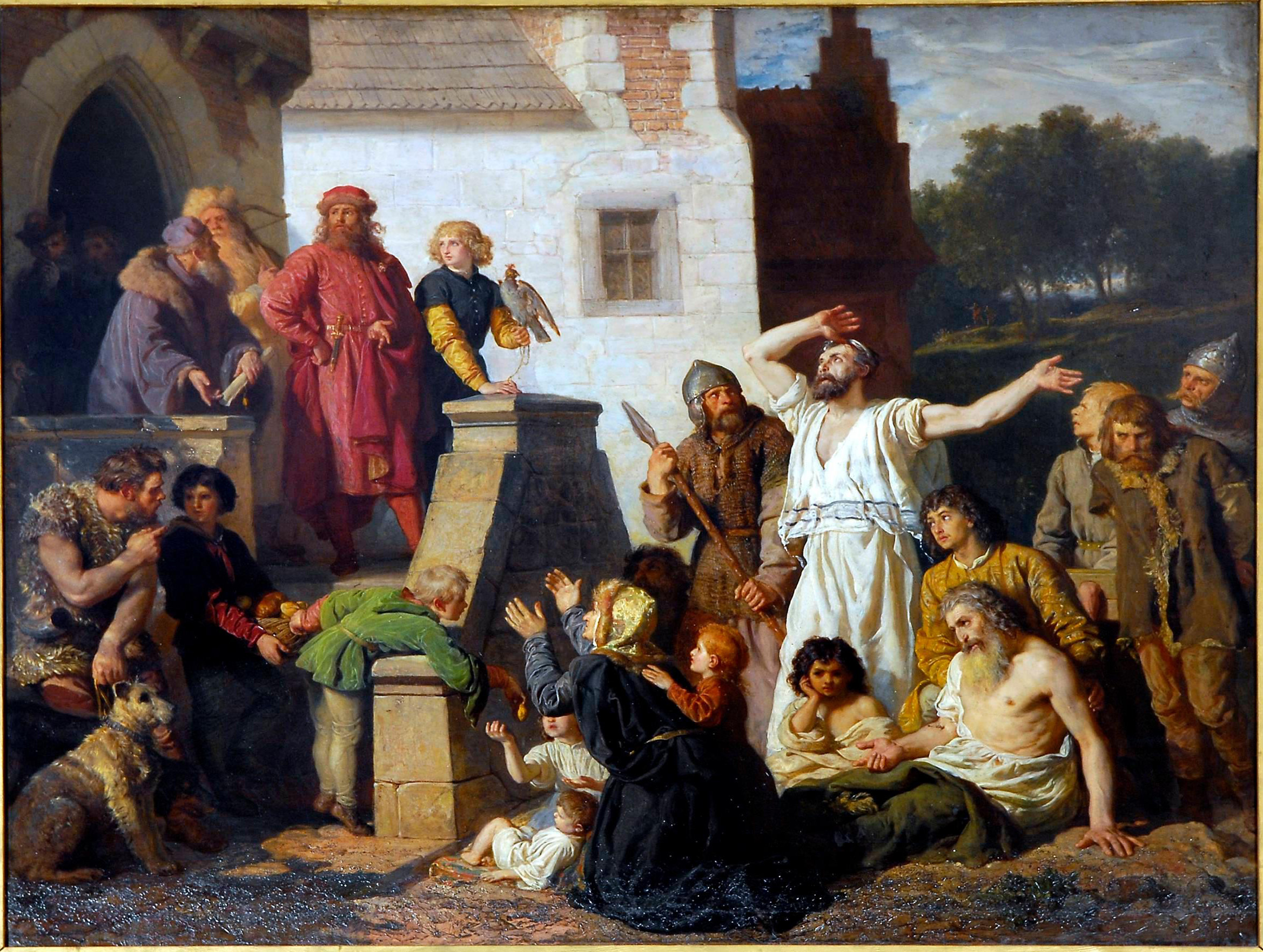
Wojciech Gerson, Przyjęcie Żydów, Kazimierz Wielki i Żydzi

Pierwsi Żydzi, którzy pojawili się na ziemiach polskich w X wieku, byli wędrownymi handlarzami niewolników słowiańskich. Handlarze ci, zwani Radanitami, dostarczali niewolników do Europy Zachodniej i krajów arabskich, a ich szlak przebiegał z Buchary przez wybrzeża Morza Kaspijskiego, Itil, Kijów i Pragę, i dalej przez Śląsk, Niemcy i Francję na muzułmański Półwysep Iberyjski. Jeden z Radanitów, sefardyjski kupiec z Tortosy Ibrahim ibn Jakub, w 966 roku pozostawił pierwszy historyczny opis państwa Polan Mieszka I.
Pierwsze wzmianki o Żydach mieszkających w Polsce pochodzą z XI wieku. Rabin Jehuda ha-Kohen z Moguncji około 1050–1070 pisał o Żydach w Przemyślu na terenie Grodów Czerwieńskich, którzy mieli zostać uprowadzeni przez nieznanych napastników. Kronika polska (Anonima tzw. Galla) podaje, że Judyta czeska, żona Władysława Hermana wielu chrześcijan wykupywała za własne pieniądze z niewoli u Żydów. Kronikarz Kosmas z Pragi pisał o pierwszej migracji Żydów do Polski i Węgier z Czech w 1098 roku, spowodowanej prześladowaniami w czasie pierwszej wyprawy krzyżowej. Dołączyły do nich także grupy wyznawców judaizmu wygnanych z Rusi Kijowskiej w latach 1113–1158, będących częściowo potomkami Chazarów, koczowniczego ludu pochodzenia tureckiego, którego część przeszła na judaizm, tzw. żydów chazarskich.
W 1187 roku, po serii pogromów związanych z wyprawami krzyżowymi, niewielka liczba żydowskich osadników dotarła na Śląsk, zakładając pierwsze stałe osady żydowskie, np. w Tyńcu Małym (1150), Bolesławcu (1190) czy dzisiejszej części Wrocławia – Sokolnikach (o czym świadczy najstarsza zachowana macewa na kirkucie we Wrocławiu – kamień nagrobny Dawida, syna Sar Szaloma, zmarłego 4 sierpnia 1203 roku). W 1227 roku w Bytomiu pojawili się po raz pierwszy Żydzi-chłopi, zajmujący się rolnictwem. Żydzi mieszkający pierwotnie na Śląsku migrowali do Wielkopolski – założyli tam wieś Żydowo (1205) w pobliżu Gniezna oraz Żydowo koło Kalisza (1213), a w 1237 roku gminę wyznaniową w Płocku na Mazowszu. Żydzi byli zarządcami mennic lub mincerzami na dworach m.in. Kazimierza II Sprawiedliwego i Mieszka III Starego. Książę wielkopolski Mieszko III Stary oddawał Żydom w dzierżawę cła oraz mennicę, o czym świadczy seria brakteatów – drobnych monet wybitych w 1181 roku dla Mieszka III, które znaleziono pod Włocławkiem. Monety te posiadają napisy w języku hebrajskim, a także w języku polskim i knaan, zapisane literami hebrajskimi.
Decydujące zmiany dla polskich Żydów przyniosła seria najazdów mongolskich, które zniszczyły dużą część ziem polskich w połowie XIII wieku. Książęta polscy dążyli do odbudowy zniszczonych miast, sprowadzając osadników z zagranicy, głównie z ziem niemieckich. Osadnicy ci zasiedlali wiele z polskich miast królewskich, ustanawiając lokacje według prawa niemieckiego. Duża liczba napływowych mieszczan tworzyła na wzór niemiecki organizacje cechów rzemieślniczych, do których Żydzi nie mogli przynależeć. Osadników tych cechowała też niekiedy nietolerancja wobec Żydów, która w XII wieku była przyczyną pogromów w Niemczech. Zmiana społeczna i organizacyjna obejmująca miasta królewskie była początkiem konfliktów pomiędzy chrześcijańskimi mieszczanami a Żydami mieszkającymi w miastach, które trwały przez wiele kolejnych wieków.
Wypychani z zawodów rzemieślniczych Żydzi zostali objęci ochroną władców – w 1264 roku książę kaliski Bolesław Pobożny wydał dla Żydów mieszkających w jego księstwie statut kaliski, który gwarantował ich prawa. Bolesław wyjął Żydów spod jurysdykcji miejskiej i bezpośrednio poddał sądom książęcym, czyniąc z nich „sługów skarbu królewskiego” – servi camerae regis, bezpośrednich poddanych księcia. Statut kaliski częściowo wzorowany był na podobnych przywilejach dla Żydów, które powstawały w połowie XIII wieku w Austrii, Czechach i na Węgrzech. Potwierdzał on wolność handlu i finansów, regulował sprawy jurysdykcji, kar i przysiąg składanych przez Żydów. Precedensu w przywilejach dla Żydów z innych krajów nie miał brak określenia wysokości lichwy – procentu od pieniędzy pożyczanych przez Żydów, którzy jako niechrześcijanie, jedyni mieli prawo pożyczać „na procent”.
W 1334 roku król Kazimierz III Wielki potwierdził, a w 1364 roku rozszerzył postanowienia statutu kaliskiego na całe Królestwo Polskie. W 1368 roku Kazimierz Wielki mianował pierwszym żupnikiem żupy krakowskiej swojego żydowskiego bankiera Lewkę. Kazimierz Wielki był szczególnie przyjazny Żydom i jego rządy uważane są za okres ich wielkiej pomyślności, co sprawiło, że uzyskał przydomek Króla chłopów i Żydów.
Kiedy Polacy w wojnie o księstwo halicko-włodzimierskie w 1349 roku zajęli Lwów i Przemyśl, zastali tam dwie gminy żydowskie, do których prawdopodobnie należeli Żydzi pochodzący ze wschodu, z Kijowa. Do końca XIV wieku do Austrii, Czech, Węgier, a także Polski napłynęła fala uchodźców żydowskich z Anglii (wszystkich 16 511 wypędzono stamtąd w 1290 roku), Niemiec (pozostała tam jedna gmina we Frankfurcie nad Menem), Czech (pozostał jeden kahał w stolicy) i Francji (w latach 1306–1372–1394 Żydzi zostali stamtąd całkowicie usunięci). Było to spowodowane rozprzestrzenianiem się epidemii dżumy, o wywołanie której w tych krajach oskarżano Żydów.
Podobne zajścia miały miejsce również we Wrocławiu, gdzie wypędzono Żydów z powodu głodu w 1319 roku, oraz w Krakowie, gdzie w 1339 roku spalono na stosie 13 Żydów skazanych za zbezczeszczenie hostii. Pomimo tych wystąpień wzrastała liczba gmin żydowskich, gdyż ci, wraz z Niemcami, zasiedlali wyludnione po najazdach mongolskich polskie miasta. Początkowo zajmowali się głównie handlem i rzemiosłem, rywalizując z niemieckimi i polskimi mieszczanami, którzy zaczęli organizować się w cechy rzemieślnicze. W kolejnych latach Żydzi eliminowani byli z rzemiosła i zmuszeni zająć się bankowością oraz pożyczaniem pieniędzy.

### 1385–1505

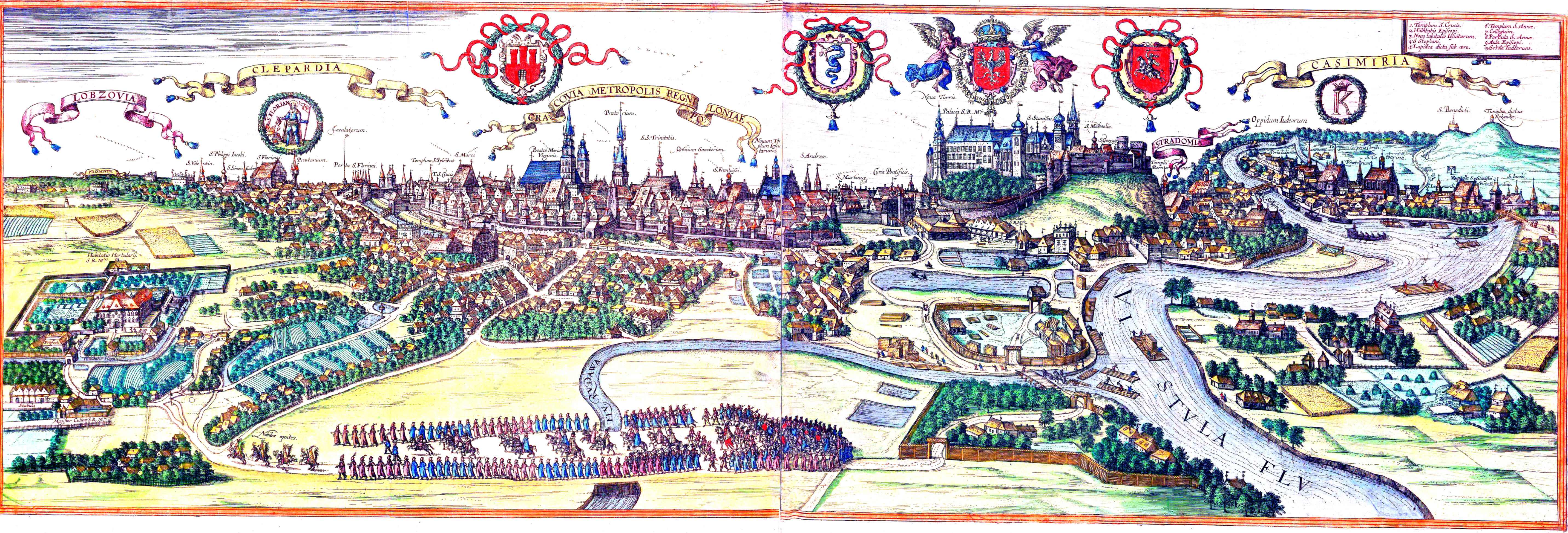
Widok Krakowa, Stradomia, Kleparza, Kazimierza i Łobzowa z atlasu Civitates orbis terrarum Georga Brauna i Fransa Hogenberga z 1618 roku. Część Kazimierza opisana jest jako miasto żydowskie (Oppidum Iudeorum)

W 1388 król Władysław Jagiełło rozszerzył postanowienia statutu kaliskiego na całe Wielkie Księstwo Litewskie. W tym czasie pojawiły się w Polsce pierwsze prześladowania Żydów wywołane m.in. oskarżeniami o profanację hostii i posługiwanie się krwią chrześcijańską w celach religijnych. Pomimo tego, że podobne prześladowania były na porządku dziennym na zachodzie Europy, władcy polscy nie przeciwdziałali oskarżeniom wobec Żydów, często inspirowanym przez duchowieństwo. W 1399 np. posądzono Żydów poznańskich o profanację hostii.
W 1454 nastąpiło przyznanie statutów nieszawskich przez króla Kazimierza Jagiellończyka – pod naciskiem szlachty, władca zmuszony był cofnąć część praw przyznanych Żydom. Kolejni królowie prowadzili podobną, niekonsekwentną politykę względem Żydów.
W latach 1495–1501 Żydzi zmuszeni byli do emigracji z Litwy przez wielkiego księcia litewskiego Aleksandra Jagiellończyka, co było elementem politycznej gry o tron Polski. Zezwolił im na powrót, pod warunkiem obietnicy wystawienia 1000 zbrojnych jeźdźców w wypadku wojny.

### 1505–1572

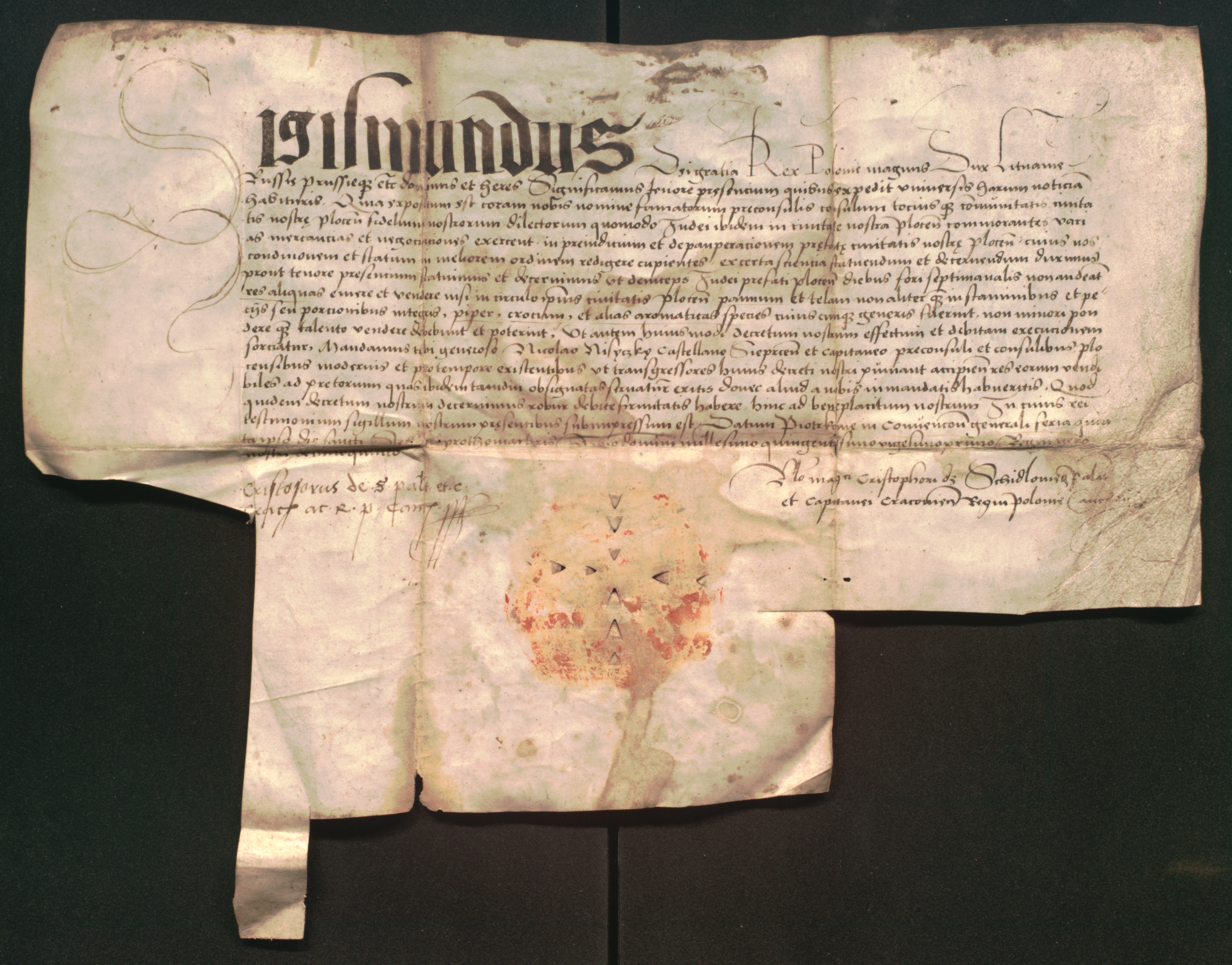
Król Zygmunt I Stary zakazuje Żydom w Płocku uprawiania handlu detalicznego, dokument z 26 grudnia 1521 roku

Na początku XVI wieku do Rzeczypospolitej ściągali Żydzi, wygnani z Hiszpanii, Portugalii, Niemiec, Austrii i Czech. W połowie XVI wieku na ziemiach polskich żyło już ok. 80% ogółu Żydów świata. Gwałtowny rozwój kultury i sztuki żydowskiej na ziemiach polskich sprawił, że Polska stała się w tym czasie centrum świata żydowskiego.
Od lat dwudziestych XVI wieku w związku z wypędzeniem Żydów z wielu miast Wielkopolski, Mazowsza i Małopolski, które uzyskały przywileje de non tolerandis Judaeis zaczęły napływać do województwa ruskiego i bełskiego rzesze wyznawców religii mojżeszowej. Wzmożonemu osadnictwu ludności żydowskiej na Rusi Czerwonej sprzyjały przywileje wydawane przez monarchów poszczególnym gminom żydowskim.
Najbardziej pomyślny okres w dziejach Żydów polskich to jednak panowanie króla Zygmunta I Starego, który starał się ich ochraniać, a często i wyróżniać zasłużonych wyznawców judaizmu (np. w 1525 król po raz pierwszy przyznał Żydowi tytuł szlachecki), a w 1534 król Zygmunt zniósł prawo nakazujące Żydom noszenie wyróżniającego ich ubioru.
W 1547 w Lublinie została otwarta pierwsza żydowska drukarnia. W czasie wojny litewsko-rosyjskiej 1558–1570, po zdobyciu Połocka przez wojska moskiewskie w 1563 car Iwan Groźny rozkazał utopić w Dźwinie wszystkich żydowskich mieszkańców tego miasta.
W 1563 roku sejm w Piotrkowie wprowadził pogłówne żydowskie w wysokości florena. W drugiej połowie XVI wieku zwalniano z tego podatku zubożałą ludność żydowską, niższe składki płaciła czeladź żydowska.
Zygmunt II August kontynuował tolerancyjną politykę swojego ojca, m.in. nadając Żydom autonomię w dziedzinie administracji gminnej. W 1567 miało miejsce ufundowanie pierwszej jesziwy. Tolerancyjna polityka władców Polski przyczyniła się do tego, że Polskę określano jako niebo dla szlachty, czyściec dla mieszczan, piekło dla chłopów i raj dla Żydów. W 1568 Zygmunt II August wystawił serię przywilejów de non tolerandis Christianis dla miast żydowskich, zakazujących chrześcijanom zamieszkania m.in. na podkrakowskim Kazimierzu i do żydowskiej dzielnicy w Lublinie.
W okresie XVI–XVII w. do Polski napływała ludność żydowska uchodząca przed prześladowaniami z zachodu Europy, tworząc w miarę upływu czasu największe skupisko Żydów na kontynencie – na początku XV w. ich liczba szacowana jest na ziemiach polskich i litewskich na 10–24 tys., na przełomie XV i XVI w. było ich w Rzeczypospolitej ok. 150 tys. (2% ogółu mieszkańców), a w 1600 już 300 tys. Inne szacunki mówią o 80–100 tys. Żydów na początku XVII w. i 200 tys. w połowie tego stulecia.
W Polsce nadzór nad Żydami sprawowali wojewodowie, którzy dwa razy do roku ustalali ceny. Stało się to powodem wielu nadużyć (np. wojewoda krakowski Piotr Kmita Sobieński brał od Żydów krakowskich podarki w srebrze, złocie i innych kosztownościach, otrzymując jednocześnie jurgielt od ich konkurentów kupców i rzemieślników krakowskich). Sądownictwo nad Żydami prawdopodobnie też musiało przynosić niemałe dochody uboczne ponad wyznaczonymi stawkami.

Na ziemiach tych spotkać można bardzo wielu Żydów, którzy nie są znienawidzeni tak, jak gdzie indziej. Nie żyją w poniżeniu i nie są zmuszani do wykonywania nikczemnych prac. Są właścicielami ziemskimi, zajmują się handlem, studiują medycynę i astronomię. Posiadają wielkie bogactwa i są zaliczani nie tylko do porządnych ludzi, ale czasami zajmują nawet wyższą od nich pozycję. Nie noszą żadnego znaku wyróżniającego i zezwala się im nosić broń. Krótko mówiąc, korzystają ze wszystkich praw obywatelskich, legat papieski Giovanni Francesco Commendone o położeniu Żydów w Polsce w 1565 roku.

## Rzeczpospolita Obojga Narodów

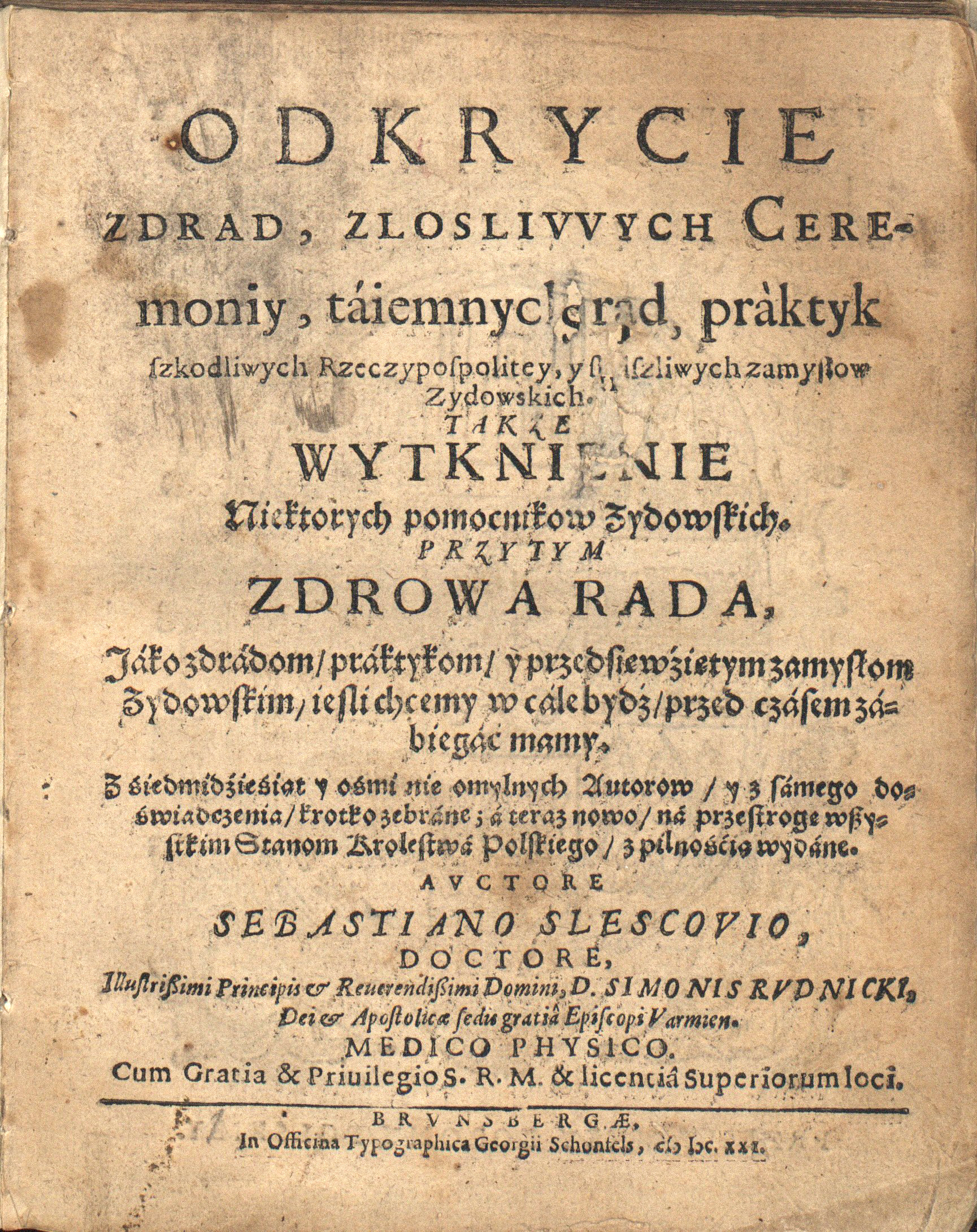
Sebastian Śleszkowski, Odkrycie zdrad, zloslivvych ceremoniy, taiemnych rad, praktyk szkodliwych Rzeczypospolitey, Braniewo 1621, przykład literatury antyżydowskiej w I Rzeczypospolitej

W dawnej Rzeczypospolitej Żydzi tworzyli oddzielny stan, który jednak nie posiadał ram prawnych. Podobnie jak szlachta miała własne sądownictwo, sejmiki i sejm a duchowieństwo odrębną jurysdykcję tak i Żydzi mieli swoje sądownictwo, sejmiki i własny sejm.

### 1573–1648
Po bezdzietnej śmierci Zygmunta Augusta i krótkim panowaniu Henryka III Walezego na tron Polski został wybrany Stefan Batory, który, jak się później okazało, był władcą tolerancyjnym i przyjaźnie nastawionym wobec Żydów. Zezwolił np. starozakonnym prowadzić wszelki handel bez ograniczeń, nawet w święta chrześcijańskie.
Wraz ze wzrastającą liczbą ekscesów antyżydowskich niektóre kahały występowały do władz miejskich o zgodę na odgrodzenie ich dzielnicy parkanem lub murem od reszty miasta.
Żydzi izolowali się od swoich chrześcijańskich sąsiadów. Było to na rękę zarówno rabinom przewodzącym poszczególnym kahałom, jak i duchowieństwu katolickiemu, gdyż uniemożliwiało asymilację i głębsze wzajemne poznanie między obiema wspólnotami. Chociaż Żydzi, podobnie jak inni zamieszkiwali miasta, to jednak nie brali udziału w powoływaniu władz miejskich (co było skutkiem tego, że spod ich jurysdykcji byli wyłączeni), a w swoich wewnętrznych sprawach podlegali władzy rabinów, starszych lub sędziów (dayyanim). Pewne ograniczenia dla osadnictwa żydowskiego występowały jedynie w miastach Prus Królewskich, spośród których faktycznie realizowano je tylko w Toruniu. We wspólnotach żydowskich pojawiały się czasem konflikty i nieporozumienia, dla rozwiązywania których zwoływano spotkania rabinów. W 1580 roku król Stefan Batory powołał Sejm Czterech Ziem (Waad), centralną organizację samorządu żydowskiego w Koronie. Żydzi byli wówczas postrzegani jako piąty stan Rzeczypospolitej – obok duchowieństwa, szlachty, mieszczaństwa i chłopów.
Po śmierci Batorego, w czasie bezkrólewia, w 1587 roku – według żydowskiej legendy, niepotwierdzonej przez źródła historyczne – Saul Wahl został rzekomo ogłoszony przez niezdecydowaną szlachtę tymczasowym królem Polski.
Rozpowszechniony pogląd, jakoby chrzest zapewniał neofitom nobilitację, jest błędny. Przytaczany na uzasadnienie fragment III Statutu Litewskiego z roku 1588 „jeśliby Żyd który albo Żydówka do wiary chrześcijańskiej przystąpili, tedy każda osoba i potomstwo ich, za szlachcica poczytywani być mają” pochodzi z art. VII „o główszczyznach i nawiązkach żydowskich” w rozdziale XII „O główszczyznach i nawiązkach ludzi prostych”. Interpretacja mówiąca o nabyciu tą drogą szlachectwa kolidowałaby z dyrektywą Incivile est nisi tota lege perspecta una aliqua particula eius proposita iudicare vel respondere (Błędem jest wydawanie wyroku lub opinii prawnej bez uwzględnienia całości ustawy, na podstawie jednego jej fragmentu). „Trudno dopuścić, by prawodawca w tej kategoryi przepisów, określał sposoby zyskiwania szlachectwa, tem więcej, że w rozdz. III. statutu, pod tyt.: 'O szlachcie i jej przywilejach’, niema żadnej wzmianki o neofitach. Zasada interpretacyj prawa polega na dokładnem rozmnieniu całości przepisów, ich pobudek i celów, a nie na cząstkowem i oderwanem od całości ich stosowaniu. Mając na względzie, że dodatek do 3-go statutu odnosił się wyłącznie do wypadków w artykule VII wzmiankowanych, a mianowicie do następstw karnych, zabicia żyda przez żyda, lub żyda przez chrześcianina, łatwo przyjść do przekonania, że prawodawca, w dodatku spornym, określił jedynie następstwo zamordowania nawróconego żyda, stanowiąc, że w tym ostatnim wypadku, sprawca ulegnie takiej karze, jak gdyby się zbrodni na osobie szlachcica był dopuścił.”
W XVII w. Rzeczpospolita była drugim po Turcji skupiskiem Żydów w Europie. Ich liczebność w 1648 roku szacuje się na około pół miliona. Mniejszość żydowska w tym okresie coraz szerzej rozwijała działalność gospodarczą, skutecznie konkurując z polskim i niemieckim mieszczaństwem. To z kolei spowodowało, że propaganda kleru katolickiego oskarżająca Żydów o bezczeszczenie hostii, mordy rytualne i wytaczanie krwi z dzieci chrześcijańskich na macę zyskała szeroki odbiór przede wszystkim wśród pospólstwa miejskiego. Zazwyczaj nie można się doszukać podobnych tez w opiniach przedstawicieli bogatej szlachty czy patrycjatu miejskiego. W miastach dochodziło do tumultów antyżydowskich i procesów o mordy rytualne. Dla przykładu w Lublinie tumulty miały miejsce w latach: 1620, 1627, 1634 i 1646. W roku 1646 zniszczono 19 domów żydowskich, 8 osób poniosło śmierć a 50 zostało rannych. W roku 1636 w Lublinie miały miejsce dwa procesy o mordy rytualne. Wyroki śmierci, jakie zapadały w sprawach o mord rytualny wykonywano z wyszukanym okrucieństwem, najczęściej w szabat i przed Wielką Synagogą.
Królowie polscy i magnaci niezmiennie otaczali Żydów szczególną protekcją prawną. Już Aleksander Jagiellończyk wprowadził karę śmierci za niesłuszne oskarżenie o mord rytualny, a Zygmunt III Waza zakazał w 1618 roku druku i rozpowszechniania broszur mogących wywołać rozruchy antyżydowskie. W miastach prywatnych na obszarze ordynacji magnackich Żydzi posiadali wyjątkowe przywileje, często nie tylko uczestniczyli w wyborze władz miejskich, ale i sami zasiadali w radach miejskich. Na dworach magnackich pełnili funkcje faktorów, arendarzy, bankierów, sekretarzy, tłumaczy, cyrulików i szpiegów.
W 1621 roku synod diecezji krakowskiej, zwołany przez biskupa Marcina Szyszkowskiego uznał, że sytuacja Żydów wymagała bardziej współczucia niż prześladowania, potępił tych, którzy źle obchodzą się z Żydami, postępując z nimi niegodnie…, narodem tak bardzo uciśnionym. Synod wezwał wiernych, aby nie krzywdzili Żydów ani słownie ani rzeczowo.
W 1623 roku miało miejsce pierwsze posiedzenie Waadu Wielkiego Księstwa Litewskiego, a w 1632 roku król Władysław IV potwierdził zakaz drukowania i rozpowszechniania treści antysemickich. W 1633 roku Żydzi w Poznaniu otrzymali od monarchy prawo de non tolerandis Christianis.
Żydzi w Rzeczypospolitej posiadali specjalny fundusz hocaoth sejmiks, przeznaczony na opłacanie interwencji na sejmikach, w przypadku gdyby te chciały podjąć uchwałę dla nich niekorzystną. W Polsce rozpowszechniło się mniemanie, że kto o Żydach dobrze mówi, ten jest już przekupiony; kto na nich wygaduje – chce nim dopiero zostać.

### Powstanie Chmielnickiego

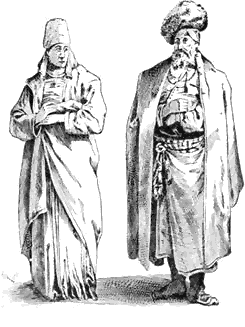
Para Żydów polskich, 1765

Około 1648 roku w Rzeczypospolitej żyło 450 tys. Żydów, co stanowiło 4,5% populacji kraju. W tym czasie Rzeczpospolita znacznie ucierpiała na skutek szeregu konfliktów zbrojnych, w których utraciła ponad 1/3 ludności (ok. 3 mln osób). W czasie powstania Chmielnickiego część biedoty żydowskiej przeszła na stronę powstańców, ogromna jednak część ludności żydowskiej uczestniczyła czynnie w walkach z kozakami i Tatarami krymskimi. W czasie powstania kozaków pod przywództwem Bohdana Chmielnickiego zamordowano dziesiątki tysięcy Żydów i Polaków. Sam Chmielnicki miał powiedzieć, że Polacy sprzedali jego ludzi jako niewolników w ręce tych przeklętych Żydów. Dokładna liczba ofiar żydowskich nie jest znana, ale spadek liczebności populacji żydowskiej ocenia się na 100–200 tys., wliczając w to emigrację, śmierć w wyniku chorób zakaźnych i jasyr. W czasie samego powstania Chmielnickiego zginęło ok. 100 – 150 tys. wyznawców judaizmu. Wydarzenie to (nazywane Gezerah – „wielka katastrofa”) uznawane jest przez historyków żydowskich za symboliczną datę zakończenia pomyślnego okresu w historii polskich Żydów.

### Potop szwedzki
Na osłabioną Rzeczpospolitą ruszyła szwedzka inwazja. Wkrótce potem Szwedzi opanowali terytorium całego kraju. Polacy walczący z tą nawałą bardzo często oskarżali Żydów o współpracę z najeźdźcą. Żydów oskarżono i skazano za wskazanie szwedzkiemu komendantowi Krakowa miejsca ukrycia srebrnego ołtarza Świętego Stanisława, zniszczenie go i przetopienie na srebro. Wielu zginęło także z powodu szalejących w tym czasie epidemii, jak również w wyniku oblężeń m.in. Kalisza, Krakowa, Poznania, Piotrkowa i Lublina.

Iż luboście dla jawnej z nieprzyjacielem naszym korrespondencyjej i zdradziectwa tych Żydów, którzy nieprzyjacielowi za sołdatów przeciwko nam służyli i służą i na wszystko złe onego nawodzą, zasłużyli to byli, aby imię wasze z Korony Polskiej, od której żeście tak wielkie zawsze dobrodziejstwa mieli, wykorzenione było. Którego rozkazania naszego i postanowienia wiernych rad naszych jeślibyście nie usłuchali, bądźcie tego pewni, że was ostali z Polski, dobra wszystkie wasze konfiskowawszy, wypędzić rozkażemy i tym, którzy się za granicę wyprowadzili, więcej do Korony powracać się nie dopuścimy i żaden Żyd już na wieki w państwach naszych nie będzie mógł mieszkać ani bywać uniwersał króla Jana II Kazimierza Wazy do Żydów koronnych z wiosny 1657 roku

.
Jednakże kiedy sytuacja się uspokoiła, wielu Żydów powracało do swoich domów. Pomimo strat Polska pozostawała duchowym centrum żydowskiego świata, a zamieszkiwała ją żydowska wspólnota większa niż te w zachodniej Europie. Mimo niechęci duchowieństwa i szlachty kolejni władcy Polski byli wciąż raczej przychylni Żydom polskim.

### Czasy saskie

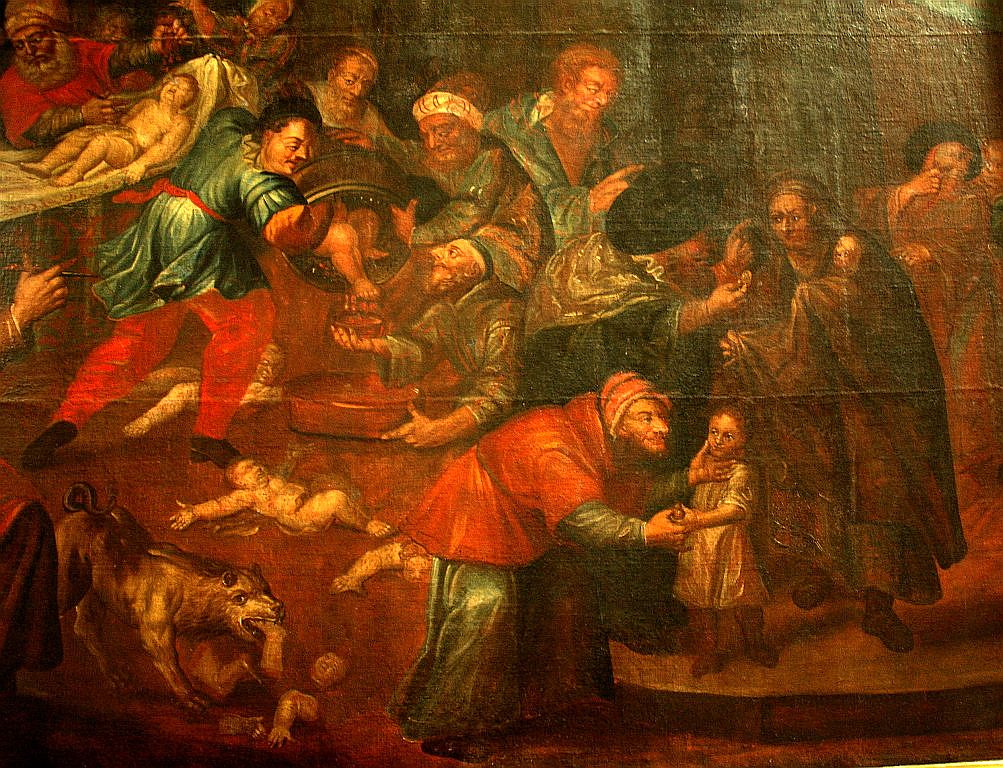
Obraz Mord rytualny autorstwa Karola de Prevot (XVIII w.), przedstawiający rzekomy mord rytualny, znajdujący się w katedrze sandomierskiej, ufundowany przez ks. Stefana Żuchowskiego

bez świątyń Żydzi, a bez nich miasteczka nasze być nie mogą.

Ataki na Żydów ze strony uczniów i studentów, nazywane Schüler-Gelauf stały się tam codziennością. Odpowiedzialni za utrzymanie porządku patrzyli na nie z obojętnością.
W Polsce między 1547 a 1787 rokiem miały miejsca 82 oskarżenia o mord rytualny, z tego w XVIII wieku 32. Po wyroku o mord przeciwko Żydom w Sandomierzu król August II Mocny zlecił w 1714 roku Uniwersytetowi Lipskiemu zbadanie słuszności mitu o zbrodniach rytualnych. Teologowie lipscy uznali, że w judaizmie nie ma uzasadnienia dla posługiwania się Żydów krwią chrześcijańską dla celów praktycznych i kultowych. Stanowisko to poparł w rozprawie z 1760 roku biskup kijowski Józef Andrzej Załuski.
W 1737 roku w diecezji wileńskiej powstał istniejący do 1774 roku zakon mariawitek, który zajmować miał się małoletnimi neofitkami. Biskup łucki Franciszek Antoni Kobielski polecił w 1742 roku duchownym wygłaszać w 54 miastach kazania do Żydów.
Sejm niemy 1717 roku powiększył pogłówne żydowskie do 220 tysięcy dobrej pruskiej monety. Samorządowy żydowski Sejm Czterech Ziem przyczyniał się zakulisowo do paraliżowania działań sejmu polskiego. Żydzi doprowadzili do zerwania sejmu 1740 roku, który zamierzał powiększyć czterokrotnie wysokość tego podatku, ściąganego z ludności żydowskiej i przeznaczanego na utrzymanie wojska I Rzeczypospolitej. Według pruskiego dyplomaty Gédéona Benoît Żydzi stale pomagali składką do zrywania sejmów w latach 1740–1748.
W 1750 roku populacja żydowska osiągnęła liczbę 750 tys., co stanowiło 8% ludności Polski. W przeddzień zaborów było to już prawie 800 tys. W 1753 roku koadiutor kijowski Kajetan Ignacy Sołtyk wszczął w Żytomierzu proces przeciwko 33 Żydom, oskarżając ich niesłusznie o mord rytualny dziecka chrześcijańskiego. Oskarżeni byli torturowani, co było w owych czasach standardową metodą przesłuchiwania (w Polsce i na Litwie zakazano takich metod śledczych ustawą z 23 października 1776 roku). 13 z nich skazano na męki i śmierć.
W 1757 roku biskup kamieniecki Mikołaj Dembowski doprowadził do dysputy przywódcy sabataistów Jakuba Franka z rabinami z Kamieńca Podolskiego, która skończyła się potępieniem i spaleniem Talmudu przez Franka. Po drugiej dyspucie, zorganizowanej przez biskupa lwowskiego Władysława Łubieńskiego, Frank i 500 wyznawców przyjęli katolicyzm.
W Rzeczypospolitej miało miejsce lokowanie kapitałów kościelnych w kahałach na stosunkowo wysoki procent (np. udział kwot kościelnych w całości funduszów powierzonych kahałowi opatowskiemu wynosił w 1758 roku 85%).

### Czasy stanisławowskie

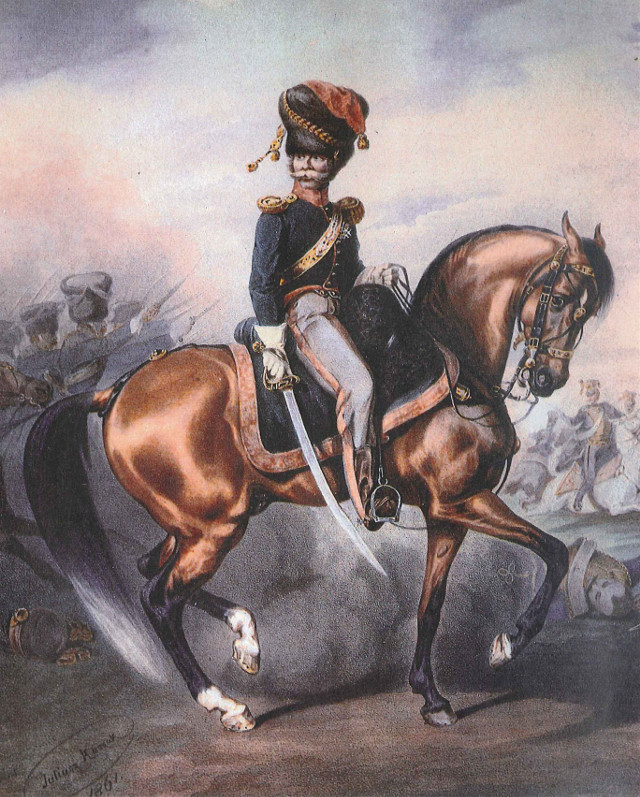
Berek Joselewicz (1764–1809)

W 1772, za panowania ostatniego króla Stanisława Augusta Poniatowskiego, miał miejsce I rozbiór Polski. W jego wyniku najwięcej Żydów polskich trafiło pod panowanie Imperium Rosyjskiego i Austrii. W Polsce natomiast narastało przekonanie o konieczności przeprowadzenia reform. W 1773 powstała Komisja Edukacji Narodowej, pierwsze na świecie ministerstwo oświaty. Jeden z jej członków, kanclerz Andrzej Zamoyski opowiadał się za ustanowieniem gwarancji nienaruszalności osobistej i prawa własności, a także tolerancji religijnej. Jednakże postulował też, ażeby Żydzi zamieszkujący miasta byli oddzieleni od chrześcijan, a ci którzy nie posiadają stałego zawodu, powinni zostać wydaleni z państwa. Według niego nawet ci Żydzi, którzy zajęli się rolnictwem, nie powinni posiadać ziemi na własność. Jednocześnie jednak część szlachty i intelektualistów proponowała wprowadzenie pełnego równouprawnienia Żydów.
W 1775 roku sąd konfederacki pod prezydencją kanclerza wielkiego koronnego i biskupa poznańskiego Andrzeja Młodziejowskiego uniewinnił 30 Żydów oskarżonych o mord rytualny na trzyletniej dziewczynce we wsi Grabie na Mazowszu, ponieważ ich wzajemnie sprzeczne zeznania zostały wymuszone torturami.
W latach 1788–1792 Sejm Czteroletni pracował m.in. nad ustawami dotyczącymi położenia Żydów, w 1792 zapewniono im nietykalność osobistą. U schyłku XVIII w. 2/3 polskich Żydów żyło w miastach, 1/3 zajmowała się handlem, 1/3 rzemiosłem, mniej niż 1/6 żyła z szynkarstwa i arend (stanowili 80% arendarzy wiejskich). W niektórych województwach większość ludności żydowskiej mieszkała na wsi, np. według spisu z 1764 60,57% Żydów w województwie mazowieckim mieszkało na wsi. Żydzi zmuszeni byli do płacenia specjalnego podatku za zwolnienie od ewentualnego poboru do wojska oraz uzyskiwać zgodę na małżeństwa.
II rozbiór Polski w 1793 pokazał, że powyższe działania pojawiły się jednak za późno. Konsyliarz konfederacji targowickiej ksiądz Michał Sierakowski za obietnicę kilku tysięcy dukatów ułożył projekt, w którym ustawy uzyskane przez popierających Konstytucję 3 maja mieszczan warszawskich, nakazujące usunięcie ludności żydowskiej z Warszawy, uznał za bezprawne.
Żydzi brali udział w zbrojnym oporze przeciwko działaniom zaborców. W 1794 w czasie insurekcji kościuszkowskiej Berek Joselewicz stworzył lekkokonny pułk żydowski. Gdy wojska rosyjskie pod wodzą Aleksandra Suworowa dokonały w 1794 rzezi Pragi, ich ofiarami w dużej mierze padli żydowscy mieszkańcy tego przedmieścia Warszawy.
W wyniku III rozbioru Polski większość Żydów polskich znalazła się pod panowaniem rosyjskim.

### Ludność żydowska na wsi w Rzeczypospolitej Obojga Narodów
Arendarze propinacji, dzierżawiący zazwyczaj wraz z browarami i karczmami pomocnicze gospodarstwa rolne rzędu małych (zagrodniczych) lub średnich gospodarstw chłopskich stanowili w XVIII w. ponad czwartą część ogółu ludności żydowskiej w Rzeczypospolitej. Ludzie ci nie pracowali na roli, lecz wyręczali się pańszczyźnianymi chłopami. Właściciele dóbr (także księża i zakonnicy pełniący funkcje administratorów dóbr duchownych) przekazywali im uzgodnioną w kontraktach liczbę pańszczyźnianych dniówek swoich poddanych. Inna grupa ludności żydowskiej gospodarowała na roli na zasadach emfiteuzy uchwalonej przez Sejm Rozbiorowy (1773–1775). Trzecią grupę stanowili Żydzi trzymający w dzierżawie różne rodzaje dóbr ziemskich:
klucze latyfundiów magnackich i starostwa, a także poszczególne wsie oraz folwarki szlacheckie i królewskie, jak i wójtostwa. Właściciele i administratorzy dóbr nie zważali na zakaz zabraniający dzierżawienia majętności wiejskich przez Żydów. Zakaz ten, podobnie jak szereg innych wydanych dla Żydów restrykcji, nie był po prostu realizowany w praktyce.

### Powinności wojenne Żydów
Konstytucja 1544 roku określiła, że w razie wojny Żydzi mieli wyprawiać żołnierza konnego z majątku oszacowanego na 1000 grzywien, a piechura z majątku o wartości 500 grzywien. Sporządzony w tym samym roku wykaz osób zobowiązanych do stawiennictwa wojskowego obejmował ziemian, chłopów, mieszczan posiadających majątki ziemskie oraz Żydów.
Główną powinnością wojenną ludności żydowskiej w XVI i XVII wieku był obowiązek obrony miast jako umocnionych punktów oporu w walce z wrogami państwa. Panowała zasada równego uczestnictwa Żydów wraz z mieszczanami innych narodowości w obronie murów miejskich. Używanie przez Żydów oręża w czasie pokoju było dość powszechne, zwłaszcza we wschodnich prowincjach Rzeczypospolitej, narażonych na napady tatarskie.
W wielu miastach w czasie pokoju Żydzi tworzyli autonomiczne oddziały wojskowe i tylko luźno podlegali władzom miejskim w sprawach obronności. W razie niebezpieczeństwa napadu nieprzyjaciela poddawano ich jednolitemu kierownictwu miejskiemu albo zamkowemu.

## Rozwój judaizmu
Dobre warunki dla kulturowego i intelektualnego rozwoju żydowskiej wspólnoty w Polsce miały wpływ na cały judaizm. Niektórzy żydowscy historycy uważają, że samo słowo „Polska”, w języku hebrajskim wymawiane Polania lub Polin było dla Żydów „dobrym omenem”. Działo się tak, ponieważ Polania można było rozbić na trzy słowa hebrajskie: po („tutaj”), lan („mieszka”), ya („Bóg”; dokładniej – początek tetragramu JHWH), a słowo Polin na dwa: Po („tutaj”), lin („odpocznij”). Wynikało z tego, że Polska jest dobrym miejscem dla Żydów. Od czasu panowania Zygmunta I Starego aż do czasu Holokaustu Polska była centrum żydowskiego życia religijnego.

### Edukacja
W Polsce zakładano ogromną liczbę jesziwot – wyższych szkół talmudycznych. Stojący na ich czele rabini mieli tytuły rektorów. Najważniejsze takie szkoły istniały w Krakowie, Lublinie, Poznaniu i innych dużych miastach.
Żydowskie drukarnie powstały na początku XVI wieku. W 1530 roku Torę w języku hebrajskim wydano w Krakowie. W końcu XVI wieku najwięcej żydowskich publikacji drukowano w Lublinie. Były to najczęściej książki o tematyce religijnej.
Polscy rabini, doskonale wykształceni w uczelniach talmudycznych, stali się nie tylko interpretatorami żydowskiego prawa, ale również duchowymi doradcami, nauczycielami, sędziami i prawnikami. Ich autorytet pozwalał im być przywódcami swoich wspólnot i odpowiadać na najbardziej abstrakcyjne pytania dotyczące przestrzegania postanowień Halachy – żydowskiego prawa religijnego. Jego wpływ na życie polskich Żydów nie ograniczał się jedynie do synagogi, ale obejmował także dom i szkołę.
W pierwszej połowie XVI wieku do Polski z Czech trafiło nauczanie talmudyczne, głównie za sprawą szkoły Jakuba Pollaka, twórcy metody studiowania tekstu nazywanej Pilpul. Jednym z jej pionierów w Polsce był Szlomo Szachna (ok. 1500–1558), uczeń Pollaka. Żył i zmarł w Lublinie, w którym był zwierzchnikiem jesziwy. Syn Szachny został naczelnym rabinem Lublina po jego śmierci, a jeden z uczniów Mojżesz Isserles (1520–1572) zyskał międzynarodową sławę pośród Żydów jako współautor kodeksu Szulchan aruch. Współczesny mu Salomon Luria (1520–1573) z Lublina również cieszył się sławą wybitnego interpretatora Prawa.
Powszechne były gorące dyskusje na tematy religijne pośród uczonych sław. Wilno, nazywane Jerozolimą Północy, stało się jednym z największych na świecie ośrodków studiów talmudycznych. W tym samym czasie popularność zdobywała Kabała, której studiowaniu poświęcali się m.in. Mordechaj Jaffe i Joel Sirkes. Okres wielkiego rozwoju został jednak brutalnie przerwany przez powstanie Chmielnickiego i potop szwedzki.

### Chasydyzm
Zgodnie z tradycyjnymi podaniami, Israel ben Eliezer, zwany też „Panem Dobrego Imienia” (hebr. Baal Szem Tow, w skrócie BeSzT), w 1740 roku na Wołyniu rozpoczął tworzyć nowożytny chasydyzm. Od tamtego czasu nauki Beszta znalazły rzesze wyznawców w Rzeczypospolitej i poza jej granicami.
Uczeń ben Eliezera, Dow Ber z Międzyrzecza, zwany również „Wielkim Megidem”, w znacznym stopniu przyczynił się do popularyzacji chasydyzmu. W latach 60. XVIII wieku zebrała się wokół niego grupa zwolenników, która podjęła się szerzenia nauk chasydzkich na terenach wschodniej Rzeczypospolitej.
To właśnie w Polsce miały swoje siedziby dynastie słynnych rabinów: chasydzi z Aleksandrowa, Bobowej, Góry Kalwarii (Ger), Bełza, Sadagóry i Sasowa. W Polsce żył także rabin Joseph Isaac Lubawicz, czyli Joseph Isaac Schneersohn, szósty przywódca ruchu chasydzkiego Chabad-Lubawicz. Mieszkał w Warszawie do 1940 roku, kiedy wyjechał do USA.
Od swojego powstania, ruch chasydzki wywarł ogromny wpływ na judaizm i jego postrzeganie na całym świecie.

### Frankizm

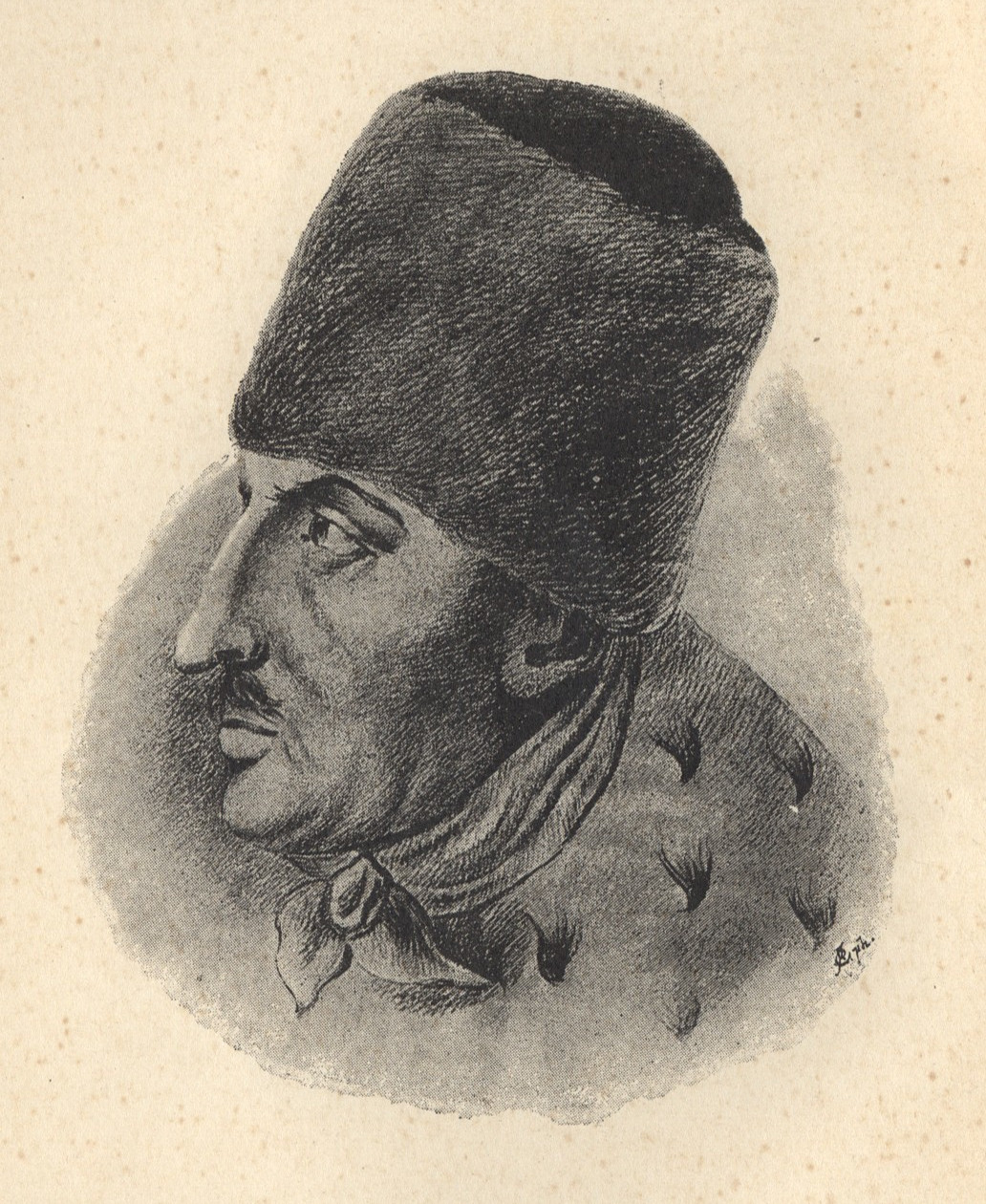
Jakub Frank

Represje związane z rozbiorami Polski pozostawiły trwały ślad nie tylko na ekonomicznej sytuacji Żydów w Polsce, ale również na ich życiu duchowym. Nauczanie talmudyczne stało się dostępne dla stosunkowo wąskich grup wybranych, którzy mogli sobie na nie pozwolić ze względów finansowych. W tym samym czasie pośród Żydów polskich pojawiali się wędrowni nauczyciele Kabały podający się za Mesjasza. Najsłynniejszy z nich, Jakub Frank, w latach 1755–1759 dał początek sekcie frankistów, stanowiącej częściową kontynuację wcześniejszego ruchu przewodzonego przez Sabbataja Cwi.

## Historia Żydów na terenach obecnie należących do Polski
W 1261 książę Barnim I wprowadził na Pomorzu równouprawnienie Żydów, wzorując się na przepisach magdeburskich. W późniejszych stuleciach sytuacja ludności żydowskiej uległa pogorszeniu – np. pod koniec XVII wieku w Szczecinie mógł mieszkać tylko jeden Żyd. W Słupsku natomiast pierwsi Żydzi pojawili się w 1705 roku. W miastach napływ ludności żydowskiej, jako pełnoprawnych obywateli (w Słupsku już od 1809 roku), wzmógł się po wydaniu przez króla pruskiego edyktu emancypacyjnego w 1812, budowano synagogi.
Dotychczasowe społeczności żydowskie na Pomorzu, Śląsku oraz Warmii i Mazurach uległy likwidacji w okresie III Rzeszy.

## Polska pod zaborami

Żydowscy kupcy warszawscy w XIX wieku

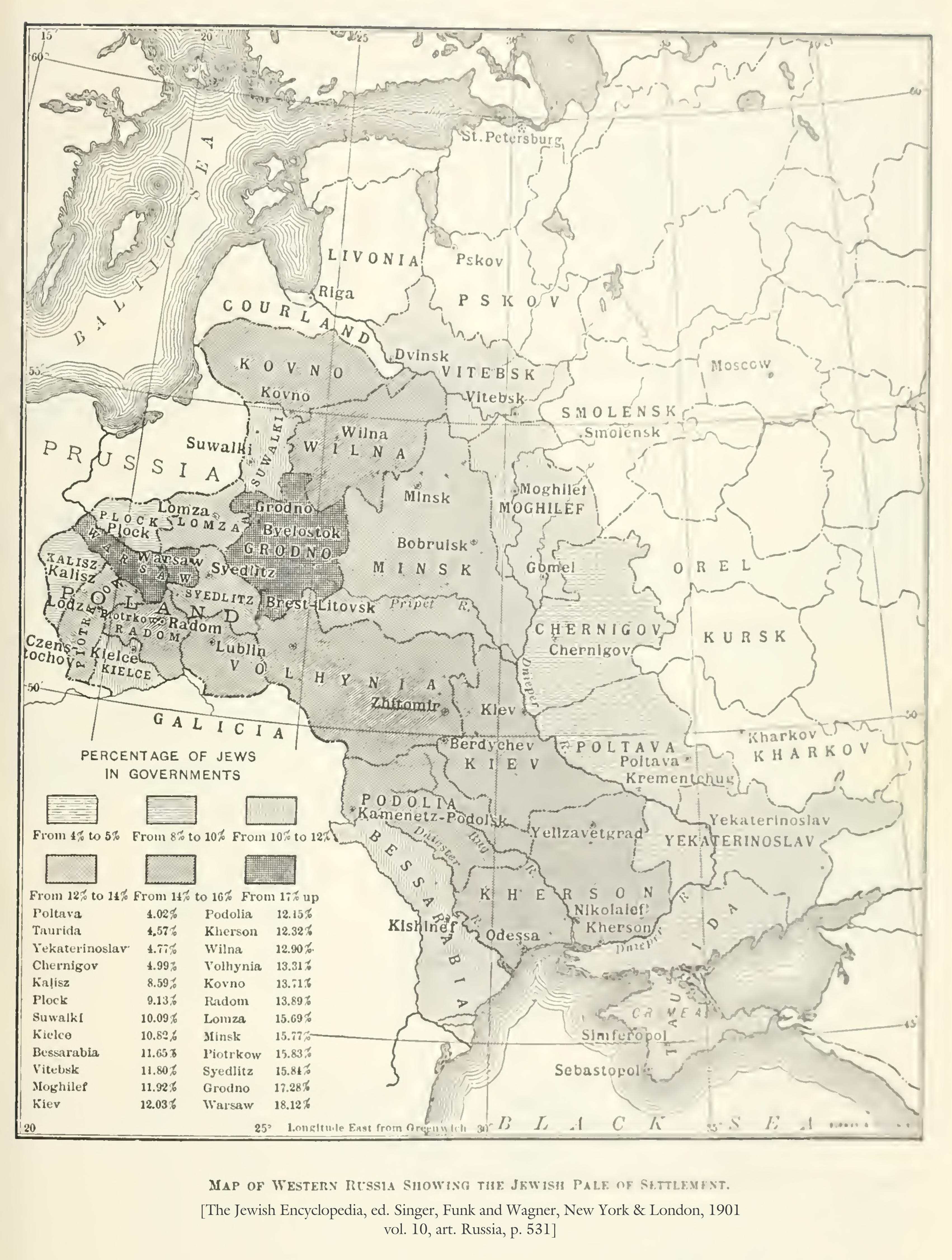
Mapa tzw. strefy osiedlenia

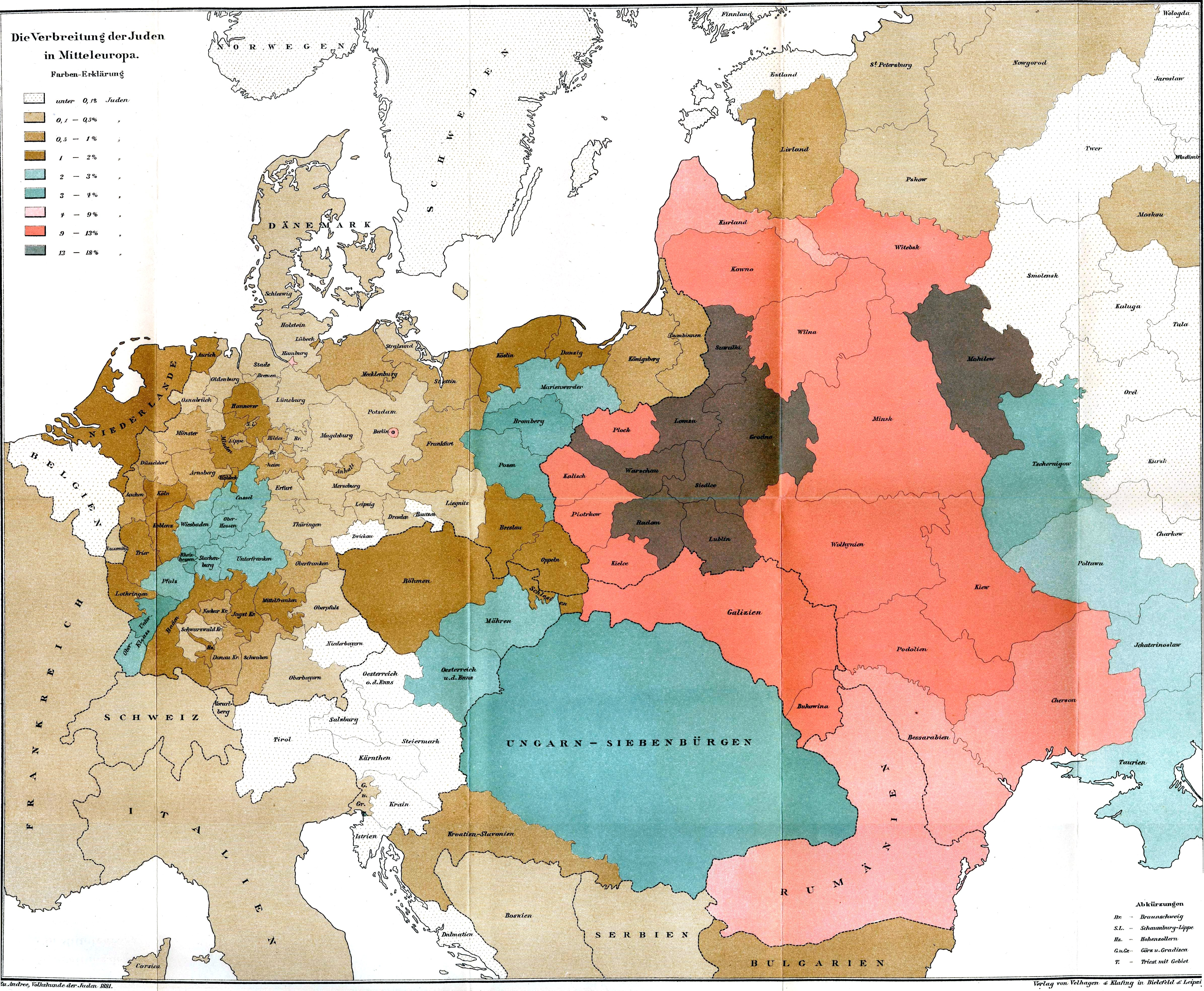
Procentowy udział Żydów na ziemiach polskich w 1881

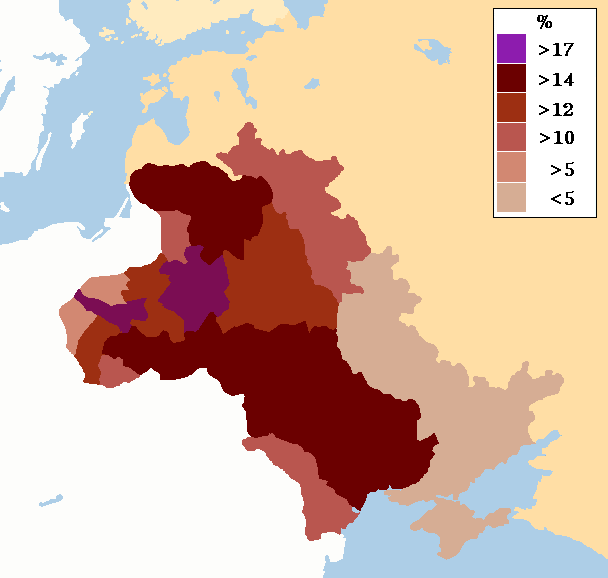
Mapa pokazująca procent ludności żydowskiej w strefie osiedlenia w 1905 roku

W okresie zaborów polskie społeczności żydowskie stanęły przed wyzwaniami niesionymi przez upadek polskiej państwowości, a również przez powstanie polskiego ruchu niepodległościowego i przez społeczną modernizację będącą efektem rewolucji przemysłowej. Zdaniem Olafa Bergmanna, Żydzi zamieszkujący ziemie polskie znajdujące się pod zaborami byli obojętnie lub wrogo nastawieni do polskich dążeń niepodległościowych. Według tego historyka większość polskich Żydów jako mniejszość w społeczeństwie popierała silniejszego zaborcę, zaś mało liczna grupa spolonizowanych Żydów popierała działania polskich patriotów, uczestnicząc w powstaniach narodowych. Zdaniem Israela Bartala i Magdaleny Opalski, społeczności żydowskie poszukiwały możliwości rozszerzenia swoich dotąd ograniczonych praw obywatelskich, usiłując wykorzystać do tego zarówno reformy cara Mikołaja II, jak i zmiany w nieprzychylnych dotąd Żydom kręgach polskiego mieszczaństwa. W efekcie powstawały stronnictwa zwolenników unowocześnienia i asymilacji z polską większością, religijnie ortodoksyjne grupy zwolenników zachowania neutralności, oraz stronnictwa lojalne wobec zaborcy. Przez cały okres zaborów odbywała się migracja Żydów ze wsi i małych miejscowości do wielkich miast.
Władze wszystkich trzech państw zaborczych przeciwne były utrzymaniu przywilejów, jakimi Żydzi cieszyli się na ziemiach polskich. Po I rozbiorze Fryderyk II Wielki i Maria Teresa wypędzili rzesze ubogich Żydów do Polski celem rzekomej ochrony nowych poddanych. Następne posunięcia miały już na celu nie tyle zmniejszenie liczby Żydów, co odebranie im przywilejów i skłonienie do asymilacji z resztą społeczeństwa.

### Księstwo Warszawskie
Fryderyk August niechętnie i po konsultacjach z Napoleonem wydał dekret o zawieszeniu politycznych praw Żydów na 10 lat.
W czasie II. wojny polskiej Napoleona z Imperium Rosyjskim w 1812 chasydzi poparli stronę rosyjską. Pod wpływem chasydów i ich przywódcy Szneura Zalmana z Ladów w styczniu 1812 Żydzi Księstwa Warszawskiego pertraktowali o uwolnienie ich ze służby wojskowej za cenę 70 000 złotych polskich. Na czele siatki szpiegującej dla Rosjan w Księstwie Warszawskim stał Isroel Hopsztajn (Magid z Kozienic).

### Królestwo Prus
W Prusach król Fryderyk II objął ograniczoną ochroną grupę zamożnych Żydów reprezentujących określone zawody. W 1812 r. ich uprzywilejowanie zostało zniesione wraz z wprowadzeniem zasady równouprawnienia obywateli.

### Galicja
W Galicji cesarz Józef II zniósł kahały i objął Żydów państwowym systemem oświaty i służby wojskowej. W 1848 wprowadzono zasadę równouprawnienia, która we wszystkich aspektach weszła w życie do 1867. Żydów nadal natomiast dyskryminowano m.in. specjalnymi podatkami od praktyk religijnych.

### Ziemie zabrane
W Rosji, gdzie znalazła się zdecydowana większość polskich wyznawców judaizmu, cesarzowa Katarzyna II rozpoczęła realizację planu mającego na celu ograniczenie osadnictwa żydowskiego. W 1782 Żydom zezwolono na osiedlanie się jedynie w miastach, a od 1791 w tzw. Strefie osiedlenia. Przez kolejne lata jej obszar powiększał się, aż w końcu objął 25 zachodnich guberni cesarstwa. Z wyjątkiem Krymu i Besarabii w 1835 pokrywał się zasadniczo z terytorium dawnej Rzeczypospolitej. W 1802 car utworzył specjalną komisję mającą zająć się poprawą losu Żydów. Organ ten w 1804 zaproponował szereg kroków, mających doprowadzić do ich asymilacji. Postulował, aby Żydom pozwolić na dostęp do szkół, czy nawet posiadanie ziemi, ale zabronić posiadania udziałów w przemyśle browarniczym i utrzymać inne ograniczenia. Propozycje te nigdy nie zostały wprowadzone w życie, a sytuacja Żydów w Strefie zaczęła się pogarszać. W 1820, tzw. Prawa Kantonistów, wprowadzone przez cara Mikołaja I, utrzymywały podwójne opodatkowanie Żydów, którzy dodatkowo musieli dostarczać poborowych dla armii (w czasie służby najczęściej miała miejsce ich przymusowa konwersja). W 1822 w efekcie wprowadzenia równouprawnienia obywateli zniesione zostały kahały. Zasada ta objęła ziemie polskie przejęte w efekcie rozbiorów. Na terenach pruskich przyznanych Rosji przez kongres wiedeński wprowadzono ją dopiero w 1846. Inne ograniczenia takie jak klauzule De non tolerandis Judaeis w statutach miejskich utrzymały się do 1862. W dużym stopniu regulacje te pozostawały martwym prawem, a Żydzi dalej byli dyskryminowani. Ich sytuacja zmieniała się wraz z kolejnymi carami – Mikołaj I wprowadził dyskryminujące ustawy, które następnie zostały złagodzone przez Aleksandra II poprzez tzw. akt emancypacyjny i ponownie przywrócone przez Aleksandra III. Żydom zablokowano dostęp do wyższych szczebli hierarchii wojskowej i biurokratycznej, zabroniono zakupu ziemi, ograniczono ich dostęp do średniego i wyższego szczebla edukacji, a także objęto restrykcjami wykonywanie niektórych zawodów. Restrykcje ponownie osłabiono po rewolucji z lat 1905–1907.

### Królestwo Polskie (kongresowe)
W Królestwie Kongresowym w 1827 r. Żydzi stanowili 9,1% ludności. 67,7% ludności żydowskiej zamieszkiwało miasta i miasteczka, zajmując się handlem i lżejszymi rzemiosłami, 32,3% mieszkało na wsi, zajmując się rzemiosłem oraz prowadzeniem karczem i młynów dzierżawionych od szlachty. Pozbawieni byli praw politycznych, nie powoływani do służby wojskowej, obłożeni byli specjalnymi podatkami.
Reformy przeprowadzane na ziemiach polskich stopniowo ograniczały niezależność kahałów, w efekcie czego po raz pierwszy w historii Europy Żydzi stali się w pełni obywatelami krajów, w których żyli. O ile w Rzeczypospolitej sami kierowali swoimi sprawami i płacili zbiorczy podatek do skarbu państwa, o tyle w państwach zaborczych stali się zwykłymi podatnikami i poborowymi. W efekcie konieczne stało się włączenie ich do rejestru obywateli. W Rosji i Austrii od 1791, a w Prusach od 1797 trwał proces rejestracji Żydów i nadawania im nazwisk. W Austrii i Prusach nazwiska tworzyli zwykle urzędnicy, co doprowadziło do powstania rodów Apfelbaumów, Rosenblumów, Weingartenów, Goldfarbów, Silbersteinów itd. Inaczej wyglądała sytuacja w Rosji, gdzie dużą popularnością cieszyło się przyjmowanie nazwiska od miejscowości pochodzenia lub szlacheckiego nazwiska właściciela majątku, w którym dany Żyd pracował. W ten sposób powstały nazwiska takie jak Warschauer, Wiener, Posner, Minsker, a także zapożyczone od polskich rodów szlacheckich – Potocki, Czartoryski czy Wiśniowiecki.
Z inicjatywy naczelnika rządu cywilnego Królestwa Polskiego margrabiego Aleksandra Wielopolskiego zostały uchylone prawie wszystkie ograniczenia dotyczące Żydów. Mogli odtąd pełnić wszystkie funkcje publiczne. Ukaz o tolerancji umożliwił stopniową asymilację ludności żydowskiej do kultury polskiej.
Po 1912 roku wśród części Żydów umacniał się antypolonizm. Polaków oskarżano o prymitywizm, prostactwo, alkoholizm, nielojalność, niesolidność, niezdolność do samodzielnej pracy. Partie żydowskie uświadamiały władzom carskim i społeczeństwu polskiemu, że Królestwo nie jest krajem polskim, lecz polsko-żydowskim.

### Eksplozja demograficzna
Społeczność żydowską cechował bardzo wysoki przyrost naturalny, który prowadził do jej stopniowej pauperyzacji. Między 1800 a 1880 r. liczba jej członków w strefie osiedlenia wzrosła o 500% do około 4 mln. Podobnie sytuacja wyglądała w Galicji, gdzie ogólna bieda dotykała także coraz liczniejszą grupę Żydów. W XIX wieku na ziemiach polskich żyło do 4/5 wszystkich Żydów świata. W efekcie likwidacji kahałów zwiększyła się ich ruchliwość społeczna – w Galicji żartem mawiano, że jedyną udaną wyprawą w 1848 r. był Długi Marsz Żydów liczącą 2 km trasą z Kazimierza do Krakowa. W Warszawie i Łodzi migracja dotyczyła głównie bogatych Żydów, którzy opuszczali śródmieścia. Wielu przez granicę przechodziło do Galicji, gdzie nie istniały regulacje zabraniające im zakupu ziemi. Stopniowo nasilał się proces emigracji do krajów zachodniej Europy, Palestyny i USA. Nie istnieją jednolite i wiarygodne dane określające liczbę Żydów, którzy wyjechali, na pewno jednak więcej opuściło ziemie polskie niż na nich pozostało.
Z danych opracowanych na podstawie spisu ludności przeprowadzonych w 1931 wynika, że w Polsce żyło z pracy na roli 135 tys. Żydów. Ponad 98 tys. osób w tej grupie zaliczonych było do zawodowo czynnych, co w ujęciu wskaźnikowym stanowiło ok. 75%. Był to wyjątkowo wysoki wskaźnik zawodowo czynnych w ogólnej populacji w tej grupie. Duża na ogół liczba żydowskich gospodarstw rolnych w Galicji wzięła swój początek w pierwszych latach XIX wieku. Tereny te do I wojny światowej znajdowały się w zaborze austriackim, gdzie sprawa uprawnień dla Żydów, w tym prawa osiedlania się na roli, była korzystniej dla nich rozwiązana niż na terenie ziem pozostałych zaborów.

### Żydzi a sprawa polska

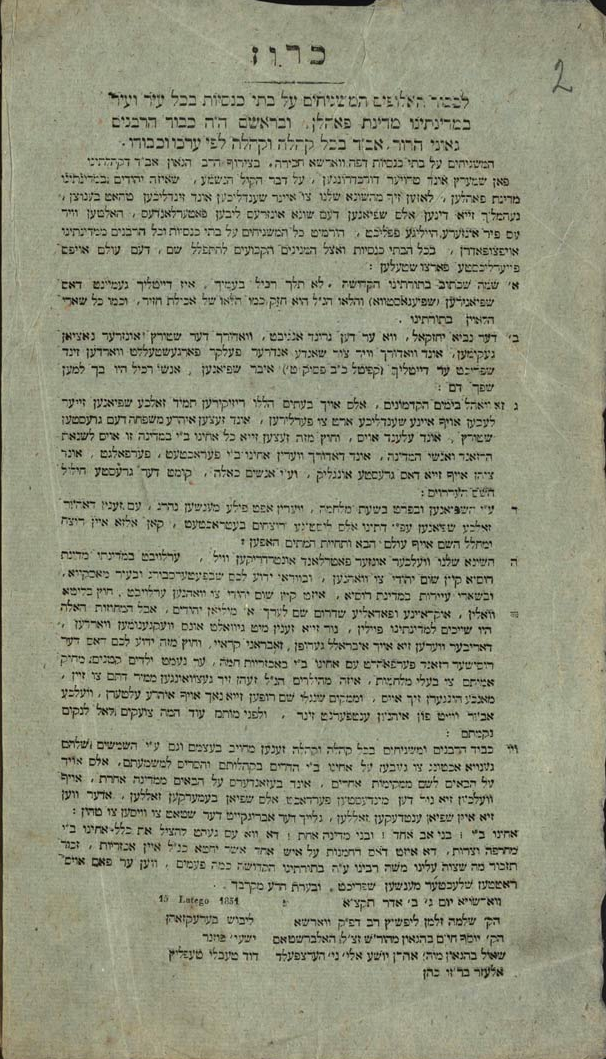
Ulotka w języku hebrajskim i jidysz odwodząca ludność wyznania mojżeszowego od szpiegowania na rzecz Rosjan będąca załącznikiem do pisma Komisji Rządowej Spraw Wewnętrznych i Policji z 21 lutego 1831 roku

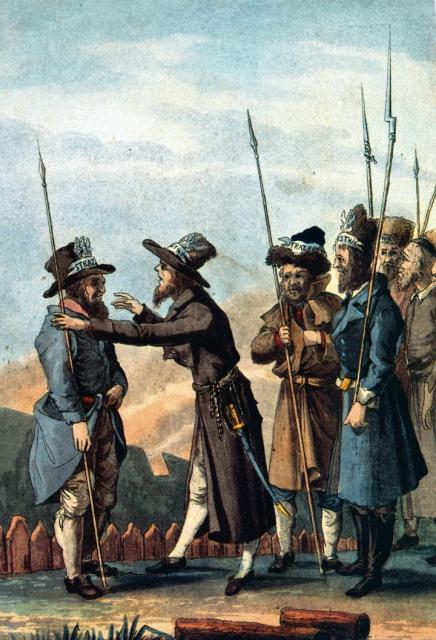
Żydowska straż bezpieczeństwa w 1831

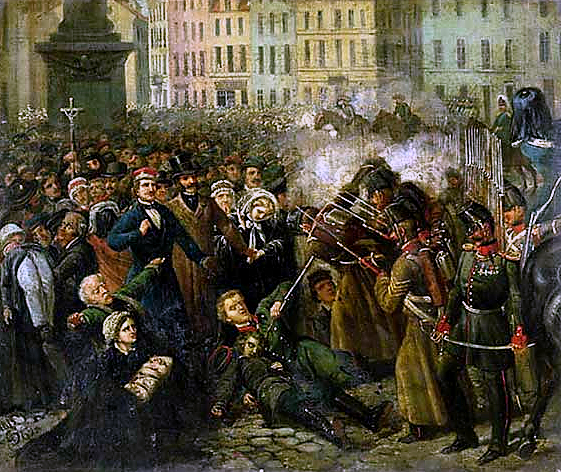
Michał Landy pada od kul wojska rosyjskiego na placu Zamkowym w Warszawie w czasie masakry 8 kwietnia 1861

W 1831 r., w czasie powstania listopadowego, w walkach w obronie Warszawy przed armią rosyjską udział brała żydowska gwardia miejska. Była ona złożona w większości z Żydów ortodoksyjnych, którym pozwolono na niegolenie bród, nawet wtedy, gdy przywdziewali mundury.
Syn Berka Joselewicza, Józef Berkowicz, nawiązując do tradycji ojca organizował, wraz z synem Leonem, oddział żydowskiej kawalerii powstańczej.
W obliczu powstania wielkopolskiego 1848 roku Żydzi w Poznaniu wystąpili przeciwko Polakom. Przewodniczący Rady Miejskiej Moritz Mamroth na jej posiedzeniu stwierdził, że nie trzeba spocząć póki ostatni Polak nie opuści miasta. 26 maja 1848 roku zgromadzenie Żydów i Niemców w Poznaniu zaprotestowało przeciwko otwarciu gimnazjum Świętej Marii Magdaleny, uzasadniając to, że w niemieckim mieście tylko niemieckie szkoły być mogą.
W latach 1860–1863 Żydzi brali udział w manifestacjach patriotycznych i konspiracji, które poprzedziły wybuch powstania styczniowego. Znamienna stała się działalność nadrabina Dow Bera Meiselsa, wspierającego Polaków w ich walkach narodowowyzwoleńczych (za co spotkał się z prześladowaniami ze strony władz carskich). 27 lutego 1861, w czasie pogrzebu pięciu poległych oświadczył Andrzejowi Zamoyskiemu: I my czujemy, że jesteśmy Polakami, i my polską ziemię kochamy jak panowie.
Symbolem akulturacji społeczeństwa żydowskiego w Królestwie Polskim stała się postać Michała Landego, który zginął, niosąc krzyż w czasie demonstracji patriotycznej na placu Zamkowym w Warszawie 8 kwietnia 1861, krwawo stłumionej przez wojsko rosyjskie.
Bogata finansjera i kupcy żydowscy związali się ze stronnictwem białych, którego działalność finansował Leopold Kronenberg. To spowodowało, że Żydzi nie od razu przystąpili do powstania styczniowego w 1863, co więcej w wielu miejscach dali się sprowokować władzom rosyjskim i razem z chłopami wzięli udział w grabieżach dworów szlacheckich.
Jakkolwiek manifest 22 stycznia wydany przez władze powstańcze głosił, że Komitet Centralny Narodowy ogłasza wszystkich synów Polski, bez różnicy wiary i rodu, pochodzenia i stanu, wolnymi i równymi obywatelami kraju, to dla większości polskich Żydów akt ten pozostał jedynie wyrazem dobrych chęci Polaków.

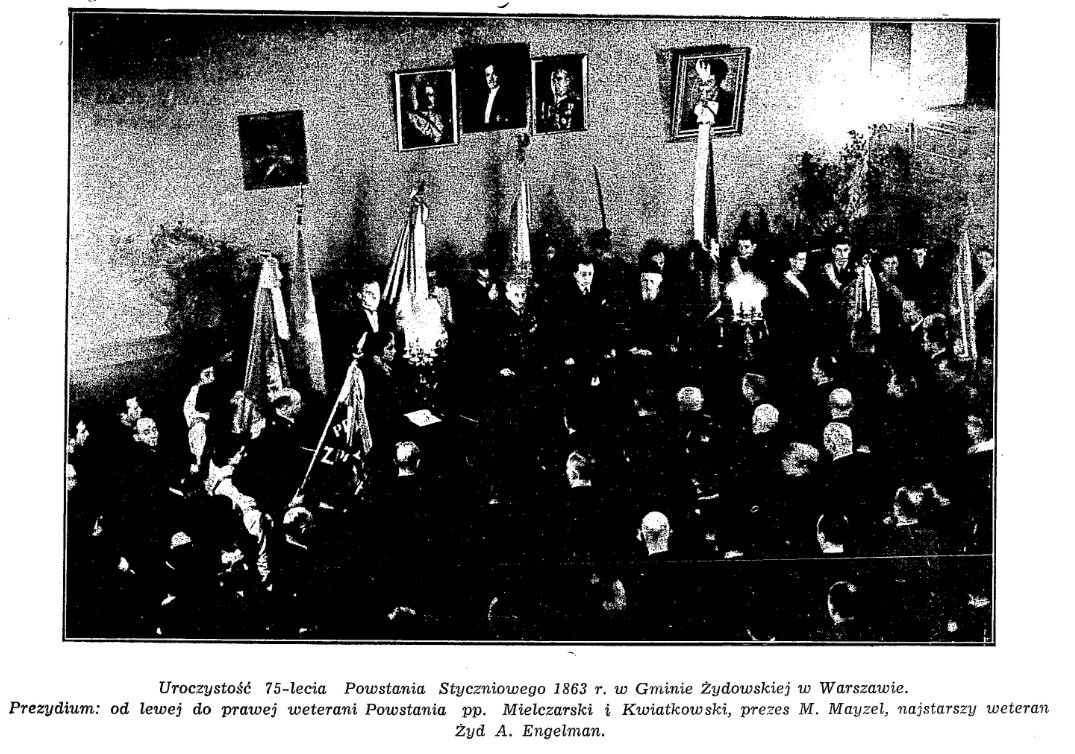
Uroczystości 75. rocznicy powstania styczniowego w Gminie Wyznaniowej Żydowskiej w Warszawie z udziałem żyjących weteranów – Żydów

Od samego początku kupcy i liweranci żydowscy zajęli się zaopatrywaniem w broń i żywność oddziałów powstańczych. Sprowadzili z Belgii słynne sztucery, które były podstawową bronią palną jednostek polskich.
Po przystąpieniu białych do powstania szeregi partii powstańczych zasilili Żydzi, niejednokrotnie pełniąc odpowiedzialne funkcje m.in. w formacji tzw. żandarmów wieszających, którzy zmuszeni byli w wielu przypadkach wykonywać karę śmierci na swoich współwyznawcach, którzy zdradzili lub wysługiwali się władzom rosyjskim. Większość polskich Żydów w czasie powstania styczniowego przyjęła postawę raczej obojętną, wyczekując na przechylenie się szali walk na którąś ze stron. Znamienne, że jedynie mała część Żydów płaciła podatek wyznaczony przez powstańczy Rząd Narodowy.
W czasie trwania powstania styczniowego mieszczanie i Żydzi złożyli 308 adresów wiernopoddańczych z 69 645 podpisami.
Józef Piłsudski wydał w maju 1893 w imieniu PPS odezwę, skierowaną do towarzyszy socjalistów Żydów w polskich zabranych prowincjach, w której oskarżał Żydów o narzucanie na Litwie języka rosyjskiego jako narzędzia kultury, co wzbudzało niechęć proletariatu polskiego i litewskiego, żądał przerwania rusyfikacji kraju.
Senat Imperium Rosyjskiego wydał orzeczenia uzupełniające do ordynacji wyborczej do IV. Dumy w 1912, w wyniku czego Żydzi uzyskali w Warszawie większość uprawnionych do głosowania, w kurii ogólnej zyskali 46 elektorów na ogólną liczbę 83. Ludność żydowska stanowiła wówczas 37% ludności miasta.

### Pogromy

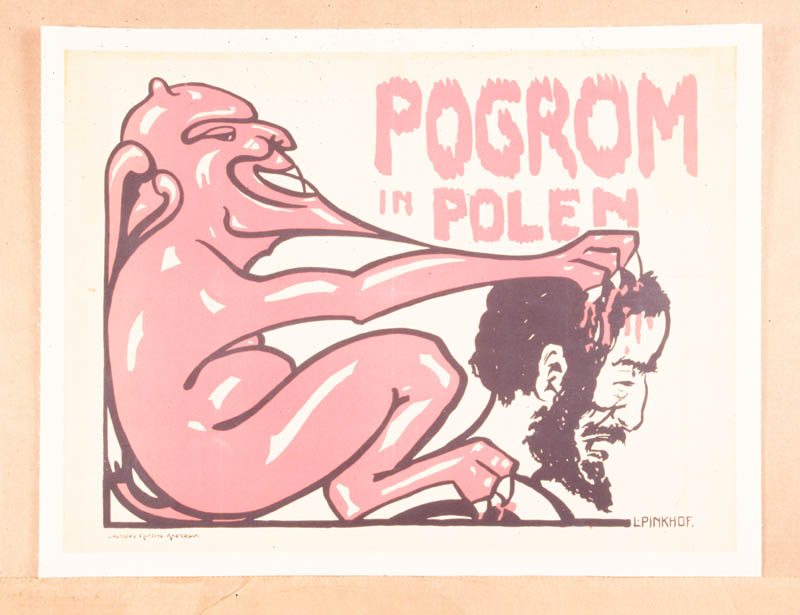
Pogromy, L. Pinkhof

Śmierć cara Aleksandra II w wyniku zamachu w 1881 spowodowała wielką falę antyżydowskich zamieszek, nazywanych pogromami, których najwięcej było w latach 1881–1884. Początkowo ograniczały się do terytorium Rosji, choć w zajściach w Warszawie w grudniu 1881 zginęło 2 Żydów, wielu innych raniono, kobiety były gwałcone, a także zniszczono dobra wartości ponad 2 mln rubli. Nowy car, Aleksander III, o zajścia obwinił Żydów. Pogromy kontynuowano do 1884 za przynajmniej nieoficjalnym poparciem władz carskich. Prześladowania te były jednym z głównych powodów masowej emigracji do USA, a także narodzin syjonizmu. Pomimo tego, w 1897 w Królestwie Polskim żyło 1,3 mln Żydów (14% populacji).
Żydzi zachowali swój język, religię i kulturę. W XIX i na początku XX wieku nastąpiła częściowa asymilacja żydowskiej inteligencji.
Kolejna fala pogromów miała miejsce w latach 1903–1906. Sądzi się, że przynajmniej ich część została zorganizowana i wspierana przez carską tajną policję, Ochranę. Niektóre miały miejsce na ziemiach polskich, gdzie mieszkała większość rosyjskich Żydów. W wyniku zajść 1906 w Białymstoku było ok. 70 ofiar śmiertelnych wśród Żydów oraz 6 wśród chrześcijan, a także co najmniej 90 poważnie rannych.

### Życie duchowe, Haskala i Halacha
Ziemie polskie jako główne skupisko Żydów były miejscem, w którym rozwijały się liczne ruchy religijne judaizmu. W Krakowie, Wilnie, Wołożyniu i Mirze istniały akademie religijne. Obok tradycyjnej sztuki pilpul rozwijały się nowe tendencje teologiczne, a metody nauczania wzbogacono o silny element etyki i tendencje ascetyczne. W XIX wieku na ziemiach polskich rozpoczęło się żydowskie oświecenie – Haskala. Ruch ten przywiązywał dużą wagę do świeckich idei i wartości. Zwolennicy Haskali, nazywani Maskilim, opowiadali się za asymilacją i integracją z kulturą kraju, w którym przebywali. W tym samym czasie istniała jednak inna szkoła – ruch Mussar, stawiający na tradycję, mającą być odpowiedzią na antysemityzm i prześladowania. Polscy Żydzi generalnie znajdowali się pod mniejszym wpływem Haskali, skupiając się raczej na budowaniu wewnętrznego życia religijnego bazującego na Halasze („Żydowskim prawie”). Wykorzystywał je judaizm ortodoksyjny, chasydzki, jak również syjonizm religijny (powstały w późnych latach XIX wieku ruch Mizrachi).

### Ruchy polityczne

Demonstracja Bundu w 1917

W końcu XIX wieku, Haskala i dyskusja, którą wywołała, spowodowała powstawanie wielu ruchów politycznych wewnątrz wspólnoty żydowskiej. Ruchy te prezentowały wiele punktów widzenia i wizji przyszłości społeczności żydowskiej, uczestnicząc w lokalnych wyborach. Popularny stał się syjonizm, propagowany przez takie ugrupowania jak socjaliści z Poalej Syjon, przywiązani do tradycji religijnej w Mizrahi, jak również tzw. Ogólni Syjoniści, dla których poparcie gwałtownie wzrastało. Natomiast asymilację i prawa pracowników wspierała antysyjonistyczna partia Bund, a tzw. fołkiści – kulturową autonomię i opór wobec asymilacji. W 1912 powstała żydowska partia religijna, Agudat Israel.

## Mniejszość żydowska w II Rzeczypospolitej

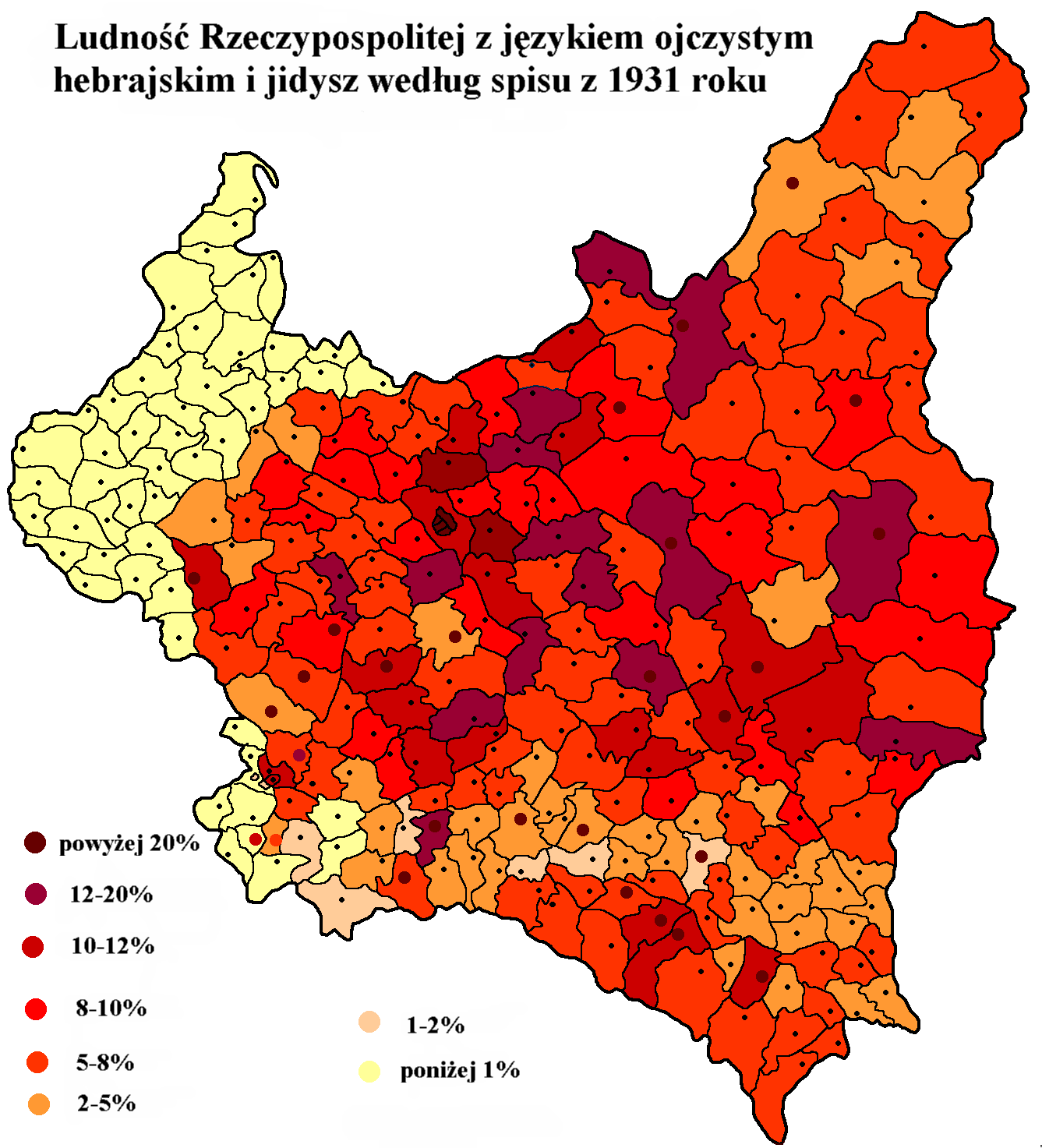
Ludność Rzeczypospolitej z językiem ojczystym hebrajskim i jidysz w 1931

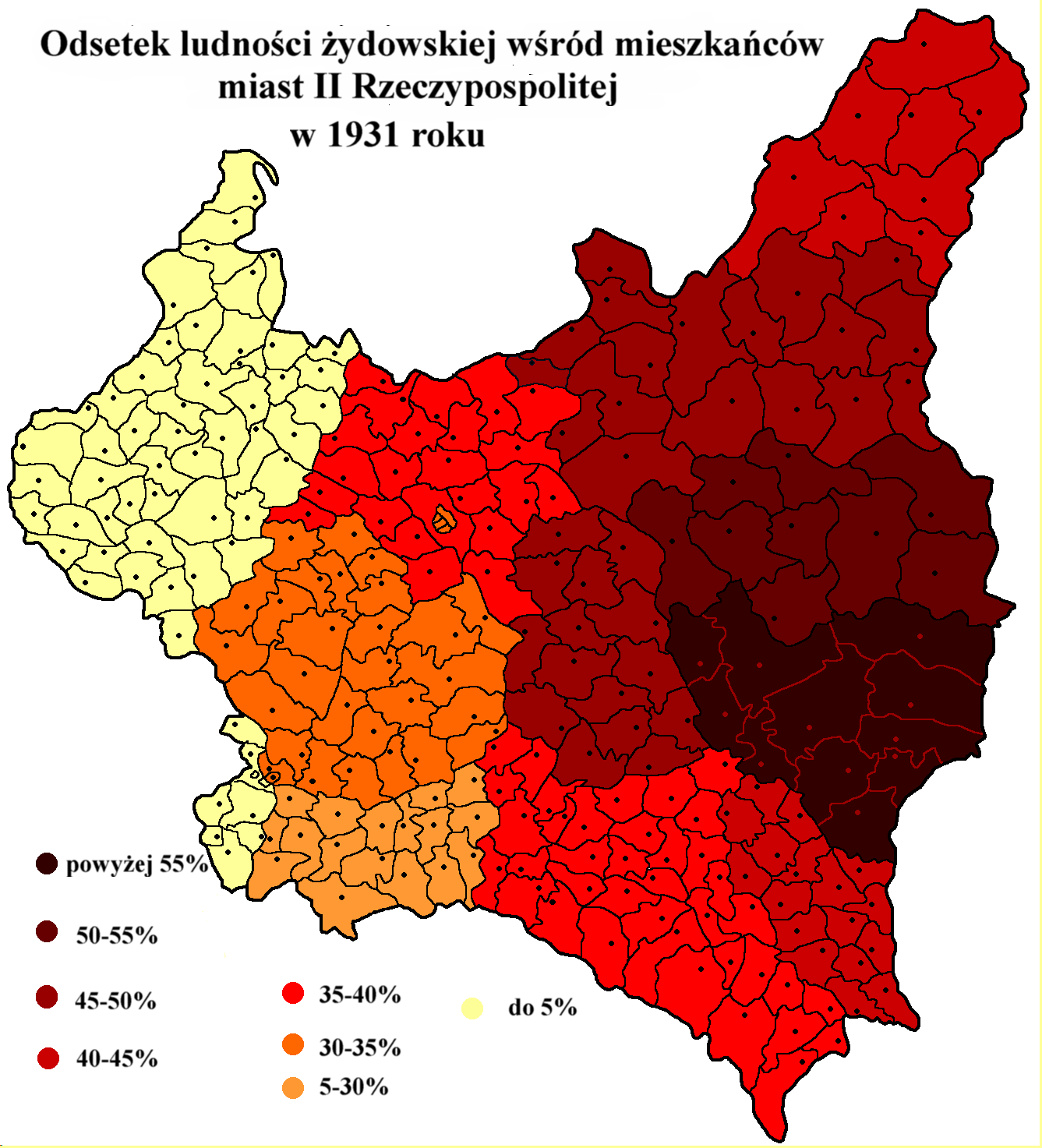
Odsetek ludności żydowskiej w miastach II Rzeczypospolitej w 1931 roku (liczony według województw)

### Walka o autonomię w odbudowanym państwie polskim 1918–1920

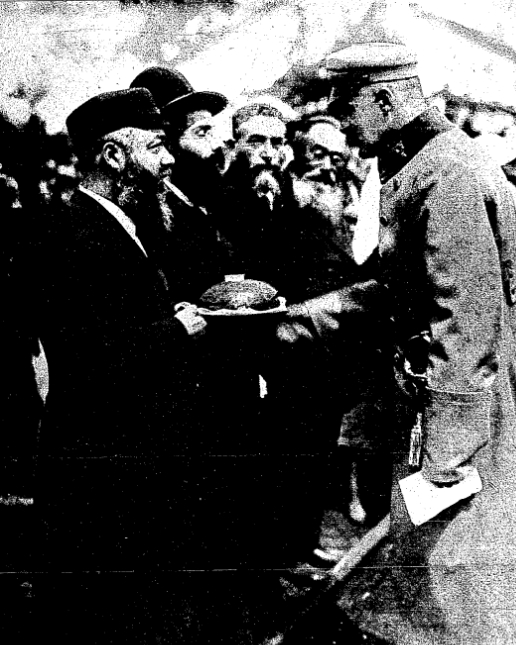
Marszałek Józef Piłsudski przyjmujący delegację żydowską

Syjoniści w Polsce wystąpili z propozycją, by odbudowujące się państwo polskie przekształcić w państwo dwunarodowe (Judeopolonia). Żydzi byliby w nim, obok Polaków, narodem współrządzącym. Ideę takiego państwa gotowi byliby poprzeć, gwarantując poprzez swoje wpływy w Londynie i w Stanach Zjednoczonych przesunięcie jego granic daleko na wschód. W przypadku odrzucenia przez przywódców polskich tej idei grożono obcięciem Polski na wschodzie do linii etnicznej, tj. linii Bugu. Postulaty żydowskie nie zostały jednak przyjęte. W związku z tym ludność żydowska traktowała odbudowujące się państwo polskie na ogół jako twór obcy i wrogi.
Około 650 Żydów służyło w Legionach Polskich, niektórzy przyłączyli się do oddziałów organizowanych przez Józefa Piłsudskiego. Jednak spora część społeczności zdecydowała się zachować neutralność, w obawie przed zaangażowaniem się po jednej ze stron, co mogło zaowocować późniejszymi prześladowaniami.
W dniach 21–22 października 1918 roku obradowała w Warszawie Konferencja Syjonistyczna, która w uchwale W sprawie polityki krajowej wystąpiła z postulatem przyznania Żydom w odbudowanym
państwie polskim konstytucyjnie zagwarantowanej autonomii narodowej. W 1920 roku Izaak Grünbaum złożył Komisji Konstytucyjnej w imieniu Związku Posłów Narodowości Żydowskiej propozycję autonomii żydowskiej, zawartą w pakiecie projektów artykułów mniejszościowych. Proponowany artykuł 113 brzmiał: ziemie Rzeczypospolitej, zamieszkałe w przeważającej większości przez narodowości niepolskie, stanowić będą autonomiczne prowincje, które otrzymają osobne przedstawicielstwo ustawodawcze, wybierane na podstawie wyborów powszechnych, bezpośrednich, równych, tajnych i stosunkowych. Osobne ustawy określa kompetencje tych ciał ustawodawczych oraz stosunek prowincji autonomicznych do Państwa.
Na konferencji pokojowej w Paryżu w 1919 Komitet Delegacji Żydowskich przy Konferencji Pokojowej dążył do uzyskania gwarancji prawnych dla Żydów w państwach Europy Środkowej. Jego działalność zaowocowała podpisaniem tzw. małego traktatu wersalskiego.

### Położenie Żydów polskich w czasie wojny polsko-bolszewickiej
Tuż po zakończeniu I wojny światowej, na Zachodzie pojawiły się pogłoski o masowych pogromach antyżydowskich w Polsce. W odpowiedzi na nie amerykański prezydent Woodrow Wilson wysłał pierwszego ambasadora USA w nowo odrodzonej Polsce Hugh Gibsona w towarzystwie Borisa Bogena (dyrektora żydowskiego Jointu), Adama Żółtowskiego oraz płk Baileya (przedstawiciela Czerwonego Krzyża), do zbadania w jakim stopniu jest to propaganda Żydów, a w jakim antysemitów czy anty-Polaków, którzy w żydowskiej agitacji widzieli sposób na osłabienie Polski. 10 czerwca 1919 nieoficjalna komisja wyjechała do Wilna i Lidy. Przesłuchano tam kilku Żydów, ale nie potrafiono z ich zeznań nic wywnioskować, gdyż były one niespójne (każdy zeznawał co innego). Spotkali się też z Żydami, którzy według prasy amerykańskiej byli bardzo prześladowani, bici i torturowani. Okazało się, że choć byli chwilowo aresztowani, to zostali szybko zwolnieni (za poręczeniem), a w tym momencie dobrze im się powodziło i mieli pracę. Na wiadomość o złym traktowaniu przez Polaków zareagowali zdziwieniem. Po powrocie przez Warszawę (15 czerwca) do Paryża (24 czerwca), opublikowane zostało oświadczenie, w którym ktoś podający się za Gibsona stwierdzał, że w Polsce nie wydarzyło się nic, co miałoby charakter pogromów. Gibson został poddany krytyce w prasie żydowskiej w USA, lecz także w New York Times piórem Louisa Marshalla i Felixa Frankfurtera, doradcy prezydenta Wilsona na konferencji paryskiej i późniejszego sędziego Sądu Najwyższego USA. Autorzy artykułu wyrazili sprzeciw wobec powołania Gibsona na posła (ambasadora) USA w Polsce.
Z powodu istniejących dalej wątpliwości powołano kolejną, teraz już oficjalną, trzyosobową komisję pod przewodnictwem Henry’ego Morgenthaua, która miała zbadać tę sprawę. Morgenthau 3 października 1919 opublikował tzw. Raport Morgenthaua, w którym stwierdził, że w okresie od listopada 1918 do sierpnia 1919, na terenach polskich miało miejsce osiem większych rozruchów antyżydowskich: w Kielcach, Lwowie, Pińsku, Lidzie, Wilnie, Kolbuszowej, Częstochowie i Mińsku. Za najkrwawsze epizody uznał raport rozruchy antyżydowskie we Lwowie 21–23 listopada 1918, gdzie zabito 72 Żydów (według Jerzego Topolskiego ponad 150), i w Wilnie, gdzie 19–21 kwietnia 1919 żołnierze polscy rozstrzelali 43 Żydów, częściowo w czasie walk w mieście, częściowo w wyniku samosądów, które nastąpiły po opanowaniu miasta przez Polaków. Raport zwrócił uwagę na naruszenia prawa przez żołnierzy polskich w czasie zajść w Wilnie, wypadki rabunku, gwałtu i egzekucji bez sądu, ale wskazał na wojenne warunki tych wydarzeń (w mieście trwały nadal walki z bolszewikami) oraz uwolnił dowództwo sił wkraczających do Wilna od zarzutów kierowania tymi zajściami. Inny charakter miała masakra w Pińsku, gdzie po wkroczeniu wojsk polskich, na rozkaz dowódcy zaaresztowano 75 uczestników zebrania miejscowych syjonistów, po czym 35 z nich rozstrzelano. W sumie we wszystkich rozruchach tamtego okresu śmierć poniosło ok. 280 osób. Według raportu główną przyczyną zajść był rozpowszechniony w byłym zaborze rosyjskim antysemityzm ludności cywilnej i żołnierzy – głównych sprawców wydarzeń. Raport podkreślił, że władze polskie, zarówno wojskowe, jak i cywilne, nie były inicjatorem zajść, przeciwnie, starały się je poskromić.
Pozostali dwaj członkowie komisji, Edgar Jadwin i Homer H. Johnson, opublikowali 31 października 1919 oddzielny raport, niezgadzający się z wnioskami przewodniczącego Morgenthaua. Stwierdzono w nim, że w granicach Kongresówki tylko 18 Żydów straciło życie, podczas gdy na całym terytorium opanowanym lub okupowanym przez Rzeczpospolitą całkowita liczba ofiar nie przekroczyła liczby 300. Stwierdzał, że Polaków charakteryzuje tradycyjnie tolerancyjna postawa w stosunku do Żydów. W czasie niemieckiej okupacji Polski niemiecki charakter dialektu jidisz i gotowość niektórych Żydów do współpracy ze zwyciężającą stroną, zachęcały wrogów Polski do używania ich jako agentów w różnych celach i przyznawania żydowskiej populacji nie tylko specjalnej protekcji, lecz także do obiecywania autonomii (patrz: Federacja Wschodnioeuropejska). Żydzi aktywnie uczestniczyli w spekulacjach żywnością, do czego byli zachęcani przez okupacyjne armie. Pomimo patriotycznej postawy wielu prominentnych Żydów, zaangażowanie dużej części hebrajskiej społeczności w niemieckich siłach oraz okazjonalne denuncjacje dokonywane przez Żydów, podsycały uprzedzenia względem nich. Antypatia do Żydów wynikała również z ich prawdopodobnych stosunków z bolszewikami, a polskie społeczeństwo i wojsko, które miało kontakt z bolszewizmem klasyfikowało Żydów jako jego propagatorów i nie było wątpliwości, że pełnili główną rolę w bolszewickich rządach takich miast jak Wilno, Lida czy Mińsk zanim zostały one zajęte przez polską armię. Stwierdzono, że niesprawiedliwe jest zarówno nazywanie wszystkich Żydów bolszewikami, ponieważ niektórzy z nich popierają sowietów, jak i nazywanie wszystkich Polaków tymi, którzy znęcają się nad Żydami, ponieważ jakieś wojskowe oddziały lub cywilne, zdeprawowane grupy były winne grabieży i przemocy. W podsumowaniu stwierdzono, że postawa Żydów dawała powód do antysemityzmu i zaogniała go w krytycznych momentach.
Przez rząd Wielkiej Brytanii została wysłana, w 1920 r., do Polski analogiczna brytyjska komisja w składzie Stuart Samuel (przewodniczący), H. Rumbold i P. Wright. Każdy z nich opublikował oddzielny raport. Sir Rumbold zwracał uwagę na to, że sytuacja Żydów w Polsce jest o wiele lepsza niż w otaczających ją krajach, takich jak południowa Rosja, Węgry czy Czechosłowacja, a prawdziwe pogromy odbywają się głównie na Ukrainie, gdzie ich skala jest porównywalna do masakr Ormian w Turcji. Stuart Samuel w swoim raporcie był zdziwiony, że pomimo wielu podobnych incydentów w sąsiednich krajach akurat te, które odbyły się w czasie wojny toczonej w Polsce zostały tak nadmiernie nagłośnione. Kapitan Wright napisał: „Zdawało się rzeczą pewną, że jedno z dwóch mocarstw, Niemcy albo Rosja, musi zwyciężyć i że Żydzi, którzy dali pieniądze obydwu stronom, są zupełnie zabezpieczeni. Tymczasem pogardzana przez nich Polska zmartwychwstała wcześniej. Dziś nawet Żydom trudno uwierzyć w jej wskrzeszenie”.
Wszystkie 5 raportów oraz dodatek „Typowe hymny nienawiści”, zawierający przykłady propagandy w prasie, zostały zebrane w jedną całość i opublikowane pod tytułem Żydzi w Polsce. Oficjalne raporty Amerykańskiej i Brytyjskiej Misji Dochodzeniowej.
16 sierpnia 1920 w czasie Bitwy Warszawskiej, z inicjatywy nowo mianowanego ministra spraw wojskowych gen. Kazimierza Sosnkowskiego, internowano wszystkich żołnierzy i oficerów żydowskich. W obozie w podwarszawskiej Jabłonnie znalazło się wówczas 17 tys. poborowych i ochotników oraz żołnierzy i oficerów już znajdujących się na froncie. Po kilku tygodniach, rozkazem z 9 września 1920, obóz zlikwidowano, głównie pod presją negatywnych reakcji zagranicznych
Zdelegalizowano żydowski Bund, żołnierzy żydowskich oddzielano od ich pułków i wycofywano z frontu, żydowskie pielęgniarki zwalniano z Polskiego Czerwonego Krzyża, Szpital Żydowski w Warszawie został otoczony i wyprowadzono z niego 200 osób podejrzanych o sympatie komunistyczne. Około 3 tysięcy ludzi wysłano do obozu dla jeńców bolszewickich w Dąbiu pod Krakowem.
27 sierpnia 1920 roku stracono rabina Chaima Szapiro, skazanego na karę śmierci za informowanie wojsk bolszewickich o ruchach obrońców Płocka i wskazywanie im kierunku natarcia.

### Żydowskie partie polityczne
Mniejszość żydowska w II Rzeczypospolitej była bardzo podzielona pod względem politycznym. Jeszcze przed odzyskaniem niepodległości powstał szereg stronnictw, często o charakterze ponadpaństwowym, których działacze spotykali się na międzynarodowych kongresach. Najlepszym przykładem tego typu ugrupowania była Organizacja Syjonistyczna. Wśród partii żydowskich, zaczynając od prawej strony sceny politycznej, działały: Związek Izraela (Agudas Isroel) popularnie nazywany Agudą, kierujący się zasadami religijnymi i silnie popierający obóz piłsudczykowski; Organizację Syjonistyczną cieszącą się największą liczebnością i poparciem, ale podzieloną zarówno pod względem terytorialnym, jak i ideologicznym na szereg central i frakcji (trzy główne frakcje polityczne to Et Libnoth – „Czas Budować”, Al Hamiszmar – „Na Straży” i Syjoniści-Rewizjoniści); Organizację Syjonistów Ortodoksów „Mizrachi”; Syjonistyczną Partię Pracy Hitachdut; Niezależną Żydowską Socjalistyczną Partię Robotniczą „Robotnicy Syjonu” (Poalej Syjon Prawica). Do partii centrowych zalicza się Żydowską Partię Ludową (fołkiści) odrzucającą postulat budowy państwa żydowskiego w Palestynie i koncentrującą się na uzyskaniu uprawnień autonomicznych w Polsce. Na lewicy znajdował się umiarkowany Powszechny Żydowski Związek Robotniczy Bund oraz skrajnie radykalne: Żydowska Socjaldemokratyczna Partia Robotnicza „Robotnicy Syjonu” (Poalej Syjon Lewica) i Kombund. Ostatnią grupę partii żydowskich stanowiły organizacje skupiające zwolenników asymilacji w społeczeństwie polskim, takie jak Związek Polaków Wyznania Mojżeszowego Wszystkich Ziem Polskich i Związek Żydów Uczestników Walk o Niepodległość Polski. Wszystkie stronnictwa żydowskie prowadziły także szeroko zakrojoną działalność społeczną i kulturalną, wydawały liczną prasę w znacznej części w języku polskim. Do najwybitniejszych żydowskich działaczy partyjnych należeli: z Agudy – Abraham Mordechaj Alter, Meir Szapira i Abraham Perlmutter; z Organizacji Syjonistycznej – Maksymilian Hartglas, Leon Reich, Ozjasz Abraham Thon i Izaak Grünbaum; z Żydowskiej Partii Ludowej – Nojach Pryłucki i Dawid Nomberg; z Bundu – Wiktor Alter, Henryk Ehrlich, Szmul Zygielbojm i Maurycy Orzech; z Poalej Syjon Lewicy – Natan Buchsbaum, Lewi Lewin-Epstein, Nuchim Rafałkes i Jakub Witkin.

### Demografia i kultura
| województwo     | odsetek osób wyznania mojżeszowego |
| --------------- | ---------------------------------- |
| poleskie        | 49,2%                              |
| wołyńskie       | 49,1%                              |
| lubelskie       | 42,9%                              |
| nowogródzkie    | 42,6%                              |
| białostockie    | 38,7%                              |
| stanisławowskie | 34,8%                              |
| warszawskie     | 34,7%                              |
| tarnopolskie    | 34,7%                              |

Niepodległą Polskę zamieszkiwała duża społeczność żydowska – w 1921 było to 2 miliony i 845,4 tys. osób wyznających judaizm, co stanowiło 10,5% populacji kraju. W 1931, zgodnie z danymi ze spisu ludności, II RP zamieszkiwało 3 miliony i 113,9 tys. Żydów (statystyki bazowały na deklaracji wyznawanej religii), co stanowiło 9,8% ogółu. Prawie 1/4 Żydów mieszkała w pięciu miastach: Warszawie (352,6 tys.; więcej Żydów mieszkało tylko w Nowym Jorku), Łodzi (202 tys.), Wilnie, Krakowie, Lwowie. Największy udział ludności żydowskiej według powiatów był w 1939 w Białymstoku (43% ludności), Lublinie (34,7%), Łodzi (33,5%), Radomiu (32,3%), Lwowie (32%), Warszawie (31%), Wilnie (28,2%), Krakowie (25,8%), a najmniejszy w powiatach zachodnich, gdzie nie przekraczał 1% ogółu mieszkańców.
Biorąc pod uwagę przyrost naturalny i emigrację, przyjmuje się, że 31 sierpnia 1939 mieszkało w Polsce 3 474 000 Żydów, wliczając w to wyłącznie osoby wyznania mojżeszowego, w rzeczywistości liczba ta mogła być znacznie wyższa, gdyż nie obejmuje ona Żydów, którzy przyjęli chrześcijaństwo, bądź nie wyznawali żadnej religii. Około 85% polskich Żydów stanowili chasydzi, pozostałe 15% stanowili Żydzi zasymilowani, wyznający judaizm reformowany bądź indeferentni religijnie, w większości o wysokim statusie materialnym i biegle posługującym się językiem polskim. Żydzi byli skupieni głównie w dużych i mniejszych miastach: 77% żyło w miastach, a 23% na wsiach. W czasie roku szkolnego 1937/1938, w Polsce było 226 szkół podstawowych i 12 średnich z językami wykładowymi jidysz lub hebrajskim. Żydowskie partie polityczne, takie jak Bund czy syjonistyczne ugrupowania prawicowe i lewicowe były reprezentowane w Sejmie, jak również w organach władz samorządowych.

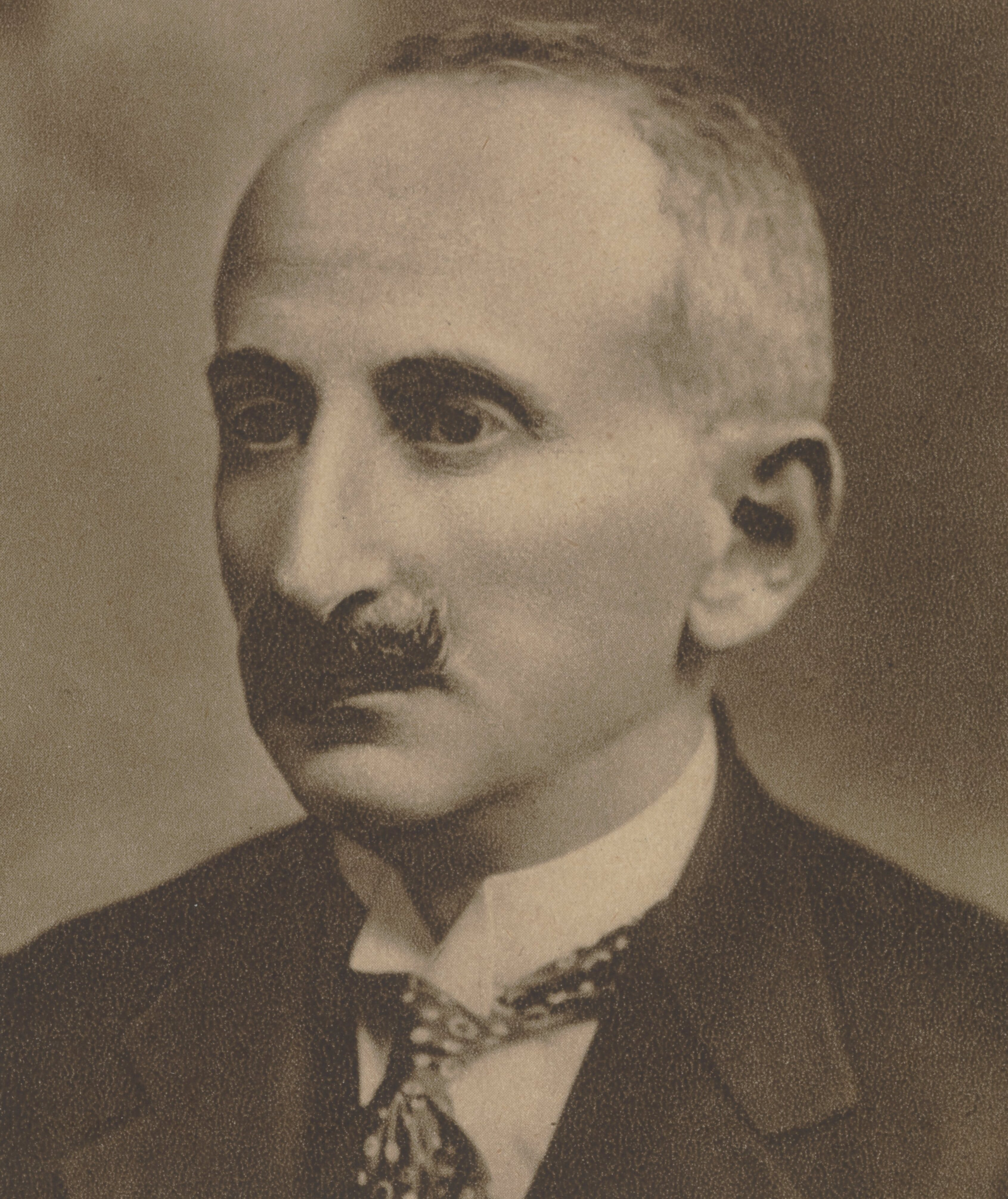
Bolesław Leśmian (1877–1937)

Rozwijało się dynamicznie życie kulturalne. Pojawiło się wiele żydowskich wydawnictw, funkcjonowało ponad 116 czasopism. Autorzy piszący w jidysz (najbardziej znany Isaac Bashevis Singer) zyskiwali międzynarodowe uznanie (Singer w 1978 otrzymał literacką Nagrodę Nobla). Inni twórcy – żydowscy lub będący takiego pochodzenia, tacy jak Bruno Schulz, Julian Tuwim, Jan Brzechwa czy Bolesław Leśmian wnieśli znaczący wkład w rozwój literatury polskiej początku XX wieku. Wybitnym wychowawcą i pisarzem był Janusz Korczak. Nie do przecenienia jest rola jaką w rozwoju kultury polskiej odegrali księgarz i wydawca Jakub Mortkowicz oraz Mieczysław Grydzewski, twórca Wiadomości Literackich – najpoważniejszego tytułu polskiej krytyki literackiej. Rozwijał się także teatr jidysz – w Polsce funkcjonowało 15 teatrów i grup teatralnych. W Warszawie miała swoją siedzibę najwybitniejsza żydowska trupa teatralna – Trupa Wileńska (jej pierwsze przedstawienie, Dybuk miało miejsce w 1920). Natomiast założony w 1912 w Białymstoku Teatr Habima, jest obecnie Żydowskim Teatrem Narodowym w Tel Awiwie. W Polsce produkowano filmy w języku jidysz, np. At chet, Der Dibuk, Freylikhe kabtsonim, Mamele. Wielu żydowskich filmowców kręciło także filmy w języku polskim, np. Aleksander Hertz, Aleksander Ford, Józef Lejtes. Julian Tuwim i Marian Hemar pisali teksty dla teatrzyków rewiowych. Konrad Tom był reżyserem i aktorem, ale także autorem szmoncesu Sęk, wykonywanego po wojnie przez Kabaret Dudek.
Według danych przekazanych w styczniu 1939 z Jerozolimy, w czasie od stycznia do października 1938 wyemigrowało z Polski do Palestyny 3008 Żydów. W lipcu 1939 Federacja Żydów Polskich w Ameryce zakupiła areał o powierzchni ok. 400 akrów, położony w odległości 15 km od Hajfy, na którym planowano osiedlenie 500 rodzin żydowskich z Polski.

### Przedwojenne ustawodawstwo dotyczące gmin żydowskich w Polsce
Żydzi w Polsce międzywojennej tworzyli najliczniejszy niechrześcijański związek religijny, zorganizowany w 818 gminach wyznaniowych z około 1600 duchownymi będącymi na etatach gmin.
Pierwszym dokumentem normatywnym dotyczącym wyłącznie terenów byłego Królestwa Kongresowego, był dekret Naczelnika Państwa z 7 lutego 1919: „O zmianach w organizacji gmin wyznaniowych żydowskich na terenie byłego Królestwa Polskiego”. Nie był to zupełnie nowy akt prawny, ale nowelizacja rozporządzenia niemieckich władz okupacyjnych z 1916. Wydane w latach 1925–1927 przez rząd akty prawne rozciągnęły moc obowiązywania dekretu Naczelnika Państwa na pozostałe województwa. Dnia 5 kwietnia 1928 ogłoszono tekst jednolity ustawy zajmującej się ustrojem gmin żydowskich w Polsce z wyłączeniem województwa śląskiego. Ustawę uzupełniono dwoma rozporządzeniami wykonawczymi Ministra Wyznań Religijnych i Oświecenia Publicznego z dnia 24 października 1930, ustalającymi regulaminy wyborcze dla organów gmin (rad i zarządów), wyboru rabinów i podrabinów oraz z dnia 9 września 1931 normujące gospodarkę finansową gmin. Zgodnie z ustawą z 5 kwietnia 1928, wszyscy Żydzi (stosowano wyznacznik wyznania), mieszkańcy Rzeczypospolitej tworzyli Związek Religijny, złożony z gmin wyznaniowych, z Radą Religijną na czele. Instytucja Rady Religijnej, która miała stanowić, na wzór innych wyznań, naczelny organ reprezentacyjny społeczności żydowskiej w Polsce, nie została jednak powołana do życia. Poszczególne gminy miały charakter korporacji (posiadały osobowość prawną) o charakterze publiczno-prawnym, a kompetencje gminy zostały ograniczone do wykonywania zadań wyłącznie religijnych, a w szczególności do: organizowania i utrzymania rabinatu, zakładania i utrzymania synagog, domów modlitwy, łaźni rytualnych i cmentarzy, czuwania nad religijnym wychowaniem młodzieży i troszczenia się o dostarczenie koszernego mięsa. Poza tym, gmina miała prawo zajmować się udzielaniem pomocy dobroczynnej ubogim Żydom, zarządzaniem fundacjami, których celem była pomoc oraz zakładanie instytucji dobroczynnych. Zwierzchni nadzór nad żydowskimi gminami wyznaniowymi sprawował minister Wyznań Religijnych i Oświecenia Publicznego, a w tzw. II instancji – wojewoda. Nadzór bezpośredni nad gminami wyznaniowymi sprawował miejscowy starosta powiatowy.
W Polsce międzywojennej prawo traktowało Żydów jako grupę wyznaniową, całkowicie pomijając aspekt narodowościowy – członkami gminy (na zasadzie przymusowej) byli wszyscy mieszkańcy wyznania mojżeszowego.
Według ustawodawstwa Żydzi tworzyli jako całość „towarzystwo religijne” o charakterze publiczno-prawnym, które składało się z gmin wyznaniowych. Kompetencje gmin były przy tym poważnie ograniczone, natomiast nadzór państwa silnie rozwinięty. Do grup wyznaniowych prawnie uznanych w II. Rzeczypospolitej zaliczano wyznania: rzymskokatolickie, greckokatolickie, ewangelicko-augsburskie, staroobrzędowcy, prawosławne, judaistyczne, islamskie oraz karaimskie. Uznanie przez państwo odmienności etnicznej czy religijnej wywołało potrzebę przygotowywania odrębnych aktów prawnych dla poszczególnych mniejszości. Poszanowanie wolności i swobody w funkcjonowaniu mniejszości narodowych i wyznaniowych nakładały na Polskę ustawy międzynarodowe (m.in. traktat wersalski), z których inkorporowano szereg praw do konstytucji marcowej uchwalonej w 1921. Konstytucja dawała prawo do zrzeszania się, umożliwiając obywatelom polskim należącym do mniejszości narodowych lub wyznaniowych tworzenie zakładów dobroczynnych, religijnych.

### Antysemityzm

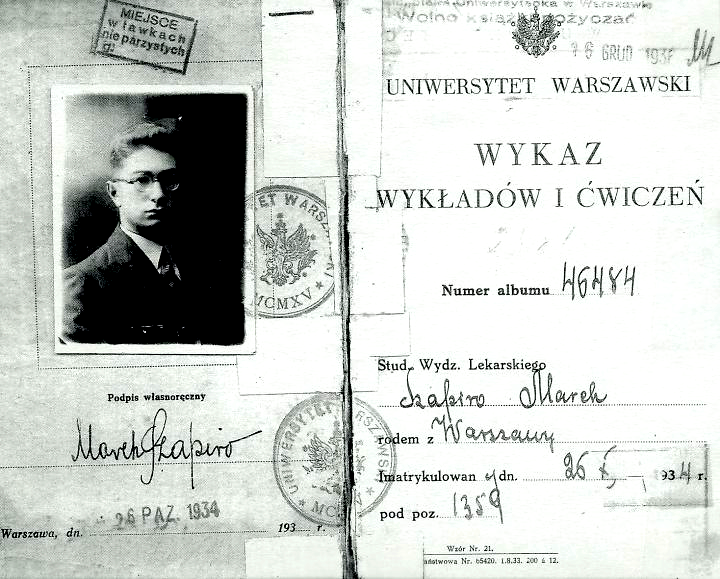
Indeks studenta Uniwersytetu Warszawskiego pochodzenia żydowskiego z 1934 z ostemplowanym miejscem w getcie ławkowym

Prześladowanie Żydów w Polsce nasilało się w początkowych i końcowych latach II RP. Przez wiele osób, zwłaszcza przez osoby o poglądach nacjonalistycznych, które sympatyzowały z endecją, nie byli oni postrzegani jako prawdziwi Polacy.
Jeszcze przed wybuchem I wojny światowej narodowa demokracja i jej główny ideolog – Roman Dmowski uważali, iż wszelkie mniejszości narodowe, a zwłaszcza Żydzi, stoją na przeszkodzie integracji Polski i jej ponownego zjednoczenia, ponieważ nie wykazują polskiej świadomości narodowej. Po odzyskaniu niepodległości Dmowski pisał, iż narody, które nie poddadzą się asymilacji doprowadzą do upadku państwa, które nie będzie mogło ustanowić silnej władzy centralnej.
Zdecydowana większość Żydów żyła w dużych skupiskach, zwanych potocznie (z wł.) gettami lub (z jid.) sztetlami. W spisie powszechnym z 1931 roku, 87,7% ludności wyznania mojżeszowego zadeklarowała jako język ojczysty jidysz lub hebrajski. W ramach nowo powstałego państwa narodowego utrudniało to asymilację, która wymaga wyzbycia się przez mniejszości wcześniej akceptowanych lokalnych identyfikacji etnicznych i językowych.
Zdaniem niektórych historyków Żydzi nie asymilowali się świadomie, gdyż Żyd tracący swoją tożsamość religijną, tracił również tożsamość narodową – „przestawał być Żydem w oczach swoich współwyznawców i swoich własnych”. Wyjątkiem były najwyższe żydowskie warstwy społeczne (inteligencja, przedstawiciele zawodów twórczych).
Żydom znacznie łatwiej żyło się w czasie rządów autorytarnych marszałka Józefa Piłsudskiego (1926–1935), który opowiadał się za ocenianiem obywateli według kryterium zasług dla kraju, a nie wyznania czy deklarowanej narodowości. Szczególnie polscy Żydzi cenili sobie rządy popieranego przez Piłsudskiego liberalnego Kazimierza Bartla. Jednak z wielu powodów, włączając w to Wielki kryzys, ich sytuacja nigdy nie była satysfakcjonująca. Kolejne rządy Polski nie miały pomysłu na politykę wobec 3 milionów żydowskich obywateli, którzy w większości nie chcieli asymilacji, a także wobec młodej, przejawiającej polityczne i społeczne ambicje inteligencji żydowskiej, robiącej kariery w prestiżowych zawodach, np. prawniczych i lekarskich.
Sytuacja mniejszości pogorszyła się po śmierci marszałka, którą większość Żydów odebrała jako tragedię. W latach 1935–1937 w rozruchach antysemickich zginęło 97 Żydów, a ok. 500 odniosło obrażenia. Według danych przedstawionych przez ówczesnego premiera Felicjana Sławoja Składkowskiego w samym tylko roku 1936 w jednym województwie białostockim zanotowano 348 wystąpień antyżydowskich z czego 21 zajść masowych, 99 pobić (z czego 7 ciężkich) i 161 wypadków wybicia szyb, trzy osoby narodowości żydowskiej zmarły na skutek ekscesów. Największymi zajściami były takie wydarzenia jak pogromy w Przytyku czy w Brześciu. Celem przemocy często były żydowskie sklepy, z których wiele zostało splądrowanych. Skrajna prawica ogłosiła bojkot ekonomiczny Żydów (pod hasłem swój do swego po swoje), który w połączeniu z Wielkim Kryzysem oraz bardzo wysokim przyrostem naturalnym przyczynił się do obniżenia, i tak już bardzo niskiego na tle innych krajów, poziomu życia Żydów w Polsce. Nasiliła się także dyskryminacja na uniwersytetach (numerus clausus), postulowana przez ugrupowania nacjonalistyczne jako reakcja na nadmierną, zdaniem nacjonalistów, reprezentacje Żydów na niektórych kierunkach studiów. Proponowano już nie tylko izolacje studentów żydowskich od studentów polskich i ograniczenie ich liczby na uczelniach, ale wręcz całkowity zakaz dostępu kandydatów żydowskich na studia wyższe (numerus nullus).

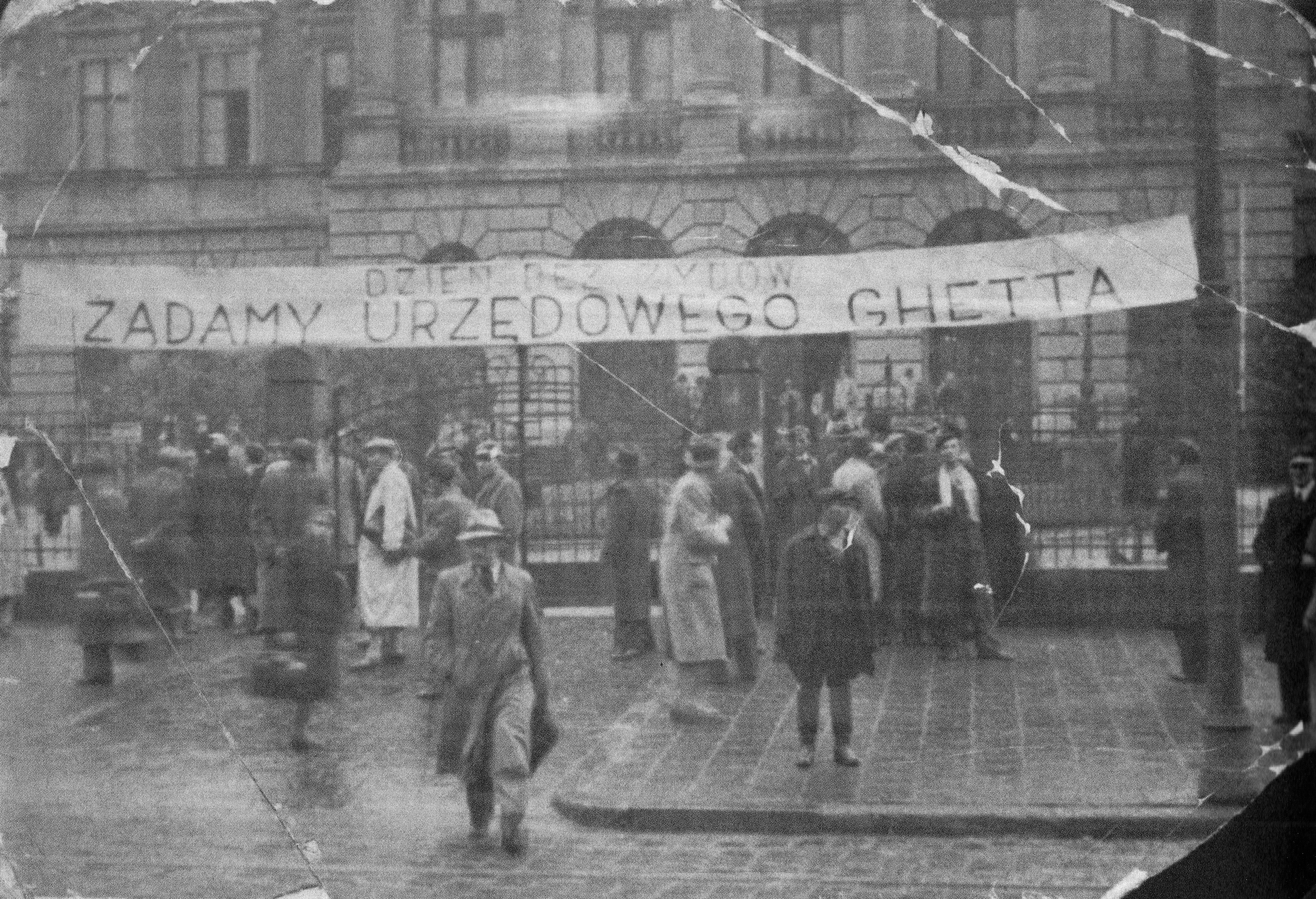
Lata 30. Pikieta Obozu Narodowo-Radykalnego przed gmachem Politechniki Lwowskiej z żądaniem wprowadzenia getta ławkowego

Wprowadzono też wiele przepisów uderzających w społeczność żydowską:
- w sierpniu 1936 wprowadzono nakaz, by wszystkie sklepy miały na swoich szyldach imię właściciela, co przyczyniło się do łatwiejszej identyfikacji sklepów żydowskich, które później stały się celem ataków;
- 1 stycznia 1937 wprowadzono zakaz uboju rytualnego uderzający w praktyki religijne, rzeźników, ich rodziny i dostawców[152][153];
- w 1937 wprowadzono numerus clausus[154];
- w maju 1937, Związek Lekarzy Państwa Polskiego zastosował paragraf w swoim statucie wykluczający Żydów z zawodu;
- również w maju 1937 Stowarzyszenie Prawników przyjęło podobny zapis, później potwierdzony państwowym prawem ograniczającym zdolność żydowskich prawników do uzyskania licencji potrzebnej do wykonywania zawodu;
- w styczniu 1938 Stowarzyszenie Dziennikarzy w Wilnie dodało zapis o tym, że żaden Żyd nie może być członkiem ich organizacji;
- w kwietniu 1938 Bank Polski, największa polska instytucja finansowa, dodała zapis o wykluczeniu Żydów;
- w kwietniu 1938 polski rząd ogłosił nowe prawo dotyczące obywatelstwa[155], które stanowiło, że od tego samego roku paszporty polskich obywateli przebywających za granicą więcej, niż przez 5 lat zostaną unieważnione, jeśli ci obywatele nie będą utrzymywać więzi z Polską[156]. Choć to prawo nie godziło specyficznie w Żydów, to jego konsekwencje uderzyły właśnie w nich, czyniąc z nich bezpaństwowców, np. w sąsiednich Niemczech. Naziści, szczególnie Heinrich Himmler i jego podwładny Reinhard Heydrich, planowali w tym samym roku, lecz wcześniej, zmusić Żydów, zwłaszcza polskich, do opuszczenia Niemiec. 28 i 29 października 1938, funkcjonariusze SS i Gestapo zatrzymali 15 000 polskich Żydów i wysłali ich do Polski. Osoby te zostały zawrócone przez polskie służby graniczne i potem internowane w obozie pomiędzy Niemcami i Polską w Zbąszyniu. Byli trzymani w złych warunkach do czasu, kiedy Polska ostatecznie pozwoliła im na wjazd do kraju w 1939[157].

Przed wojną jedynie 0,68% stanowisk w administracji państwowej obejmowali Żydzi.
W maju 1938 Rada Naczelna Obozu Zjednoczenia Narodowego zajęła stanowisko w kwestii żydowskiej. Podjęta uchwała głosiła, że rozwiązanie kwestii żydowskiej w Polsce możne być osiągnięte przede wszystkim przez jak najbardziej wydatne zmniejszenie liczby Żydów w Państwie Polskim. Zapowiadała kontynuację walki o zmniejszenie udziału Żydów w życiu gospodarczym i kulturalnym.

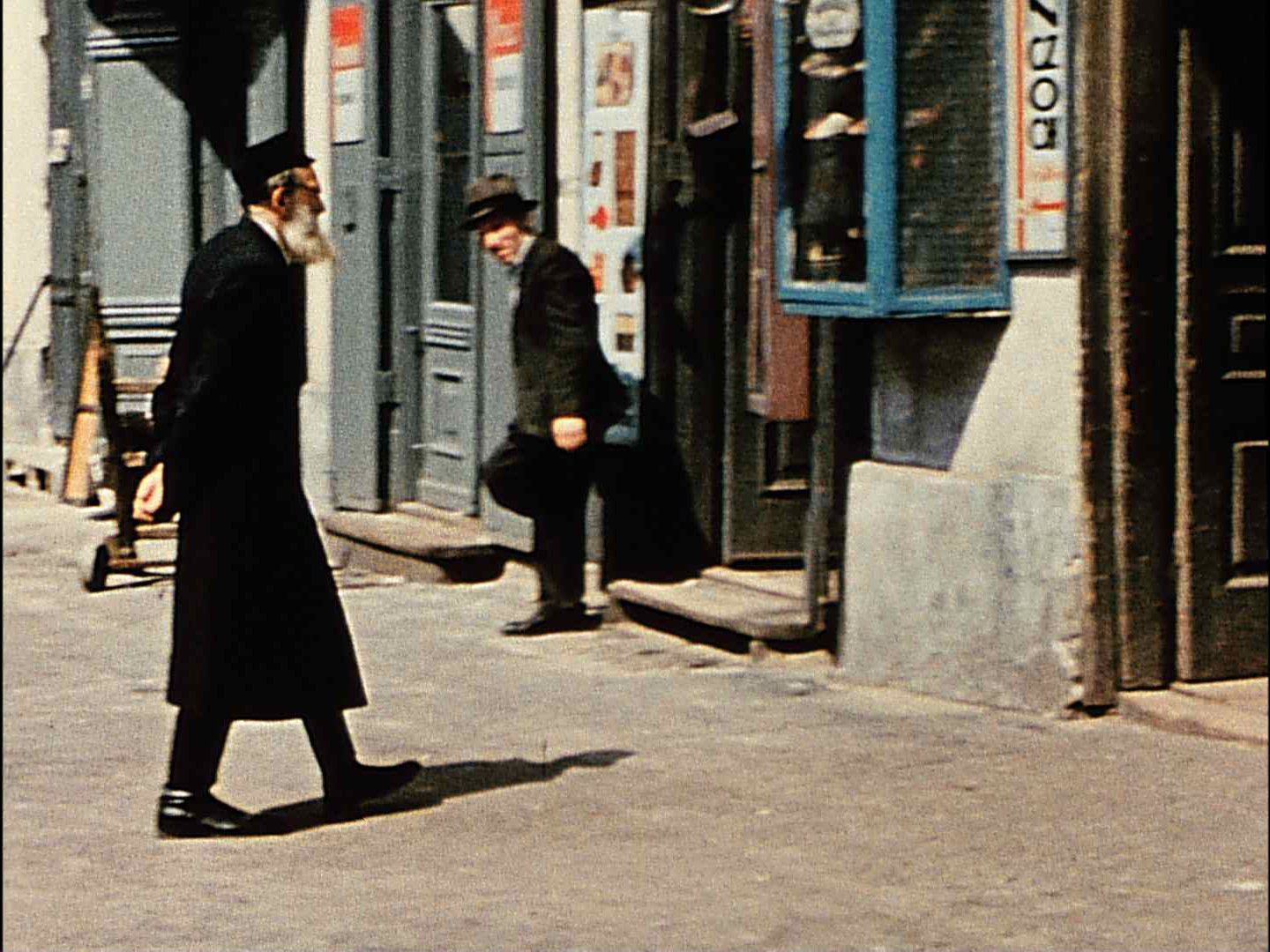
Kupcy żydowscy w Warszawie na podwórku kamienicy przy ulicy Nalewki w sierpniu 1939

W Głosie Narodu z 19 listopada 1938 napisano: „To nie tylko Niemcy wypowiedziały gościnę żydom. Wypowiadają ją także państwa środkowej Europy. Przykład Niemiec może się okazać, niestety, zaraźliwym”.
Pojawiły się pomysły emigracyjne (np. na Madagaskar), w których przywódcy syjonistyczni szukali porozumienia z rządem (w tym Józefa Becka) i rozpoczęły się pierwsze, nieliczne początkowo, wyjazdy do Palestyny. Oddział II Sztabu Generalnego WP (polski wywiad wojskowy), na zasadzie tajnych porozumień, szkolił oraz wyposażał w broń i pieniądze dywersantów żydowskich, którzy byli następnie wysyłani do walki z Arabami i Brytyjczykami w Brytyjskim Mandacie Palestyny o niepodległy Izrael.
Sejm RP uchwalił ustawę o pozbawieniu obywatelstwa tych, którzy utracili łączność z państwowością polską. Minister spraw wewnętrznych Felicjan Sławoj-Składkowski wydał 8 października 1938 rozporządzenie wprowadzające obowiązek złożenia do jednorazowej kontroli paszportów zagranicznych polskich, począwszy od 29 października. Było to pretekstem dla hitlerowców do wysiedlenia polskich Żydów do Polski, bowiem bali się utraty przez nich obywatelstwa.

## II wojna światowa

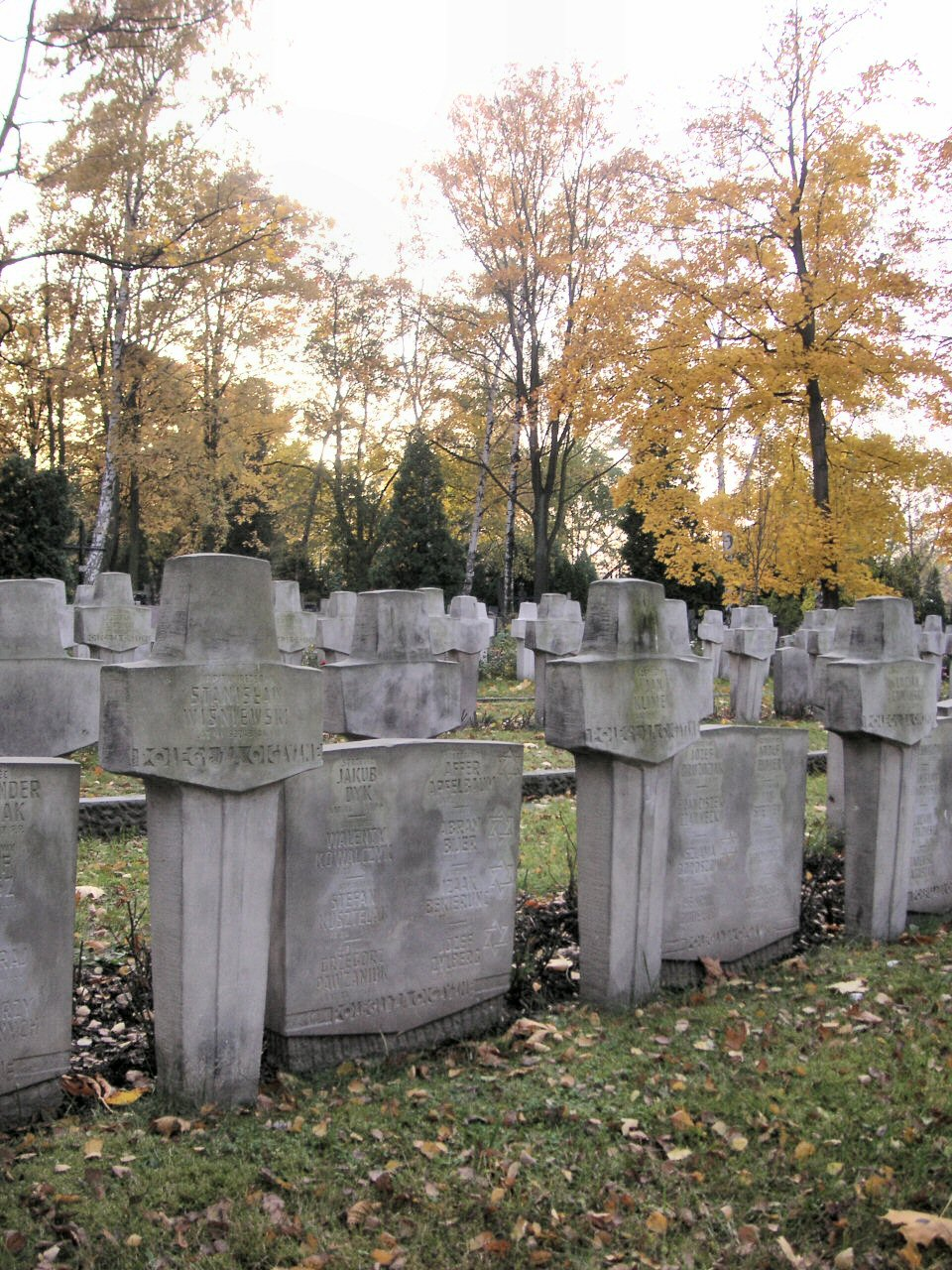
Groby żydowskie pośród katolickich – miejsce pochowania poległych w czasie kampanii wrześniowej w 1939, Cmentarz Wojskowy na Powązkach w Warszawie

### Kampania wrześniowa
1 września 1939 w ogólnopolskim dzienniku Nasz Przegląd ukazało się oświadczenie: 

Organizacja Syjonistyczna i naród żydowski stoją po stronie polskiej, gotowe do walki o swą godność i niepodległość. To oświadczenie winno być drogowskazem dla światowego żydostwa. Miejsce Żydów całego świata jest po stronie polskiej.

2 września 1939 w tym samym dzienniku, umieszczono wydaną przez Zarząd i Radę Naczelną Związku Rabinów RP następującą odezwę: 

Niechaj będzie pochwalone imię Wiekuistego.
Bracia w Izraelu, Obywatele Najjaśniejszej Rzeczypospolitej Polskiej!
Odwieczny wróg napadł w niecny, nikczemny sposób na naszą tak gorąco przez nas umiłowaną Ojczyznę, Polskę. Wyzuty dosłownie z czci, wiary i wszelkich uczuć ludzkich, niesie on mord, rabunek i pożogę.
My Żydzi, dzieci tej ziemi od zamierzchłych czasów, stajemy wszyscy w karnym ordynku, zwarci i opanowani na wezwanie Pana Prezydenta Rzeczypospolitej i Naczelnego Wodza, aby bronić naszej ukochanej Ojczyzny, każdy na wyznaczonym mu przez władze posterunku i oddamy, gdy zajdzie tego potrzeba, na ołtarzu Ojczyzny, nasze życie i nasze mienie bez reszty.
Jest to naszym najszczytniejszym obowiązkiem obywatelskim i religijnym, według nakazów naszej Świętej Wiary, który z największą radością spełnimy – tak nam i Polsce dopomóż Bóg.
Wznosimy błagalne modły do Stwórcy o zwycięstwo oręża polskiego i bądźmy pewni, że nas usłyszy, Amen.
Zarząd i Rada Naczelna Związku Rabinów Rzeczypospolitej Polskiej.

W czasie kampanii wrześniowej w 1939, ok. 120 tys. obywateli polskich narodowości żydowskiej lub żydowskiego pochodzenia wzięło udział w walkach z Niemcami i Sowietami, będąc żołnierzami polskiej armii. Ustalono, że w czasie całej II wojny światowej, 32 216 żydowskich żołnierzy i oficerów Wojska Polskiego zginęło, a ok. 61 tys. zostało wziętych do niewoli przez Niemców (większość z nich nie przeżyła). Ci, którzy zostali zwolnieni, bardzo szybko znaleźli się w gettach i obozach pracy, gdzie podzielili los swoich żydowskich współobywateli.
Według świadectw niemieckich w wielu miejscach ludność żydowska witała wkraczający do Polski Wehrmacht hitlerowskim pozdrowieniem Heil Hitler, a niekiedy np. w Mławie brała udział w plądrowaniu domów w płonącym mieście.

### Okupacja radziecka 1939–1941
W podbitej i podzielonej Polsce, zgodnie z postanowieniami paktu Ribbentrop-Mołotow, 61,2% polskich Żydów znalazło się pod okupacją niemiecką, podczas gdy 38,8% – pod okupacją sowiecką. Pośród polskich oficerów zamordowanych przez NKWD w Katyniu w 1940, było ok. 450 Żydów.
Według ewidencji ambasady RP Żydzi stanowili blisko 40% obywateli polskich przebywających na terytorium ZSRR.
W latach 1939–1941 pomiędzy 100 a 300 tys. polskich Żydów zostało deportowanych z ziem polskich okupowanych przez ZSRR w głąb Związku Radzieckiego. Niektórzy z nich, zwłaszcza komuniści (np. Jakub Berman), przenieśli się dobrowolnie. Jednakże większość została przymusowo osadzona w gułagu. Niewielkiej grupie (ok. 6 tys.) udało się opuścić ZSRR w 1942, przyłączając się do armii generała Władysława Andersa. Pośród nich był m.in. późniejszy premier Izraela, Menachem Begin. W czasie gdy 2 Korpus Polski przebywał w Brytyjskim Mandacie Palestyny, 67% (2972) żydowskich żołnierzy zdezerterowało. Wielu z nich przyłączyło się do Irgunu, żydowskiej organizacji paramilitarnej.

### Getta żydowskie pod okupacją niemiecką

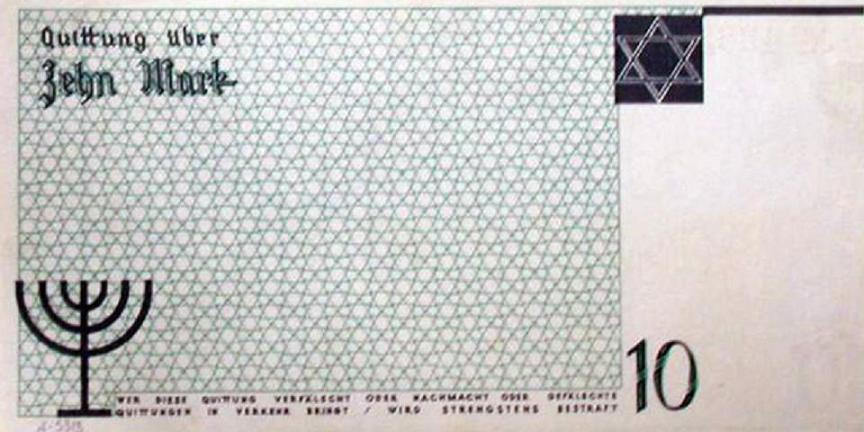
Banknot 10 marek getta łódzkiego, widoczna menora, która w 1948 roku stanie się godłem państwa Izrael

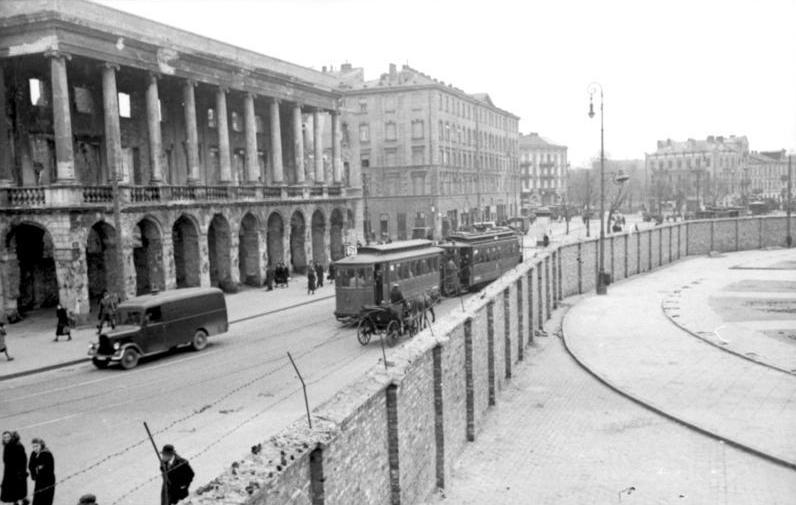
Mur getta w Warszawie przy Pałacu Lubomirskich, widok z maja 1941 roku

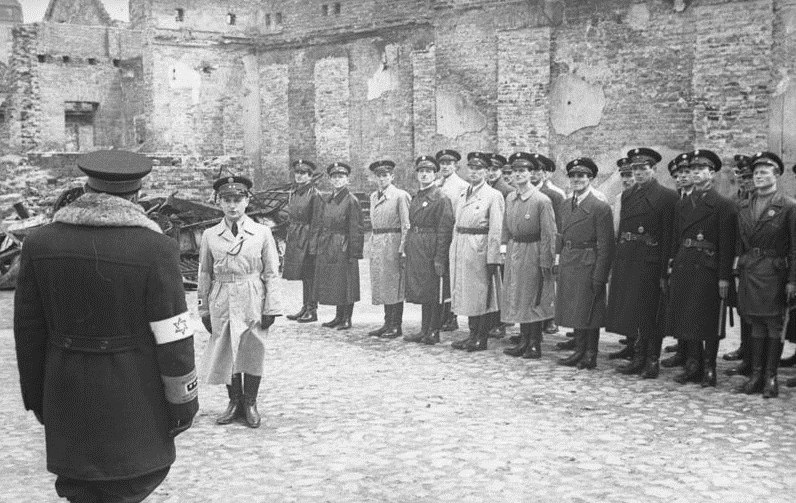
Jakub Lejkin zastępca szefa Żydowskiej Służby Porządkowej składa meldunek podczas apelu, warszawskie getto, maj 1941 roku

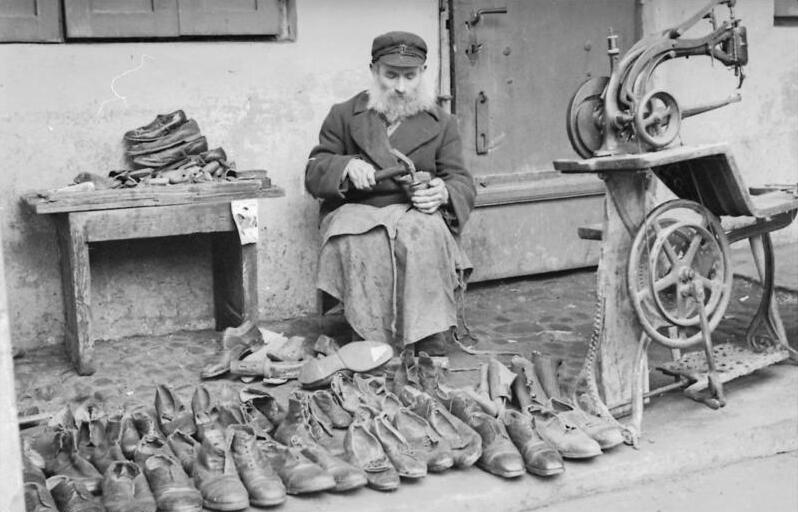
Szewc żydowski przy pracy w dystrykcie radomskim w 1941 roku

Niemcy utworzyli wiele gett, w których uwięziono Żydów z całych okupowanych terenów. Największe były getta w Warszawie (w którym przebywało ok. 460 tys. osób w 1941, 380 tys. w 1942), oraz w Łodzi, gdzie znajdowało się ok. 160 tys. Żydów. Inne polskie miasta, w których powstawały duże getta, to m.in. Białystok, Częstochowa, Kielce, Kraków, Lublin, Lwów, Radom i Wilno. Niekiedy hitlerowcy zakładali otwarte getta, jak np. w Szydłowcu.
Warszawskie getto zostało założone przez generalnego gubernatora Hansa Franka 16 października 1940 roku. W tym czasie 450 tys. Żydów skupionych w getcie stanowiło ok. 30% populacji Warszawy, podczas gdy zajmowało ono tylko ok. 2,4% powierzchni miasta. 16 listopada wybudowano wysoki mur, ostatecznie odgradzając je od reszty świata. W ciągu następnego półtora roku do getta przywożono Żydów z mniejszych miast i wsi. Jednak liczba w ten sposób uwięzionych pozostawała ta sama, gdyż wielu umierało z powodu głodu i chorób zakaźnych, zwłaszcza tyfusu. Średnie racje żywieniowe w 1941 roku dla Żydów w Warszawie wynosiły 253 kcal, 669 kcal dla Polaków, podczas gdy dla Niemców – 2613 kcal.

### Zagłada polskich Żydów

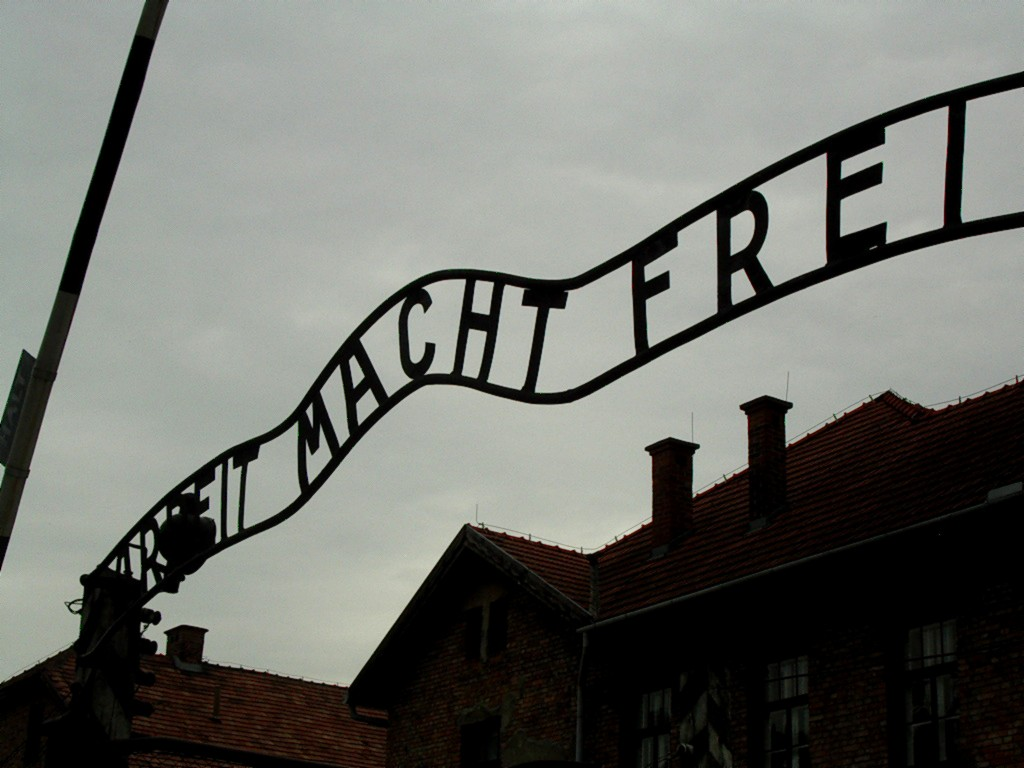
Brama wjazdowa obozu koncentracyjnego Auschwitz

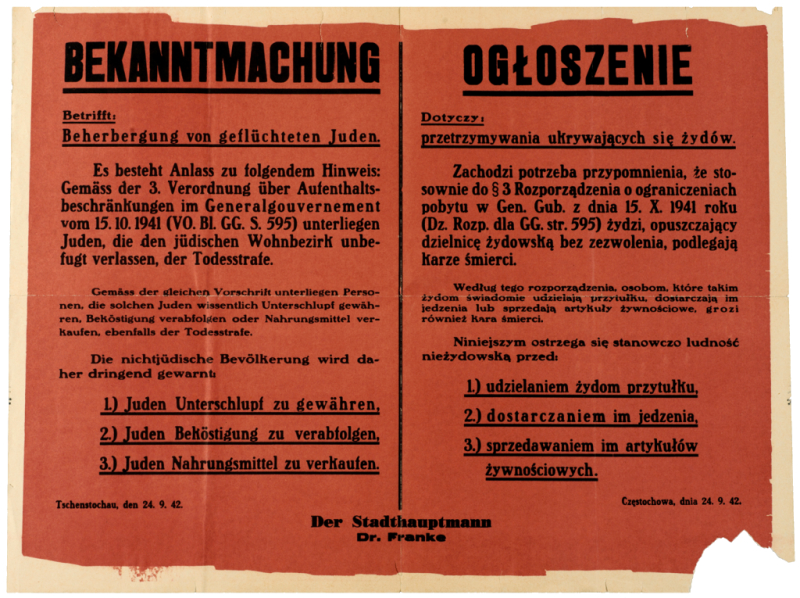
Obwieszczenie władz Generalnego Gubernatorstwa z września 1942, mówiące o karze śmierci za ukrywanie Żydów, jak również za sprzedaż lub dostarczanie pożywienia

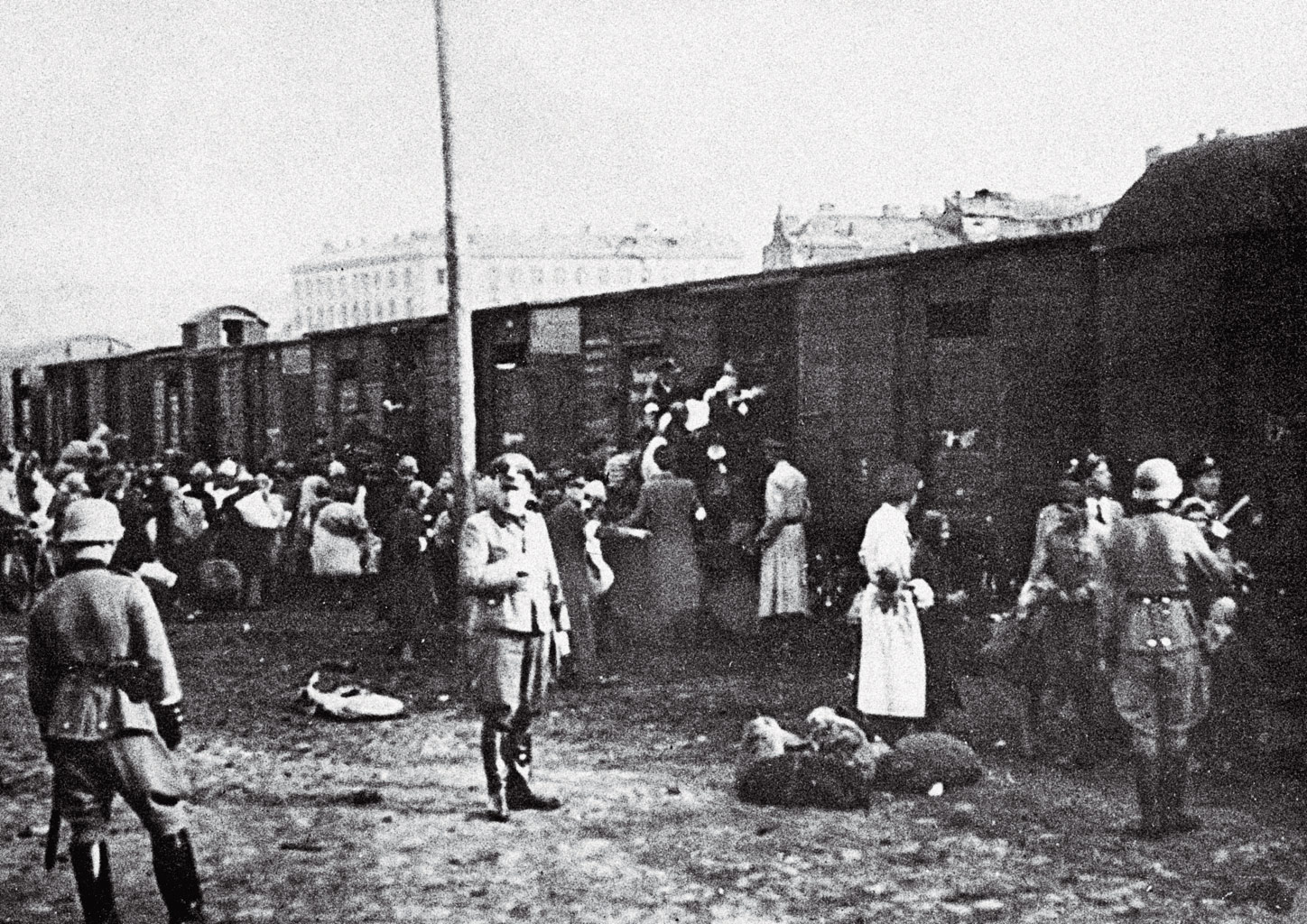
Żydzi ładowani do pociągu do obozu zagłady w Treblince na rampie warszawskiego Umschlagplatzu

Żydzi polscy ucierpieli najbardziej w czasie Holocaustu. Zostali oni zamordowani w niemieckich obozach zagłady, w Auschwitz-Birkenau, Treblince, Majdanku, Bełżcu, Sobiborze, Chełmnie lub zmarli z głodu w gettach. Wielu zginęło na skutek działalności na wschodzie hitlerowskich szwadronów śmierci Einsatzgruppen.
22 czerwca 1942 rozpoczęła się masowa deportacja. W czasie następnych 52 dni (do 12 września 1942), około 300 tys. osób zostało przewiezionych pociągami do obozu zagłady w Treblince. Deportacja została przeprowadzona przez 50 niemieckich żołnierzy SS, 200 łotewskich żołnierzy z batalionów Schutzmannschaften, 200 ukraińskich policjantów i 2500 członków Żydowskiej Policji Getta. W zamian za współpracę, nietykalność zagwarantowano pracownikom Judenratu, jak również funkcjonariuszom Żydowskiej Policji i ich rodzinom. Gwarancje te honorowano tylko przez krótki czas, urzędnicy Judenratu również zostali zamordowani.

Społeczeństwo polskie, choć samo pada ofiarą straszliwego terroru, spogląda z przerażeniem i głębokim współczuciem na mordowanie przez Niemców ocalałej jeszcze ludności żydowskiej w Polsce. Przeciwko tej zbrodni jasno wyraziliśmy swój protest, który rozpowszechniono na całym świecie, zaś Żydom zbiegłym z getta lub z obozów koncentracyjnych udzielamy tak znacznej pomocy, że okupant ogłosił dekret grożący śmiercią Polakom, którzy pomogą ukrywającym się Żydom. Mimo to są jednostki wyzbyte ludzkich uczuć i sumienia, które znalazły sobie źródło specyficznego dochodu szantażując Polaków ukrywających Żydów bądź samych Żydów. Kierownictwo Walki Cywilnej ostrzega, że przypadki takiego szantażu są odnotowywane i będą karane z całą surowością prawa jak tylko to będzie możliwe w istniejących warunkach, a bezwzględnie w przyszłości. „Rzeczpospolita Polska” (oficjalny organ Delegatury Rządu na Kraj) numer z maja 1943 roku

#### Kontrowersje dotyczące polskiego współudziału w zagładzie
Niektóre z masakr były tylko inspirowane przez Niemców. Przykładem może być pogrom w Jedwabnem, podczas którego zginęło (według późniejszych ustaleń IPN) co najmniej 340 Żydów, zamordowanych przez grupę co najmniej około 40 polskich mieszkańców Jedwabnego i okolic. Istota polskiego udziału w masakrach Żydów w czasie wojny do dziś pozostaje przedmiotem kontrowersji, choć Instytut Pamięci Narodowej przedstawił dowody na istnienie zajść podobnych do jedwabieńskich w wielu innych miejscowościach regionu. Jako powód takiego zachowania wymienia się antysemityzm, chęć odwetu na Żydach wspierających komunistów lub też zwykłą chciwość.

#### Powstanie w getcie warszawskim w 1943 roku

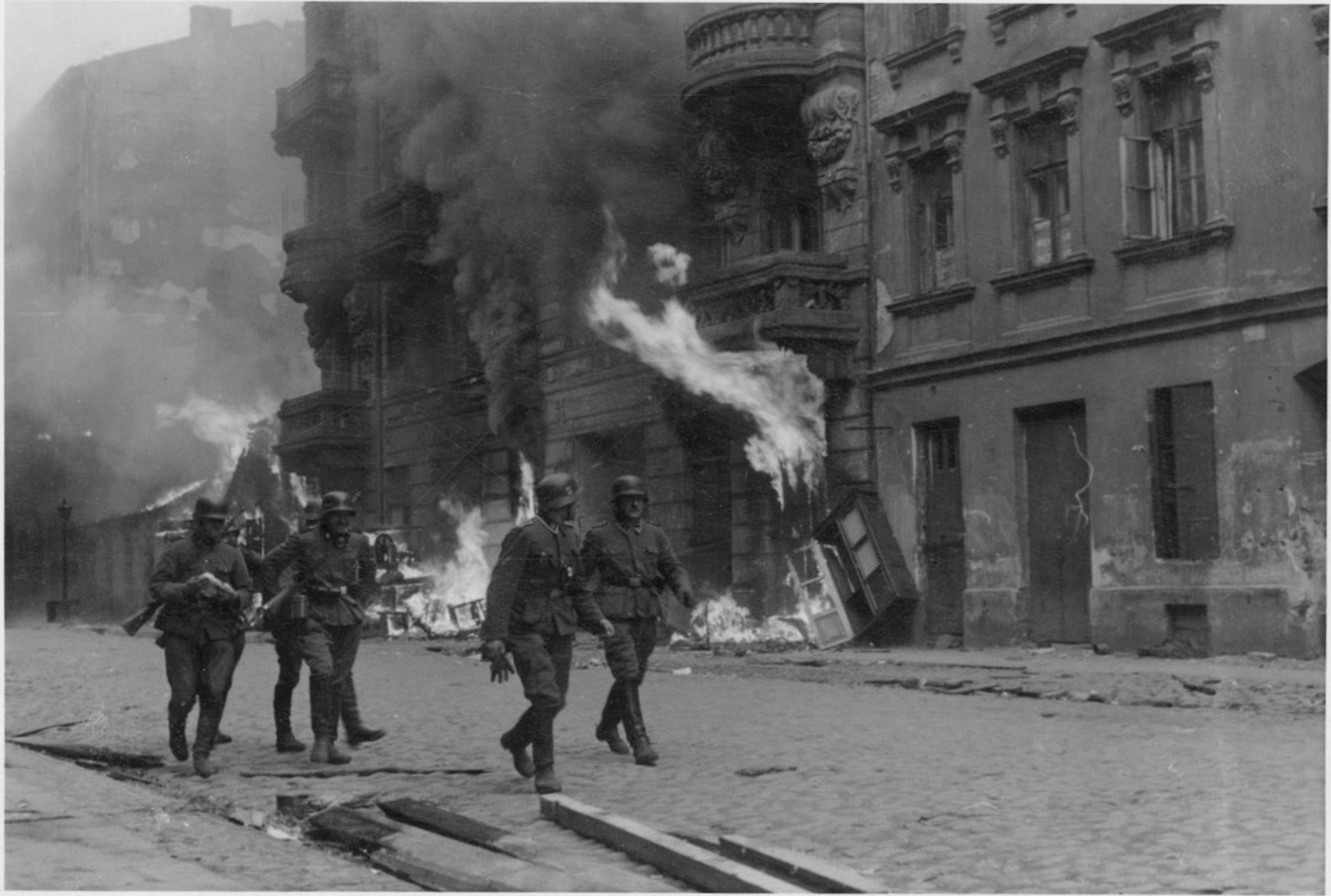
Żołnierze niemieccy podpalający budynki mieszkalne podczas powstania w getcie warszawskim

18 stycznia 1943 część mieszkańców getta (pośród nich członkowie Żydowskiej Organizacji Bojowej i Żydowskiego Związku Wojskowego), stawiła zbrojny opór przeciwko kolejnym deportacjom. Ostateczne zniszczenie getta nastąpiło 4 miesiące później, po zduszeniu przez Niemców powstania, które wybuchło 19 kwietnia 1943.
Los warszawskiego getta był podobny do tego, który spotkał inne getta w których koncentrowano ludność żydowską. Wraz z decyzją hitlerowców o podjęciu Ostatecznego Rozwiązania (Endlösung) – eksterminacji europejskich Żydów – rozpoczęła się w 1942 Akcja Reinhard, podczas trwania której (tj. do października 1943) zamordowano ok. 2 mln Żydów.

#### Polska pomoc Żydom w czasie okupacji
Polska była jedynym krajem okupowanym przez Niemcy w czasie II wojny światowej, w którym formalnie wprowadzono karę śmierci dla każdego, kto ukrywa lub pomaga w inny sposób Żydom. Pomimo tego, Polacy stanowią największą grupę pośród Sprawiedliwych Wśród Narodów Świata.
Począwszy od 1941 Referat Żydowski w Wydziale Informacji Biura Informacji i Propagandy Komendy Głównej Armii Krajowej rozpoczął systematyczne zbieranie informacji o losach polskich Żydów, przekazywanych potem do Londynu. Reakcją na rozpoczęcie eksterminacji ludności żydowskiej, było utworzenie we wrześniu 1942 przez Zofię Kossak-Szczucką i Wandę Krahelską Tymczasowego Komitetu Pomocy Żydom, przekształconego w grudniu tego roku w Radę Pomocy Żydom „Żegota”. W marcu 1943 Witold Bieńkowski ps. „Wencki” powołał Referat Żydowski Delegatury Rządu na Kraj.
Polski Rząd na Uchodźstwie był pierwszym (październik 1942), który donosił o istnieniu niemieckich obozów śmierci i systematycznej eksterminacji Żydów, poprzez swego kuriera Jana Karskiego i organizatora ruchu oporu w Auschwitz-Birkenau, Witolda Pileckiego. 18 grudnia 1942 Prezydent RP na Uchodźstwie Władysław Raczkiewicz wystosował dramatyczny list do papieża Piusa XII, błagając go o publiczną obronę mordowanych Polaków i Żydów.

## Okres Polski Ludowej

### Radziecka okupacja Kresów Wschodnich II Rzeczypospolitej 1944–1945
Żydzi stanowili około połowy ludności polskiej, która została w Związku Radzieckim po wyjściu Armii Andersa. Większość członków Związku Patriotów Polskich, Polskiego Komitetu Narodowego i wielu czołowych dziennikarzy polskojęzycznych było Żydami. W Armii Berlinga żydowskich oficerów, zwykle służących na stanowiskach oficerów politycznych zachęcano do ukrywania swojego pochodzenia poprzez zmianę nazwiska na polskobrzmiące.

### Lata powojenne
Nowy powojenny ład przyniósł całkowite zniesienie wszystkich przedwojennych form dyskryminacji etnicznych dla Żydów. Nie było już gett ławkowych, nie było ograniczeń na studiach. Żydzi po raz pierwszy w polskiej historii zostawali dyrektorami, ministrami, profesorami, sędziami, urzędnikami.

Obecność Żydów w bezpiece w latach 1945–1954 była powodem największej liczby plotek i niedomówień. Wedle wyliczeń prof. Ryszarda Terleckiego, 95% funkcjonariuszy MBP było narodowości polskiej, 2% ukraińskiej lub białoruskiej, a żydowskiej 2,5%. Proporcje te były inne na stanowiskach kierowniczych. Oblicza się, że 37% stanowisk w MBP od naczelnika wzwyż zajmowały osoby pochodzenia żydowskiego. 

W Ministerstwie Bezpieczeństwa Publicznego pracuje 18,7% Żydów. 50% stanowisk kierowniczych zajmują Żydzi. W I departamencie Ministerstwa pracuje 27% Żydów. Zajmują oni wszystkie stanowiska kierownicze, raport NKWD z października 1945 roku.

Przedstawiciel warszawskiego Rządu Tymczasowego Stefan Jędrychowski na konferencji w Paryżu 17 maja 1945 roku, powiedział o aresztowanych przez władze radzieckie szesnastu Polakach, że są to osoby poszukiwane przez polskie władze bezpieczeństwa za sabotaże i zamachy na około 100 bojowników Ludowej Partii Demokratycznej, na oficerów Armii Polskiej i na Żydów.
Od 40 do 100 tys. polskich Żydów przetrwało Holocaust, ukrywając się lub przyłączając do polskiej bądź też radzieckiej partyzantki. Kolejne 50–170 tys. zostało repatriowanych z ZSRR, a 20–40 tys. z Niemiec i innych krajów. Tuż po wojnie w Polsce było ok. 180–240 tys. Żydów. Najprężniejszym skupiskiem stał się Dolny Śląsk, na którym do wiosny 1946 osiedlono 86 tys. osób. Ponadto ok. 30 tys. zamieszkiwało Łódź, 20–31 tys. Szczecin, ok. 13 tys. Kraków i 8 tys. Warszawę.
Główną instytucją reprezentującą polskich Żydów w latach 1945–1950 był Centralny Komitet Żydów Polskich (CKŻP). Komitet koordynował repatriację z ZSRR i Kresów Wschodnich. Działające pod jego auspicjami Towarzystwo Ochrony Zdrowia Ludności Żydowskiej organizowało pomoc lekarską. Komisja Historyczna zbierała relacje ocalonych z Zagłady, m.in. pomagając w ściganiu zbrodniarzy nazistowskich, i dokumentowała życie żydowskie (w 1947 Komisję przekształcono w Żydowski Instytut Historyczny). W ok. 30 szkołach CKŻP uczyło się ok. 3000 uczniów. Komitet wspierał również odradzające się po wojnie życie kulturalno-artystyczne. Pierwotnie skład władz CKŻP cechował umiarkowany pluralizm polityczny, jednak w miarę umacniania się systemu komunistycznego w Polsce, władzę w komitecie stopniowo przejmowała frakcja żydowska w PPR.
Przez kilka pierwszych powojennych lat silnie rozwinęło się Osiedle żydowskie na Dolnym Śląsku, w którym osiadła ponad połowa powojennej żydowskiej społeczności. W szkołach w tym regionie uczono języka jidysz, a w kilku również języka hebrajskiego. W regionie funkcjonowały dwie szkoły muzyczne i jedna baletowa. Działały teatry, koła dramatyczne, dwie orkiestry i dwa chóry. Powstawały biblioteki, domy kultury, orkiestry, kluby i świetlice. Odbywały się wystawy sztuki żydowskiej. Przez kilka lat działały żydowskie partie polityczne o znacznym stopniu pluralizmu (11 w całym kraju, w tym 8 legalnie). Ukazywały się dwie gazety. Toczyło się również bogate życie religijne. Towarzystwo Ochrony Zdrowia Ludności Żydowskiej zarządzało sanatoriami, przychodniami wielu specjalności, ambulatoriami, placówkami opieki nad matką i dzieckiem, sierocińcami i żłobkami. Powołana Organizacja Rozwoju Twórczości w latach 1945–1950 prowadziła w regionie wiele kursów dokształcających, dzięki którym znaczna część ludności po przekwalifikowaniu podejmowała pracę w lekkim i ciężkim przemyśle, w tym w kopalniach i hutach.
Życie religijne toczyło się w ramach kongregacji wyznaniowych. Naczelnym rabinem Polski był Dawid Kahane (który był także naczelnym rabinem Wojska Polskiego).
W Polsce w latach 1944–1949 reaktywowane Żydowskie Towarzystwo Krzewienia Sztuk Pięknych, starało się umożliwić twórcom kontynuację pracy artystycznej w warunkach powojennych. Zbierało również ocalałe judaika dla Galerii Sztuki Żydowskiej. W tych latach działały trzy teatry żydowskie (Dolnośląski Teatr Żydowski we Wrocławiu, Teatr Żydowski w Łodzi i Zespół teatralny „Mikt” w Dzierżoniowie) oraz znaczna liczba kół dramatycznych. Przez kilka lat działał również zespół filmowy Kinor. Tuż po wojnie w Polsce przebywało ok. 40 pisarzy jidysz, m.in. Chaim Grade, Rachela Auerbach, Lejb Olicki, Hadasa Rubin, Dawid Sfard, Daniel Kac i Eliasz Rajzman. Część literatów pisała zaś w języku polskim (m.in. Julian Tuwim, Antoni Słonimski, Jan Brzechwa, Leopold Tyrmand, Stanisław Lem, Julian Stryjkowski, Mieczysław Jastrun, Aleksander Wat, Kazimierz i Marian Brandys, Roman Brandstaetter, Arnold Słucki, Stanisław Wygodzki i Kalman Segal).
Po zakończeniu II wojny światowej i pogromie kieleckim w 1946 (w wyniku tego, jak i różnych innych incydentów, w latach 1945–1946 zginęło w Polsce ok. 1150–1500 ocalałych z Holocaustu Żydów), Żydzi stopniowo zaczęli opuszczać Polskę. Dodatkowo komunistyczne władze odmówiły restytucji mienia żydowskiego, zagrabionego podczas wojny. Część polskich Żydów wiązała również swoją przyszłość z budowaniem państwa żydowskiego w Brytyjskim Mandacie Palestyny. W sumie ok. 140 tys. Żydów wyjechało z Polski w latach 1944–1947. Znaczną część tej emigracji umożliwiali aktywiści syjonistyczni, tacy jak Adolf Berman czy Icchak Cukierman, będący członkami organizacji Bricha (Ucieczka). Szacuje się, że w sumie ok. 170 tys. osób wyjechało z Polski, korzystając z pomocy tej organizacji.
Na skutek umocnienia się systemu komunistycznego w Polsce, na przełomie lat 1949–1950 władze państwowe dokonały upaństwowienia i centralizacji życia żydowskiego. Rozwiązano partie polityczne, stopniowo likwidowano szkoły hebrajskie, upaństwowiono spółdzielczość żydowską i szkoły z językiem wykładowym jidysz. Większość instytucji kulturalnych i społecznych została zlikwidowana, a na ich miejscu władze utworzyły Towarzystwo Społeczno-Kulturalne Żydów w Polsce, realizujące odtąd państwową wykładnię polityczną. Kongregacje wyznaniowe scentralizowano w Związek Religijny Wyznania Mojżeszowego. Teatry przekształcono w jedną instytucję, Państwowy Teatr Żydowski (PTŻ), za pomocą której państwo kontrolowało repertuar i politykę kadrową. Początkowo PTŻ zarządzał trzema scenami: w Warszawie, Wrocławiu i Łodzi. Z czasem scena warszawska stała się jedyną.
Upaństwowiono również prasę: odtąd ukazywać się mogły jedynie dziennik Fołks Sztyme oraz miesięcznik literacki Jidisze Szriftn. Działać mogło również tylko jedno wydawnictwo książkowe, powstały pod koniec 1947 Idisz Buch. Wydawnictwo to przez 21 lat istnienia opublikowało 350 książek i we wczesnych latach 1950. stało się jednym z najbardziej prężnych ośrodków literatury jidyszowej na świecie. Wydano wiele znamienitych dzieł literatury żydowskiej, jednak na płaszczyźnie politycznej wydawnictwo działało wyłącznie zgodnie z linią państwową.
Część polskich Żydów uczestniczyła w budowie reżimu komunistycznego w Polsce w latach 1944–1956, zajmując eksponowane stanowiska w PZPR (np. Jakub Berman, Hilary Minc – odpowiedzialny m.in. za odbudowę gospodarki na komunistyczną modłę), aparacie bezpieczeństwa (szczególnie w UB, wojskowym i powszechnym wymiarze sprawiedliwości, Informacji Wojskowej, Korpusie Bezpieczeństwa Wewnętrznego, Milicji Obywatelskiej, w strukturach więziennictwa) oraz dyplomacji i wywiadzie (Marcel Reich-Ranicki). Według analizy Instytutu Pamięci Narodowej, w latach 1944–1954 37,1% osób pełniących funkcje kierownicze w MBP stanowiły osoby pochodzenia żydowskiego (167 na 450 osób), były one nadreprezentowane w tych strukturach. Na wysokich stanowiskach w UB znaleźli się m.in.: Roman Romkowski (właśc. Natan Grinszpan-Kikiel), Mieczysław Mietkowski (właśc. Mojżesz Bobrowicki), Leon Andrzejewski (właśc. Ajzen Lajb Wolf), Józef Różański (właśc. Józef Goldberg), Edward Kalecki (właśc. Szymon Eliasz Tenenbaum), Ludwik Przysuski (właśc. Salomon Przysuski), Michał Taboryski (właśc. Mojżesz Taboryski), Zygmunt Braude, Zygmunt Okręt (właściwie Nechemiasz Okręt), Józef Czaplicki (właśc. Izydor Kurc), Julian Konar (właśc. Julian Jakub Kohn), Aleksander Wolski (właśc. Salomon Dyszko), Józef Kratko, Bernard Konieczny (właśc. Bernstein), Julia Brystiger, Wacław Komar (właśc. Mendel Kossoj), Marek Fink (właśc. Mark Finkienberg), Józef Światło (właśc. Izaak Fleischfarb), Henryk Piasecki (właśc. Izrael Chaim Pesses).
Po 1956, podczas procesu destalinizacji za rządów Władysława Gomułki, niektórzy funkcjonariusze Urzędu Bezpieczeństwa żydowskiego pochodzenia, m.in. Roman Romkowski, Józef Różański czy Anatol Fejgin, zostali osądzeni pod zarzutami „nadużywania siły” i torturowania polskich antykomunistów (m.in. Witolda Pileckiego). Większość uniknęła jednak procesu, zwłaszcza poza granicami Polski, m.in. Stefan Michnik, Helena Wolińska, Salomon Morel. Funkcjonariusz Urzędu Bezpieczeństwa, Józef Światło, po ucieczce na Zachód w 1953, za pośrednictwem Radia Wolna Europa, ujawnił metody stosowane przez UB, co doprowadziło do rozwiązania tego urzędu w 1954.
W okresie względnej liberalizacji reżimu komunistycznego władze zezwoliły ponownie Żydom na emigrację. Lata życia w scentralizowanym systemie totalitarnym oraz przypadki antysemityzmu sprawiły, że pomiędzy rokiem 1956 a 1959 około 50 tys. Żydów opuściło Polskę, zmniejszając liczbę osób pozostałych w kraju do ok. 30 tys.

### 1967–1989
W 1967 z powodu poparcia przez Związek Radziecki krajów arabskich w wojnie sześciodniowej PRL zerwała stosunki dyplomatyczne z Izraelem. Z tego samego powodu wielu Polaków skrycie popierało Izraelczyków w tym konflikcie. Do 1968 ok. 40 tys. Żydów polskich, którzy pozostali w kraju, było zasymilowanych z polskim społeczeństwem, ale stało się obiektem zorganizowanej przez władze państwowe akcji, zrównującej żydowskie pochodzenie z syjonizmem, co władze określały jako nielojalność względem Polski.
W marcu 1968 studencka demonstracja w Warszawie dała pretekst rządowi Gomułki do rozpoczęcia antysemickiej nagonki. Szef służb bezpieczeństwa, Mieczysław Moczar oficjalnie używał retoryki antysyjonistycznej, jednakże w powszechnym odczuciu działania miały dotyczyć wszystkich Żydów. Sponsorowana przez państwo kampania „antysyjonistyczna” zaowocowała usunięciem ich z PZPR, ze stanowisk kierowniczych w zakładach pracy oraz posad w szkołach i uniwersytetach. Ze względów politycznych, ale również i ekonomicznych, 20 tys. Żydów zostało zmuszonych do emigracji w latach 1968–1970. Kampania, pomimo iż wymierzona przeciwko Żydom zajmującym wysokie stanowiska państwowe w okresie stalinowskim, dotknęła przede wszystkim zasymilowanych w większości polskich Żydów, niezależnie od ich rzeczywistych poglądów. Wydarzenia marcowe przyczyniły się także do zniszczenia wizerunku Polski na Zachodzie, zwłaszcza w USA. Część z „emigrantów marcowych” przyłączyła się do zagranicznych organizacji wspierających polską opozycję, mającą na celu uzyskanie dla Polski wolności, w szczególności uniezależnienia Polski od ZSRR i PZPR.
W późnych latach 70. szereg osób o żydowskim pochodzeniu zaangażował się w działalność nielegalnych grup opozycyjnych (m.in. Adam Michnik, Karol Modzelewski, Bronisław Geremek, Ludwik Cohn, Aniela Steinsbergowa, Seweryn Blumsztajn). W momencie upadku komunizmu w Polsce w 1989, w kraju mieszkało tylko 5–10 tys. Żydów.

## Od 1989

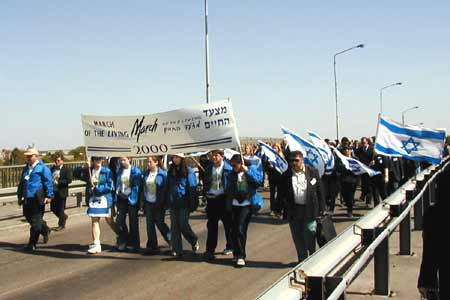
Marsz Żywych w 2000

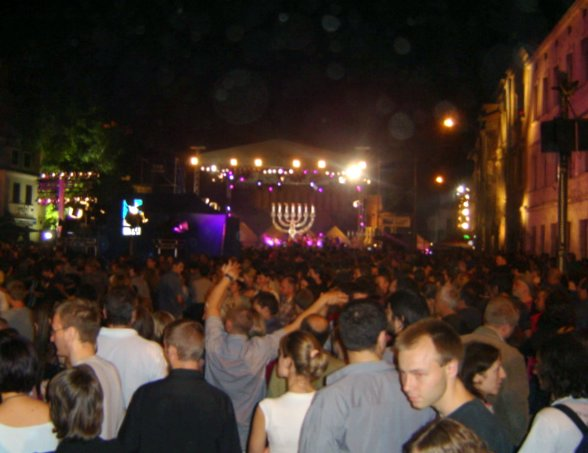
Szalom na Szerokiej – finałowy koncert Festiwalu Kultury Żydowskiej w Krakowie w 2005

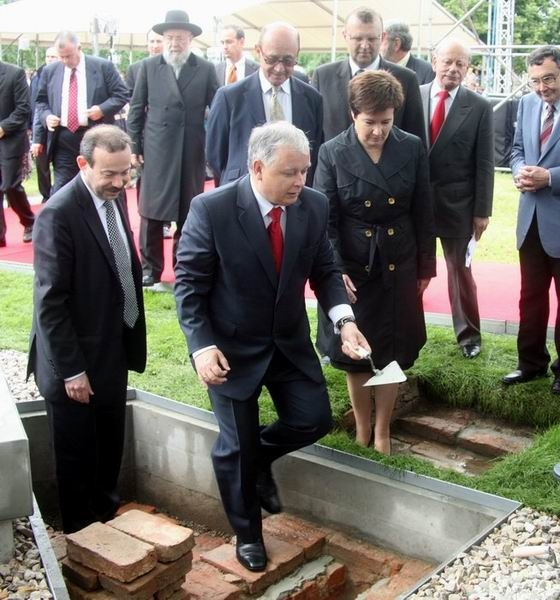
Uroczystość wmurowania aktu erekcyjnego Muzeum Historii Żydów Polskich przez prezydenta RP Lecha Kaczyńskiego 26 czerwca 2007

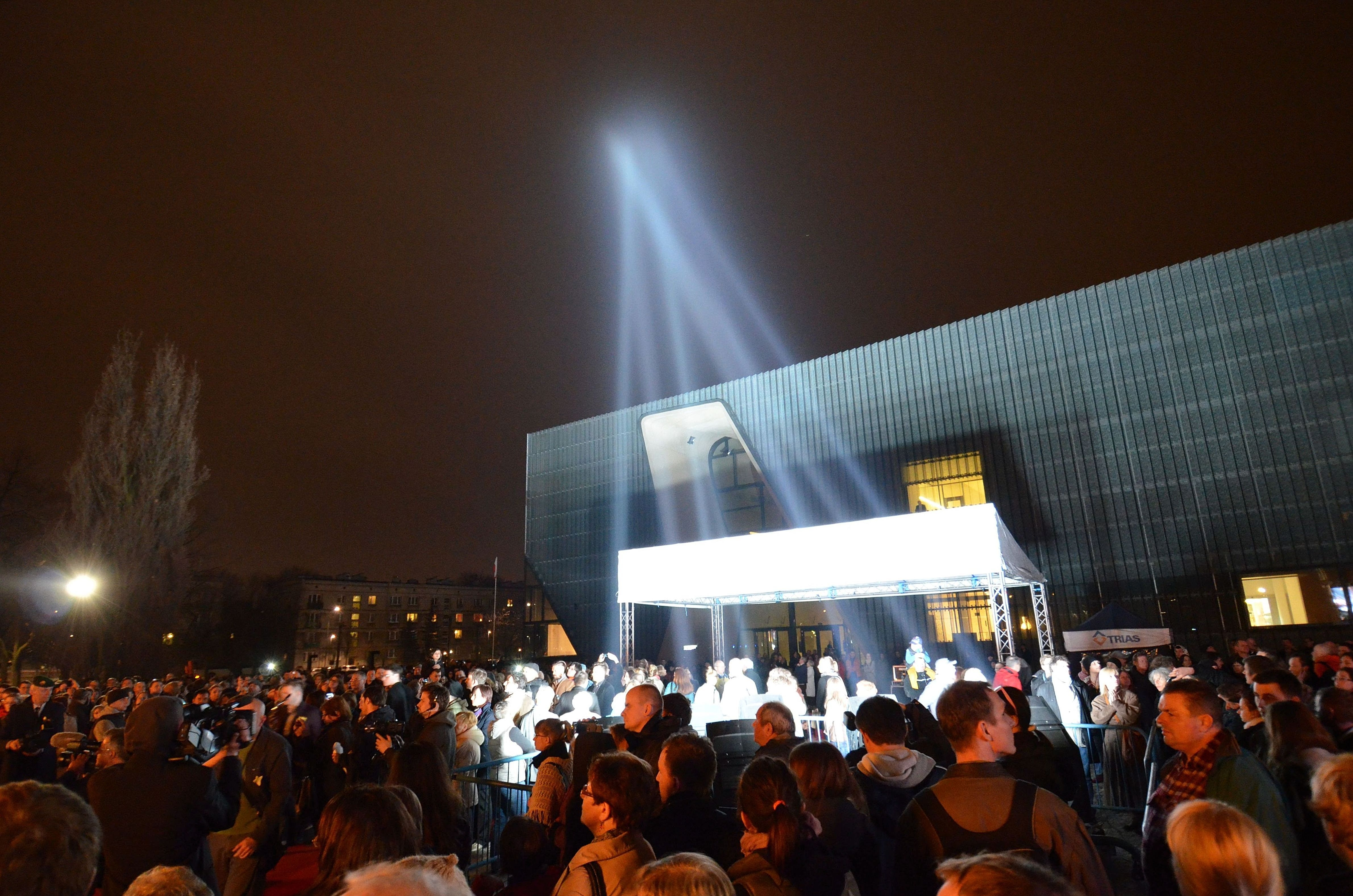
Obchody 70. rocznicy wybuchu powstania w getcie warszawskim

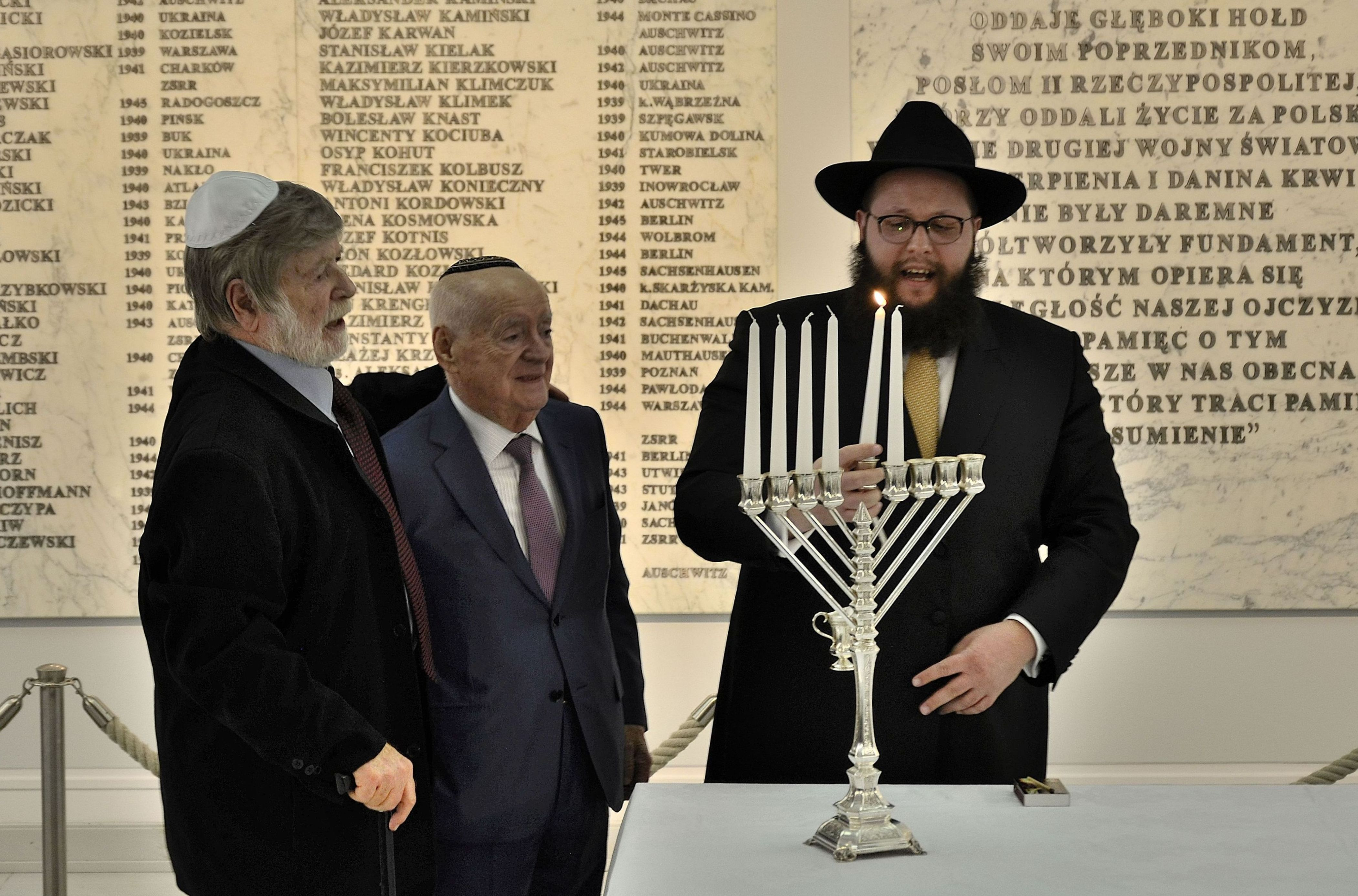
Uroczystość zapalenia lampy chanukowej w Sejmie (2015). Widoczny ambasador Izraela w Polsce (2001–2003) Szewach Weiss

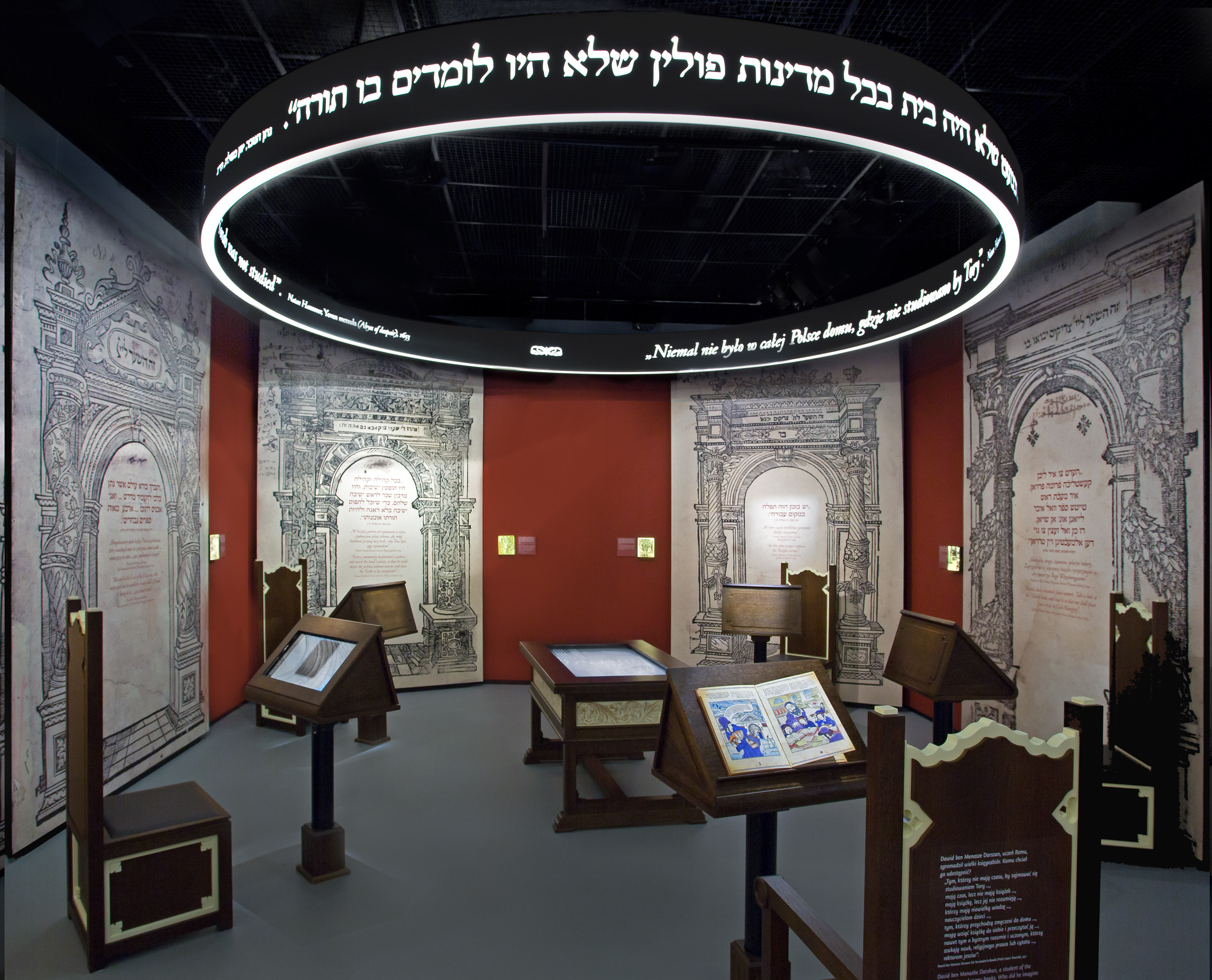
Fragment galerii Paradisus Iudaeorum w Muzeum Historii Żydów Polskich w Warszawie

Od lat 90. XX w. trwa odrodzenie życia religijnego i kulturalnego polskich Żydów, zakładane są gminy wyznaniowe i instytucje oświatowe. Blokowane do tej pory przez komunistyczną cenzurę dyskusje wielu kwestii historycznych (zwłaszcza związanych z II wojną światową i okresem 1944–1989, takich jak pogrom w Jedwabnem, zbrodnia w Koniuchach, zbrodnia w Nalibokach, pogrom kielecki czy polsko-żydowskie stosunki podczas wojny w ogóle), stały się obiektem nowych badań i ocen. Podobnie dzieje się ze sprawą udziału Żydów w zbrodniach komunistycznych popełnionych na Polakach zaraz po wojnie.
Zgodnie z danymi przedstawionymi przez Forum Koordynacyjne Przeciwko Antysemityzmowi (Coordination Forum of Countering Antisemitism), w Polsce miało miejsce 18 antysemickich incydentów w okresie styczeń 2001 – listopad 2005. Połowa z nich miała charakter polityczny, 8 stanowiło akty wandalizmu lub profanacji, a jeden był aktem werbalnym. W Polsce nie miały miejsca antysemickie ataki z użyciem broni. Pomimo że, jak wynika z badań statystycznych przeprowadzonych w 2005, odsetek populacji w Polsce podzielających antysemicki światopogląd jest wyższy niż w niektórych krajach zachodnich, stosunek Polaków do Żydów od tamtego czasu polepsza się.
Zgodnie z sondażem opinii publicznej przeprowadzonym przez CBOS i opublikowanym w styczniu 2010, w którym Polacy mieli określić swój stosunek względem innych narodów, 27% czuje niechęć względem Żydów, 31% – sympatię, 35% – ma bierny stosunek względem nich, a 7% jest niezdecydowanych. Respondentów poproszono też o określenie swych odczuć za pomocą prostej skali: od –3 (silna antypatia) do +3 (silna sympatia), podczas gdy 0 oznaczało obojętność. Średnia wartość stosunku do Żydów wynosiła +0,05. W podobnym badaniu opublikowanym w styczniu 2005, niechęć deklarowało 45%, sympatię 18%, obojętność 29%, zaś średni współczynnik wynosił –0,67. W pierwszym zaś badaniu w 1993 roku zaledwie 15% wyrażało sympatię, a 51% niechęć. W 2024 roku 32% respondentów deklarowało sympatię do Żydów i tyle samo niechęć, a średnia wartość stosunku wynosiła -0,03.
Po 1989 roku żydowskie życie religijne w Polsce odżyło m.in. dzięki pomocy Fundacji Ronalda S. Laudera. W 1993 roku powstał Związek Gmin Wyznaniowych Żydowskich w RP, którego głównym celem jest organizacja religijnego i kulturowego życia członków wspólnoty żydowskiej w Polsce. 23 lutego 2008 ukonstytuował się w Łodzi Rabinat Rzeczypospolitej Polskiej (pierwsza naczela rada rabinacka od czasów międzywojnia). Polska żydowska wspólnota wyznaniowa zatrudnia obecnie dziewięciu rabinów (ZGWŻ – 5, Beit Warszawa – 2, Chabad-Lubawicz – 2), zarządza niewielką liczbą szkół, urządza obozy letnie, a także wydaje szereg czasopism i innych publikacji.
Na Uniwersytach: Warszawskim, Jagiellońskim i Wrocławskim powstały żydowskie programy akademickie. W Krakowie powołano do życia Fundację Judaica, która sponsorowała szereg kulturowych i edukacyjnych programów przeznaczonych dla Polaków. Rząd Polski sfinansował wybudowanie Muzeum Historii Żydów Polskich w Warszawie o koszcie 100 mln zł.
Groby cadyków są odwiedzane przez tysiące chasydów, np. grób rabina Cwi Elimelecha z Dynowa, ohel Elimelech z Leżajska czy Dawida Bidermana z Lelowa.
Spośród państw bloku komunistycznego, które (z wyjątkiem Rumunii) zerwały stosunki dyplomatyczne z Izraelem w 1967 roku, Polska była pierwszym, które je wznowiła (w 1986) i w pełni przywróciła (w 1990). Polska pomagała w masowej emigracji Żydów z ZSRR. Stosunki międzyrządowe obu krajów są wzorowe, co zaowocowało wzajemnymi wizytami prezydentów i ministrów spraw zagranicznych.
Polscy politycy żydowskiego pochodzenia sprawowali w III RP ważne funkcje państwowe: Bronisław Geremek był ministrem spraw zagranicznych w latach 1997–2000, Adam Daniel Rotfeld był szefem tego resortu w 2005, Stefan Meller w okresie 2005–2006, Marek Borowski pełnił funkcję wicepremiera i ministra finansów w okresie 1993–1994 oraz marszałka Sejmu w latach 2001–2004, a Ludwik Dorn był w latach 2005–2007 wicepremierem oraz ministrem spraw wewnętrznych i administracji, a także marszałkiem Sejmu w 2007 r.
W ostatnich latach w Polsce miało miejsce wiele uroczystości związanych z Holocaustem. We wrześniu 2000 najwyżsi dostojnicy państwowi z Polski, Izraela, Stanów Zjednoczonych i innych krajów (w tym książę Hassan z Jordanii) zebrali się w Oświęcimiu w celu uczestniczenia w otwarciu synagogi Chewra Lomdei Misznajot i Centrum Żydowskiego w Oświęcimiu. Synagoga, jedyna, która ocalała w mieście po II wojnie światowej, jest kulturowym i edukacyjnym centrum, w którym przybysze mogą modlić się i uczyć o historii wspólnoty żydowskiej zamieszkującej przedwojenny Oświęcim. Bożnica ta była pierwszym obiektem zwróconym przez państwo polskie wspólnocie żydowskiej po wejściu w życie w 1997 roku ustawy dotyczącej restytucji własności żydowskiego mienia.
Dodatkowo, w kwietniu każdego roku ma miejsce tzw. Marsz Żywych z Auschwitz do Birkenau, w którym biorą udział zarówno Polacy, jak i Izraelczycy. Inne żydowskie uroczystości w Polsce to przykładowo: Festiwal Kultury Żydowskiej w Krakowie (odbywający się od 1988) i Festiwal Kultury Żydowskiej Warszawa Singera (od 2004).
Ważnym wydarzeniem było utworzenie w 2005 Muzeum Historii Żydów Polskich w Warszawie. Powstało ono z inicjatywy Stowarzyszenia Żydowski Instytut Historyczny w Polsce (SŻIH) i jest jedną z pierwszych w Polsce instytucji kultury utworzonych w oparciu o rozwiązania partnerstwa publiczno-prywatnego. Powstało i prowadzi działalność dzięki środkom przekazywanym przez rząd (Ministerstwo Kultury i Dziedzictwa Narodowego), samorząd terytorialny (miasto stołeczne Warszawa) i organizację pozarządową, które zgromadziło środki od darczyńców z Polski i zagranicy (SŻIH). Muzeum realizuje dwie funkcje: tradycyjnego muzeum i centrum kulturalno-edukacyjnego. Nie koncentruje ono swego przekazu na II wojnie światowej i Holokauście, ale opisuje wkład Żydów w rozwój polskiej kultury, nauki i gospodarki. Budynek Muzeum został udostępniony publiczności 19 kwietnia 2013 roku. To tzw. małe otwarcie było związane z obchodami 70. rocznicy wybuchu powstania w getcie warszawskim. Uroczyste otwarcie wystawy stałej „1000 lat historii Żydów polskich” przez prezydentów: Polski Bronisława Komorowskiego i Izraela Re’uwena Riwlina odbyło się 28 października 2014. W uroczystości wzięli także udział m.in. premier Ewa Kopacz, marszałek Sejmu Radosław Sikorski, marszałek Senatu Bogdan Borusewicz oraz prezydent Warszawy Hanna Gronkiewicz-Waltz.
Obecnie liczba Żydów w Polsce oceniana jest na 8–12 tys., w większości mieszkających w Warszawie, Krakowie, Łodzi, Wrocławiu, Katowicach, Szczecinie, Bielsku-Białej, Legnicy i innych mniejszych ośrodkach, choć nie ma oficjalnych danych potwierdzających te liczby. Zgodnie z Fundacją im. Mojżesza Schorra, mogą być one zaniżone, ponieważ nie wszyscy obywatele polscy narodowości żydowskiej są religijni. Centrum ocenia, że Polskę zamieszkuje ok. 100 tys. Żydów (według innych danych nawet 150 tys.), spośród których 30–40 tys. jest w bezpośredni sposób związanych z kulturą bądź religią żydowską. Liczba osób pochodzenia żydowskiego w Polsce może być wielokrotnie większa, przy czym niemożliwe jest dokładne stwierdzenie liczby Polaków mających żydowskie korzenie ze względu na asymilację kulturową, porzucenie judaizmu i kultury żydowskiej przez poprzednie pokolenia, przyjęcie narodowości polskiej, zmianę tożsamości w trakcie wojen i prześladowań, a także zakładanie rodzin z osobami innej narodowości niż żydowska.
Polska jest jednym z nielicznych krajów na świecie, w którym żydowska społeczność powiększa się; wynika to z odkrywania żydowskich korzeni i powrotu do judaizmu przez młodych ludzi (często w trzecim pokoleniu), w mniejszym stopniu repatriacji (powrót części emigrantów marcowych i ich potomków), imigracji z innych krajów (Rosja, Izrael, USA) oraz konwersji.
W latach 2002–2017 obywatelstwo polskie uzyskało ok. 29 tys. obywateli państwa Izrael. Od jesieni 2015 do 2018 decyzji takich zapadło ok. 3700.